# Alexander von Humboldt

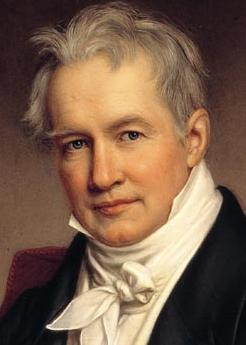
Alexander von Humboldt (Gemälde von Joseph Karl Stieler, 1843)

Friedrich Wilhelm Heinrich Alexander von Humboldt (* 14. September 1769 in Berlin; † 6. Mai 1859 ebenda) war ein deutscher Forschungsreisender mit einem weit über Europa hinausreichenden Wirkungsfeld. In seinem über einen Zeitraum von mehr als sieben Jahrzehnten entstandenen Gesamtwerk schuf er „einen neuen Wissens- und Reflexionsstand des Wissens von der Welt“ und wurde zum Mitbegründer der Geographie als empirischer Wissenschaft. Er war der jüngere Bruder von Wilhelm von Humboldt.
Mehrjährige Forschungsreisen führten Alexander von Humboldt nach Lateinamerika, in die USA sowie nach Zentralasien. Wissenschaftliche Feldstudien betrieb er unter anderem in den Bereichen Physik, Geologie, Mineralogie, Botanik, Vegetationsgeographie, Zoologie, Klimatologie, Ozeanographie und Astronomie. Weitere Forschungen betrafen die Wirtschaftsgeographie, die Ethnologie, die Demographie, die Physiologie und die Chemie. Alexander von Humboldt korrespondierte mit zahlreichen Experten verschiedener Fachrichtungen und schuf so ein wissenschaftliches Netzwerk eigener Prägung.
In Deutschland erlangte Alexander von Humboldt vor allem mit seinen Werken Ansichten der Natur und Kosmos außerordentliche Popularität. Schon zu Lebzeiten genoss er im In- und Ausland ein hohes Ansehen und wurde als „der größte Naturforscher [seiner] Zeit“ betrachtet. Die Preußische Akademie der Wissenschaften würdigte ihn als „die erste wissenschaftliche Größe seines Zeitalters“, dessen Weltruhm sogar den von Gottfried Wilhelm Leibniz überrage. Die Pariser Akademie der Wissenschaften verlieh ihm den Beinamen „Der neue Aristoteles“.
Die Vielschichtigkeit von Humboldts Werk und Vita brachte es mit sich, dass sich nach seinem Tod zahlreiche gesellschaftliche und politische Strömungen für ihre jeweiligen Ziele auf ihn beriefen. Seit dem Ende des 20. Jahrhunderts – unter dem Eindruck einer umfassenden Globalisierung – wird sein Wirken als Pionier des ökologischen Denkens rezipiert, für den die Einsicht galt: „Alles ist Wechselwirkung“.

## Werdegang und Wirken

### Familiärer Hintergrund

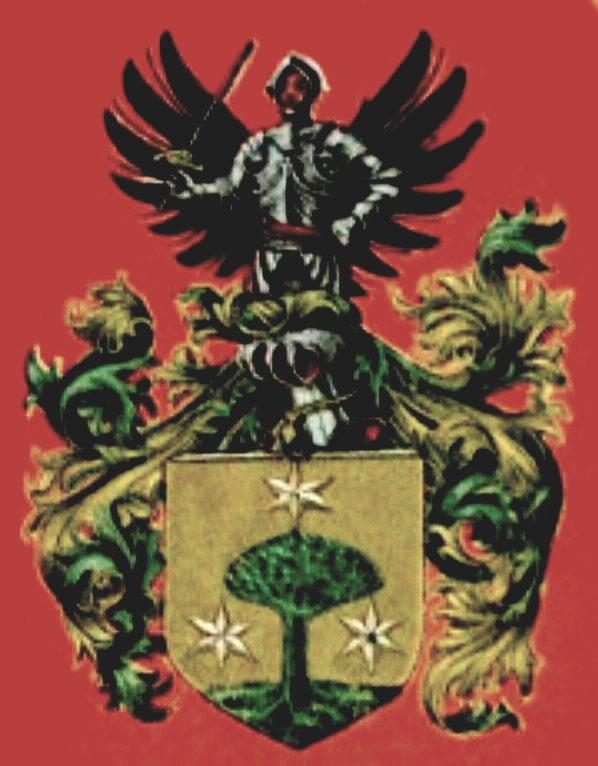
Wappen der Familie Humboldt

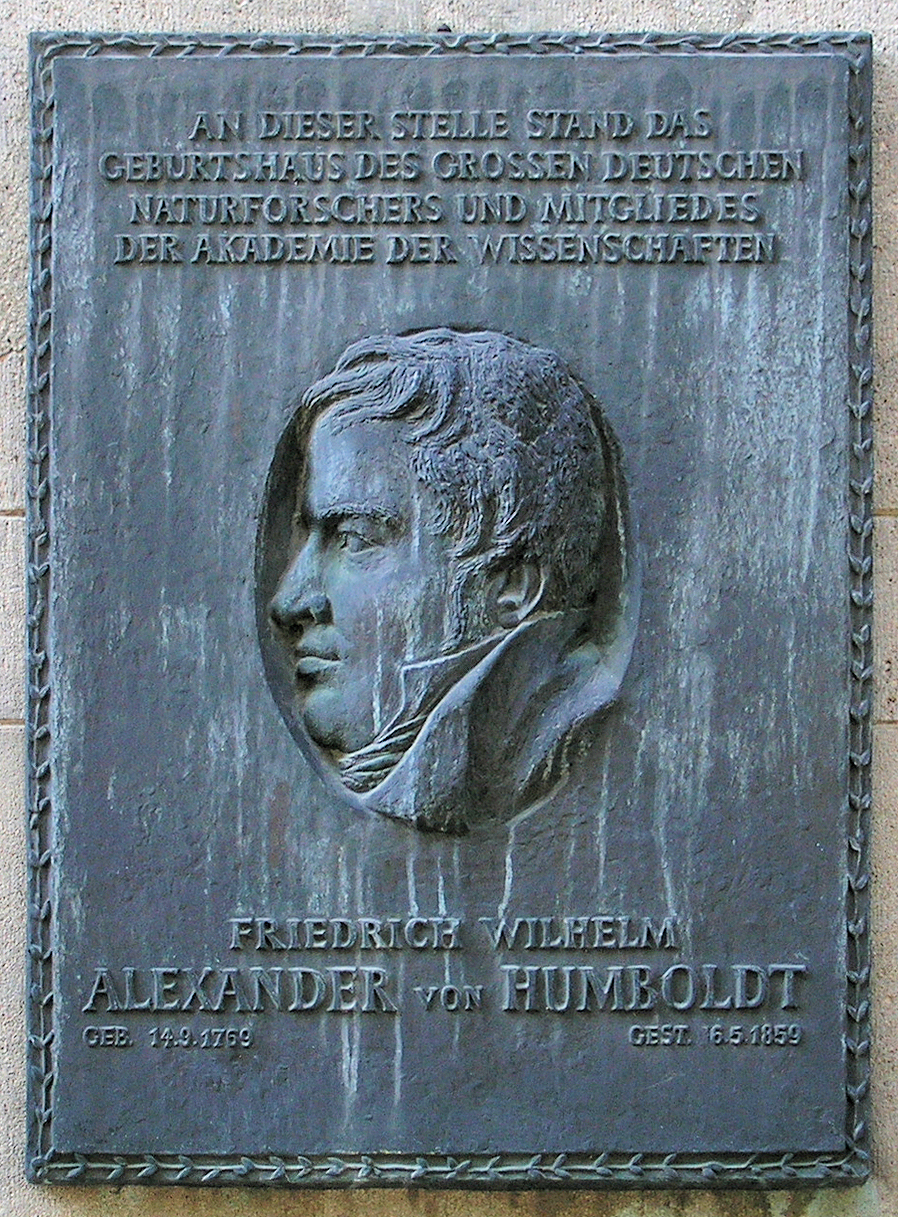
Gedenktafel am Standort des ehemaligen Geburtshauses Jägerstraße 22 in Berlin-Mitte (heute: Akademie der Wissenschaften)

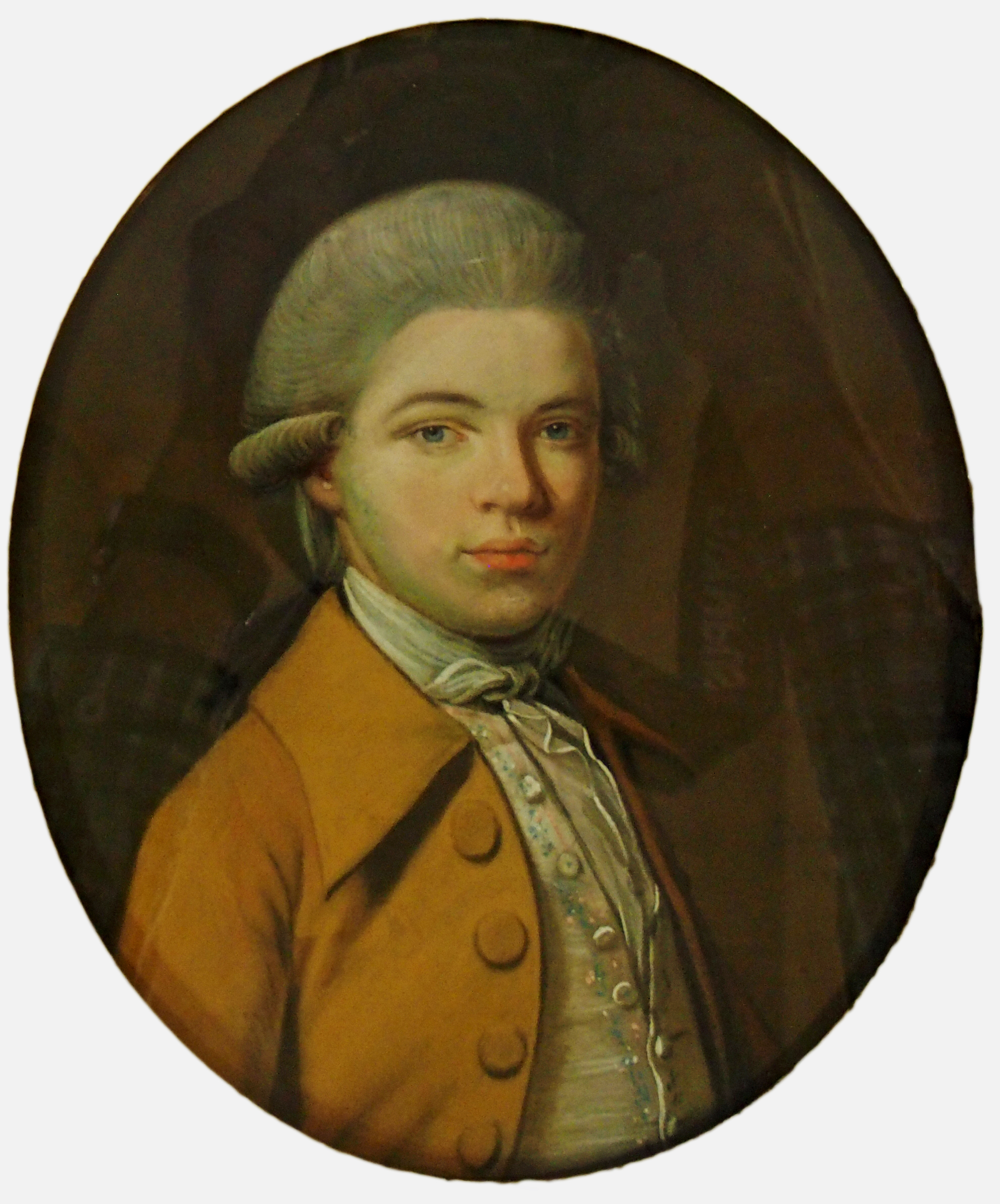
Alexander von Humboldt, porträtiert von Johann Heinrich Schmidt 1784

Alexander von Humboldts aus Pommern stammender Vater Alexander Georg war preußischer Offizier und wurde wegen seiner Verdienste im Siebenjährigen Krieg zum Kammerherrn der Prinzessin von Preußen ernannt. Er heiratete 1766 die Witwe Marie-Elisabeth von Holwede, geb. Colomb, Tochter einer wohlhabenden Familie teils hugenottischer Herkunft, die aus ihrer ersten Ehe ein bedeutendes Vermögen erhalten hatte, unter anderem das Schloss Tegel und das Berliner Stadthaus. Aus der zweiten Ehe gingen zwei Söhne hervor, Wilhelm und Alexander.
Mitunter wird Alexander von Humboldt als „Freiherr“ (französisch oder englisch baron) bezeichnet. Dies geschah schon zu Lebzeiten, und Humboldt hat dem nicht widersprochen, vielmehr verwendete er den Freiherrn-Titel selbst bei seltenen Gelegenheiten. Es konnte aber belegt werden, dass nach der Nobilitierung seines Großvaters als „von Humboldt“ erst die Nachkommen seines Bruders Wilhelm im Jahre 1875 den Freiherrntitel rechtmäßig zuerkannt bekamen. Meist unterschrieb Alexander von Humboldt sogar ohne den Namensbestandteil „von“.

### Kindheit und Jugend
Die Stellung des Vaters begründete ein spezifisches Verhältnis der Humboldt-Brüder zum preußischen Königshaus, zumal der Kronprinz, der nachmalige Friedrich Wilhelm II., einer der Taufpaten Alexanders war. Nachdem die Ehe des Thronfolgers 1769 geschieden worden war, konnte sich der seiner bisherigen Aufgaben ledige Kammerherr von Humboldt ins Privatleben auf Gut und Schloss Tegel zurückziehen. Sein Hauptaugenmerk galt nun der bestmöglichen Erziehung und Ausbildung der Söhne, für die er sich um Hauslehrer bemühte, die aufklärerischem Denken nahestanden. So übte in zwei Phasen von 1769 bis 1773 und im Jahr 1775 in Tegel der von Rousseau pädagogisch inspirierte Joachim Heinrich Campe als Hauslehrer und Erzieher wesentlichen Einfluss auf die Brüder aus, ab 1777 dann Gottlob Johann Christian Kunth, der bald zum engsten Vertrauten des Hausherrn und nach dessen Tod 1779 auch seiner Witwe wurde.
Alexander erschien seinen Erziehern lange Zeit als eher wenig befähigter, lernunwilliger Kopf. Dennoch mutete man ihm zu, denselben in zeittypischer Weise großteils abstrakt aufbereiteten Lernstoff zu verarbeiten, den sein zwei Jahre älterer Bruder Wilhelm vergleichsweise mühelos erfasste. Früh schon zeigte Alexander jedoch besonderes Interesse an Naturgegenständen; und da er sich gern mit Insekten, Steinen und Pflanzen beschäftigte, galt er bald als „der kleine Apotheker“. In seinem Zimmer ordnete und etikettierte er seine Funde. Als Zehnjähriger entwarf er Karten zum Planetensystem und von Amerika.
Diesen Interessen ging er zusätzlich zum Unterricht der Hauslehrer nach, sodass er ein noch größeres Stoffpensum absolvierte als Wilhelm und sich einen auf eigene Weise profilierten Horizont bildete. Dazu gehörte auch sein Zeichen- und Maltalent, das unter Anleitung von Daniel Chodowiecki im Kupferstechen und Radieren geschult wurde und mit dem er sich bereits 1786 in der ersten Kunstausstellung der Berliner Akademie der Öffentlichkeit vorstellte. Die erstaunliche Qualität der Illustrationen seines späteren Reisewerks mag hier ihren Ursprung gehabt haben.
Auf die optimale Ausbildung der beiden Halbwaisen für bedeutende Posten im Staatsdienst war der ganze Erziehungsplan der nun zweifach verwitweten Frau von Humboldt ausgerichtet, die bei verhältnismäßig bescheidener eigener Lebensführung zu diesem Zweck bedeutende Mittel aufwandte. So erhielten die Brüder nicht allein eine gründliche Unterweisung in alten und neuen Sprachen, sondern wurden unter Kunths umsichtiger Führung von einer ganzen Reihe Spezialisten auf universitätsähnlichem Niveau unterrichtet. Dazu gehörten unter anderen der für jüdische Emanzipation eintretende Kameralwissenschaftler und Geheimrat Christian Konrad Wilhelm von Dohm, Kammergerichtsrat Ernst Ferdinand Klein für Naturrecht und Johann Jakob Engel für Philosophie. Zudem besuchten beide Humboldts die experimentell gestützten philosophisch-physikalischen Vorträge des von Kant beeinflussten Arztes Marcus Herz. Dadurch gelangten die Brüder in den Salon von Henriette Herz, wo sie mit der von Moses Mendelssohn geprägten Berliner Aufklärung in engen Kontakt kamen.

### Studium
Mit Blick auf die vorgesehenen Karrieren im Staatsdienst schickte die Mutter 1787 ihre Söhne zum Studium an die Brandenburgische Universität Frankfurt (Viadrina), die von Berlin aus nächstgelegene Hochschule. Wilhelm sollte dort Jura studieren, Alexander die weniger renommierte Kameralwissenschaft (Staatswirtschaftslehre). Nebenbei hörte Alexander Vorlesungen der Altertumswissenschaften, Medizin, Physik und Mathematik.
Sowohl Alexander als auch sein Bruder Wilhelm waren in Frankfurt (Oder) offenbar akademisch unterfordert und verließen die Universität nach einem Semester wieder. Alexander ging zurück nach Berlin, wo er sich von Carl Ludwig Willdenow in der Botanik ausbilden ließ.
Am 25. April 1789 immatrikulierte er sich, seinem Bruder folgend, an der braunschweig-lüneburgischen Georg-August-Universität Göttingen. Neben dem Physiker Georg Christoph Lichtenberg war hier für Alexander vor allem der Anatom und Zoologe Johann Friedrich Blumenbach wegweisend, der die Forschungsreise als bedeutende Erkenntnisquelle für Anthropologie und Biologie schätzte und einen interdisziplinären Kreis ambitionierter Nachwuchswissenschaftler um sich scharte. Im Herbst 1789 unternahm Humboldt gemeinsam mit dem niederländischen Mediziner Steven Jan van Geuns eine Studienreise in Gebiete westlich von Preußen und an den Rhein. In Mainz lernte er dabei Georg Forster kennen, der als Naturforscher mit Weltumsegelungserfahrung wohl den von ihm selbst angestrebten Typus verkörperte. Von Ende März bis Juli 1790 unternahmen Humboldt und Forster gemeinsam eine Forschungsreise von Mainz über den Niederrhein nach England und zurück über Paris, das sich im ersten Jahr nach dem Sturm auf die Bastille, dem Auslöser der Französischen Revolution, befand. Wie Forster trat Humboldt für die revolutionären Ideale und Menschenrechte ein. Doch anders als dieser, der in Mainz zum deutschen Jakobiner wurde und als glühender Anhänger der Revolution schließlich nach Paris zog, blieb Humboldt in seiner Haltung zur Revolution ambivalent. Er setzte seine kameralistische Ausbildung in Handelswissenschaften sowie in Volks- und Weltwirtschaft an der Hamburger Büsch-Akademie fort. Dies bot ihm vielerlei Vertiefungsmöglichkeiten zu Geographie und Reiseberichten.
Nach Beendigung seines Studiums an der Handelsakademie richtete Humboldt im Mai 1791 ein Anstellungsgesuch an den preußischen Oberberghauptmann Friedrich Anton von Heynitz für eine Tätigkeit in der Bergverwaltung. Dazu nahm er zunächst ein Studium des Bergfachs an der Bergakademie Freiberg auf, das er statt der üblichen drei Jahre in acht Monaten beendete. Seinem Betätigungsdrang entsprach der praktische Bergmannsdienst, zu dem er täglich um sechs Uhr mit den anderen Bergleuten in die Gruben einfuhr; nachmittags nahm er an bis zu sechs Studienkollegs teil, unter anderem bei Abraham Gottlob Werner.

### Privates Leben
In einem Teil der Forschungsliteratur wird die Ansicht vertreten, dass Alexander von Humboldt homosexuell gewesen sei, was für einige der Biografen negativ konnotiert war. Seine vermutete Homosexualität ist kaum erforscht. Die Frage nach seiner sexuellen Orientierung wurde eher verdrängt bzw. sogar als unangemessen angesehen. Der Historiker Andreas W. Daum berichtet aus Humboldts privaten Korrespondenzen in den 1790er-Jahren, dass er durchaus ein sinnlicher Mensch „mit einem Bedürfnis nach körperlicher Nähe zu Männern“ war – inwieweit, darüber habe Humboldt einen „Schleier der Privatheit“ gelegt. Daum äußerte 2019 die Hypothese, dass weitere Forschung nach dem privaten Humboldt noch überraschende Erkenntnisse hervorbringen könnte.
Belegt sind Humboldts enge Beziehungen zu Männern. Zum Beispiel schloss er im Februar 1788 mit dem Theologiestudenten und späteren Superintendenten Wilhelm Gabriel Wegener (1767–1837) einen „ewigen Freundschaftsbund“.
Bernd-Ulrich Hergemöller nannte in einem 2001 veröffentlichten Lexikon Indizien für homoerotische Beziehungen mit Wegener, mit Johann Carl Freiesleben (1774–1846), mit dem Offizier Reinhard Samuel Christian von Haeften (1772–1803), mit dem Maler Carl von Steuben und mit dem Chemiker Joseph Louis Gay-Lussac, mit dem er vier Jahre in Paris in einer Wohnung lebte. Gerade die Beziehung zu Haeften, die nicht an gemeinsame geistige Interessen anknüpfte, wurde sowohl von Biografen als auch von beiden Familien vertuscht und/oder mit teils abwegigen Attributionen bedacht.

### Karriere im Staatsdienst (1792–1796)
Am 6. März 1792 erhielt er die Anstellungsurkunde als „Bergassessor cum voto“ (also mit der Berechtigung, amtliche Gutachten zu erstellen) und wenig später wurde er mit der Untersuchung des Lotharheiler Schiefers betraut, der im gerade zu Preußen gekommenen Fürstentum Bayreuth abgebaut wurde. Auf seinem Weg dorthin inspizierte er den Kamsdorf-Könitzer Bergbau und revolutionierte die Abbauverfahren von Alaunschiefergestein im Schmiedefelder Vitriolwerk am Schwefelloch (dem heutigen Schaubergwerk Morassina). Aufgrund seines beispielhaft erhellenden Berichtes wurde er bereits nach einem halben Dienstjahr zum Oberbergmeister befördert mit dem Auftrag, den Bergbau im Fichtelgebirge und Frankenwald zu sanieren.
Humboldt reorganisierte den Bergbau in technischer und ökonomischer Hinsicht. Er modernisierte die Abbauverfahren von Silber, Nickel, Zinn und Eisen sowie von Alaunschiefergestein in der Region Bayreuth. Er engagierte sich auch für die Goldgruben von Goldkronach, die in ihrer Existenz bedroht waren. Dort sollte er die Verhüttung verbessern, die mit ungeeigneten, schlecht überwachten Öfen, schlechter Kohle, deutlich zu hohem Kalkzuschlag und ähnlichen Mängeln nur geringe Ausbeute lieferte, abbauwürdige Gänge finden, was ihm durch das Studium alter Aufzeichnungen auch gelang, und sich um die haarsträubend schlechte arbeitstechnische Sicherheit und Ausbildung der Bergleute kümmern. Durch sein Engagement brachte er die Goldkronacher Gruben in die Gewinnzone, sodass sie bis 1861 betrieben wurden. Ein ähnlicher Erfolg gelang ihm mit dem Friedrich-Wilhelm-Stollen im Stebener Kupferbergbau, den er neu anlegen ließ, womit er die jährlichen Erträge beträchtlich steigern konnte. Humboldt hatte bei seinen Aktivitäten auch die Wirkung auf den lokalen Arbeitsmarkt und die soziale Situation der Bergleute im Blick; so reformierte er die „Bergbau-Hülfskasse“, in dem er ihr Überschüsse der Bergämter zuführte.
Auf der Basis seiner chemischen Analysen der Grubenwetter entwickelte er eine Grubenlampe mit verbesserter Leuchtwirkung in Gruben mit sauerstoffarmer Atmosphäre. Bei der Erprobung dieser Grubenlampe im Selbstversuch fiel er wegen giftiger Grubengase in Ohnmacht, die Lampe aber half, ihn zu retten. Weiterhin beschrieb er eine „Respirationsmaschine“, einen Vorläufer der Atemschutzmaske, die bei Rettungsaktionen eingesetzt werden konnte. Beide Apparate konnten sich aber nicht durchsetzen.
Mit eigenen Mitteln gründete er ohne Rücksprache mit den vorgesetzten Behörden zuerst in Steben eine Bergschule, die erste Arbeiter-Berufsschule in Deutschland, offen für die Altersstufen von 12 bis 30 Jahren. Gelehrt wurden von Schichtende bis 23:00 Uhr unter anderem Mineralienkunde, bergmännisches Rechnen und Bergrecht, Maschinen- und Kompasskunde. Mangels geeigneten Lehrmaterials schrieb er die Lehrbücher dafür selbst. Seine Wohnorte waren von 1792 bis 1795 Steben, Arzberg und Goldkronach. Über seine Zeit in Goldkronach äußerte sich Alexander von Humboldt in einem Brief an seinen Vertrauten Karl Freiesleben überschwänglich: „… mit dem Bergbau geht es überhaupt jetzt schnell hier vorwärts. In Goldkronach besonders bin ich glücklicher, als ich je wagen durfte zu glauben.“
Während seiner Tätigkeit im Staatsdienst kam er in Kontakt mit anderen in der Bergverwaltung hochrangig beschäftigten Personen, die seine Fähigkeiten erkannten und sie für ihre Zwecke dienstbar zu machen suchten. Zum Teil waren sie später bei den preußischen Reformen führend, wie zum Beispiel der Freiherr vom Stein und Karl August von Hardenberg, Minister für das Territorium Ansbach-Bayreuth. Von seinem Ressortminister von Heynitz wurde Humboldt 1794 zum Bergrat und 1795 zum Oberbergrat befördert. Doch weder dies noch ungewöhnliche Gehalts- und Freistellungsangebote vermochten Humboldt im Amt zu halten. Am 26. März 1795 bat er den preußischen König um die Entlassung aus dem Dienst als Oberbergmeister, um seinen Jugendtraum von Forschungsreisen in die Welt zu verwirklichen.

#### Arbeiten zur Biologie
Humboldts offizielles botanisches Autorenkürzel lautet „Humb.“.
Während seiner Zeit im Bergwesen beschäftigte sich Humboldt mit der Mykologie. Die Flechten- und Pilzarten, die er in den Freiberger Bergwerken gefunden hatte, beschrieb er in Florae Fribergensis specimen, die einige Erstbeschreibungen von Arten der Gattungen Agaricus, Peziza und Boletus enthielt. Er beschrieb nicht nur die Morphologie der kryptogamen Pflanzen, sondern auch die Abhängigkeit von ihren Umweltbedingungen. Für die Flechten stellte er eine Verwandtschaftstafel (Tabula affinitatum) auf, die aber noch nicht auf stammesgeschichtlicher Zugehörigkeit, sondern nur auf äußerer Ähnlichkeit beruhte. Schon in diesem Werk betonte er programmatisch, dass er die Pflanzengeographie als Teil einer umfassenden Erdkunde betrachtete im Unterschied zur herkömmlichen Naturgeschichte.
Des Weiteren untersuchte er experimentell den Einfluss verschiedener Bestandteile der Luft auf das Pflanzenwachstum, wobei er den Aspekt der wirtschaftlichen Nutzung für die Pflanzenproduktion im Auge hatte. Zwar gelang es ihm nicht, die Rolle von Sauerstoff und Kohlenstoffdioxid im Stoffwechsel der Pflanzen richtig aufzuklären, er vertrat aber die Auffassung, dass der Kohlenstoff der Pflanzen aus der Luft und nicht aus der Erde stammt. Weiterhin erkannte er, dass die Spaltöffnungen für den Wasserhaushalt der Pflanzen von Bedeutung sind, konnte die genaue Funktion aber nicht klären.
Danach wandte er sich dem seinerzeit aktuellen Forschungsgebiet der tierischen Elektrizität zu in Fortführung der Versuche von Galvani und Volta. Umfangreiche Studien mit Tausenden von Tierexperimenten zum Einfluss der Elektrizität, zum Teil mit seinem Bruder Wilhelm, teilweise als Selbstversuch am eigenen Körper durchgeführt, belegten unter anderem den Verbrauch von Sauerstoff bei der Muskelbewegung und die Wirkung der Feuchtigkeit auf die elektrische Leitfähigkeit. Bei Selbstversuchen für seine Studie Versuche über die gereizte Muskel- und Nervenfaser brachte er künstlich erzeugte Wunden auf seinem Rücken mit galvanischen Zellen aus Metallen wie Zink und Silber in Berührung. Im Gegensatz zu Volta blieb Humboldt überzeugt von dem Konzept einer eigenen „tierischen Elektrizität“; den Kontaktmetallen schrieb er nur eine sekundäre Rolle zu. Seine Versuche über die Reizung von Muskel- und Nervenfasern veröffentlichte er 1797. In der zeitgenössischen Fachliteratur wurden seine physiologischen Schriften oft zitiert.
Auf seiner Südamerika-Expedition setzte Humboldt seine galvanischen Versuche fort; bekannt wurde seine Untersuchung über den Zitteraal (Electrophorus electricus). In seinen späteren Jahren unterstützte Humboldt die elektrophysiologischen Untersuchungen von Emil du Bois-Reymond. Deren Resultate, die die Muskelbewegung auslösende Nerventätigkeit messbar machen, fasste er als Weiterführung seiner Versuche auf.

#### Arbeiten zur Chemie
Parallel zu seinen Bergbau-Erfahrungen begann Alexander von Humboldt, sich mit Fragen zur Chemie auseinanderzusetzen, wobei der Zusammenhang mit praktischen Problemen im Vordergrund stand. So befasste er sich mit der Entstehung und Untersuchung von Grubengas sowie mit Messungen zum Sauerstoffverbrauch und zur Bildung von Kohlenstoffdioxid. Er erkannte die jahreszeitliche Variation des Anteils dieses Gases an der Luft und den Effekt, dass eine Erhöhung des Kohlenstoffdioxidgehalts bis zu bestimmten Grenzen die Geschwindigkeit des Pflanzenwachstums fördert.
Besonders interessierte ihn die Chemie der Luft und ihrer Bestandteile. Er erkannte die Konstanz der Luftzusammensetzung in unterschiedlichen Höhenlagen. Joseph Louis Gay-Lussac und Humboldt bewiesen mit Hilfe gemeinsam durchgeführter eudiometrischer Versuche 1805, dass das Elementarverhältnis von Sauerstoff zu Wasserstoff im Wasser 1 : 2 beträgt. Außerdem unternahm er Versuche zur Erforschung der nitrosen Gase.
Als Bergbeamter fertigte Humboldt Gutachten zur Produktion von Glas, Porzellan und Steingut an. Durch seine Publikationen zur Chemie war Humboldt schon früh wissenschaftlich anerkannt. Am 4. August 1800 wurde er von der Königlich Preußischen Akademie der Wissenschaften zu Berlin in Abwesenheit als außerordentliches Mitglied aufgenommen und als „chimiste célèbre“ bezeichnet.

### Vorbereitung einer großen Forschungsexpedition
Nachweislich seit 1793 bereitete sich Alexander von Humboldt neben seiner Tätigkeit als Bergbeamter intensiv auf seine Reise nach Südamerika vor. Sobald er im November 1796 durch den Tod der Mutter zum vermögenden Erben geworden war, schied er aus dem Staatsdienst aus, um sich als Naturforscher und Wissenschaftler unabhängig zu machen. Als Ziel schwebte ihm eine „physique du monde“ vor, eine Darstellung des gesamten physisch-geographischen Wissens der Zeit, zu dem er auf Forschungsreisen selbst entscheidend beitragen wollte. Bereits Ende 1796 entwickelte er brieflich seine trotz mancher Widrigkeiten, mehrfacher Anläufe und Umwege konsequent verfolgten Pläne zur Reise nach „Westindien“, das im damaligen Verständnis den ganzen Raum von Mexiko bis zum Amazonas umfasste:

„Meine Reise ist unerschütterlich gewiß. Ich präpariere mich noch einige Jahre und sammle Instrumente, ein bis anderthalb Jahr bleibe ich in Italien, um mich mit Vulkanen genau bekannt zu machen, dann geht es über Paris nach England, wo ich leicht auch wieder ein Jahr bleiben könnte […], und dann mit englischen Schiffen nach Westindien“

Schon durch Campe war Alexander die Faszination der Welt in Übersee vermittelt worden.
In den Jahren der Vorbereitung nutzte er jede Möglichkeit zur systematischen Vertiefung seiner Kenntnisse, nicht nur durch das Studium der einschlägigen Reiseberichte und neuesten Forschungsergebnisse, sondern auch durch seinen persönlichen Kontakt mit den führenden Zoologen, Botanikern und Astronomen der Zeit sowie durch die ständige praktische Erprobung von Messinstrumenten in den verschiedenen Landschaften und Naturräumen (zum Beispiel in den Alpen). Zudem entwickelte er ein spezifisches Aufzeichnungsverfahren zur Erfassung seiner jeweiligen Forschungsergebnisse, die Pasigrafie, eine Schriftzeichensprache, die die geographischen Erscheinungen durch Buchstaben, Richtungspfeile, Symbole und Abkürzungen für Formationen und Gesteine festhielt.
Im Mai 1798 begab sich Humboldt nach Paris, wo er in Vorträgen und Debatten sein Renommee als Wissenschaftler festigte und seine Ausstattung mit Messinstrumenten vervollständigte. Hier fand er in dem Botaniker Aimé Bonpland schließlich jenen Gefährten, der bereit und in der Lage war, ihn bei der Durchführung seiner Forschungsvorhaben zu unterstützen.
Mehrfach hatte Humboldt während der Vorbereitungszeit seine Pläne wegen politischer und kriegerischer Verwicklungen im Zeichen des aufstrebenden Generals Napoleon Bonaparte ändern und bereits begonnene Reiseaktivitäten abbrechen müssen, zuletzt im Dezember 1798 den Versuch, von Südfrankreich aus auf ein Schiff zu gelangen, das Bonpland und ihm den Anschluss an die ägyptische Expedition Napoleons hätte ermöglichen sollen. Stattdessen machten sich nun beide mit sämtlichen für die Forschungsreise vorgesehenen Instrumenten auf den Weg nach Madrid, meist zu Fuß neben dem Wagen einhergehend, um für das amerikanische Forschungsunternehmen womöglich die Unterstützung der spanischen Krone zu erlangen. Die Vielzahl der unterwegs erhobenen Messdaten brachte erstmals geographischen Aufschluss über die Gestalt der innerspanischen Hochebene.
Sein Ruf als Wissenschaftler und Bergminenexperte, sein diplomatisches Geschick und sein von der exzellenten Beherrschung des Spanischen unterstütztes Auftreten bei Hofe verschafften Humboldt schon bald Empfehlungen und einen so privilegierten Forscher-Reisepass, wie ihn nach seiner eigenen Einschätzung kein Ausländer je erhalten hatte. Er sicherte ihm volle Handlungsfreiheit und das Entgegenkommen aller Gouverneure und Beamten im gesamten spanischen Kolonialgebiet. Spanien sah die Möglichkeit, dass sich diese Privatexpedition unter Umständen lohnen könnte. Tatsächlich führten später Humboldts Beschreibungen der mexikanischen Silberminen in dem Versuch über den politischen Zustand des Königreichs Neu-Spanien zu massiven ausländischen Investitionen. Im Gegensatz dazu erließ die portugiesische Regierung im Jahre 1800 einen Haftbefehl gegen Humboldt für den Fall, dass er die portugiesische Kolonie Brasilien beträte. Die Portugiesen fürchteten, Humboldt würde revolutionäre Ideen verbreiten oder spionieren.

### Amerikanische Forschungsreise (1799–1804)

#### Überfahrt

Verlauf der Amerikareise

Abreisedatum mit der spanischen Fregatte Pizarro von La Coruña war der 5. Juni 1799. Humboldt schrieb in einem Brief vom selben Tag:

„Ich werde Pflanzen und Fossilien sammeln, mit einem vortreflichen Sextanten von Ramsden, einem Quadrant von Bird, und einem Chronometer von Louis Berthoud werde ich nüzliche astronomische Beobachtungen machen können; ich werde die Luft chemisch zerlegen. — dieß alles ist aber nicht Hauptzwek meiner Reise. Auf das Zusammenwirken der Kräfte, den Einfluß der unbelebten Schöpfung auf die belebte Thier- und Pflanzenwelt; auf diese Harmonie sollen stäts meine Augen gerichtet seyn. Der arbeitsame Mensch muß das Gute und Grosse wollen. Ob er es erreiche, hängt von dem unbezwungenen Schiksale ab.“

Den einwöchigen Zwischenaufenthalt auf der Kanareninsel Teneriffa im Juni 1799 nutzten Humboldt und Bonpland zu Aktivitäten, die sie dann in der Neuen Welt vielfach wiederholten: Sie bestiegen den Pico del Teide, registrierten die Vegetationszonen, übernachteten in einer Höhle unterhalb des Gipfels und untersuchten tags darauf den Krater des Vulkans.
Die Überquerung des Atlantiks verlief insgesamt problemlos. Mit an Bord hatte Humboldt rund 50 der modernsten Instrumente, darunter Sextanten, Quadranten, Teleskope, eine Längenuhr, ein Inklinatorium, ein Deklinatorium, ein Cyanometer, Eudiometer, Aräometer, ein Hyetometer, Elektrometer, Hygrometer, Barometer und Thermometer.
Am 16. Juli 1799 – 20 Tage nachdem sie von Teneriffa abgelegt hatte – ankerte die Pizarro an der Küste von Neugranada im heutigen Venezuela. Humboldt und Bonpland gingen in Cumaná von Bord, wo ihnen der Sklavenmarkt einen nachhaltigen Eindruck verschaffte. Die grausame Behandlung der Sklaven entsetzte Humboldt so sehr, dass er zu einem entschiedenen Fürsprecher des Abolitionismus wurde. Von Cumaná aus reisten Humboldt und Bonpland nach Exkursionen in die Umgebung weiter nach Caracas.

#### Erste Expedition: Zwischen Orinoco und Rio Negro

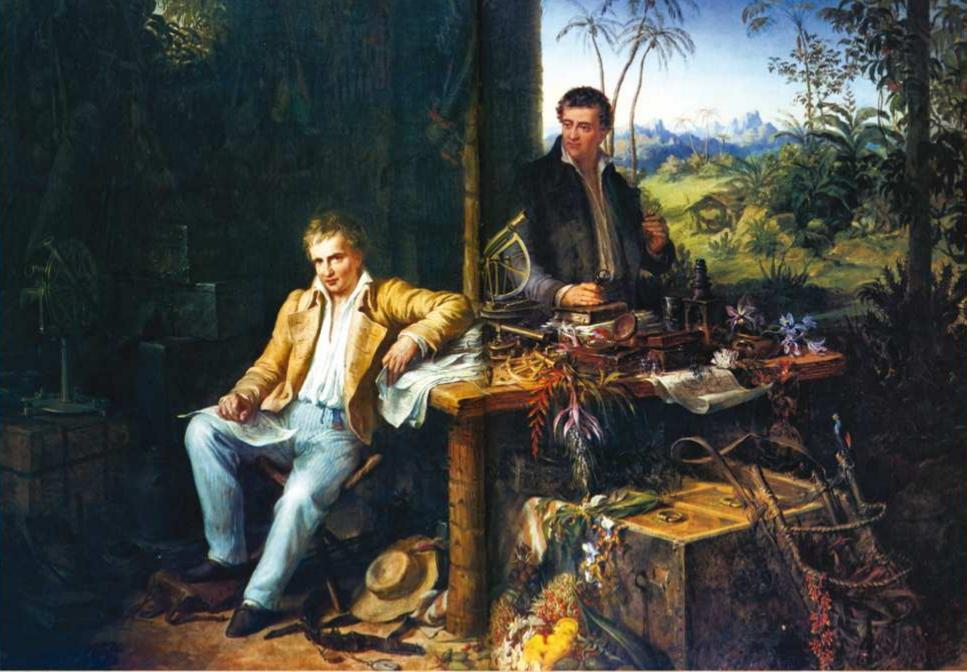
Alexander von Humboldt und Aimé Bonpland am Orinoco, Gemälde von Eduard Ender, 1856. Humboldt gefiel das Gemälde nicht, da die Instrumente ungenau abgebildet waren.

Humboldts amerikanische Forschungsreise lässt sich in drei Phasen von ungefähr ähnlicher zeitlicher Dauer unterteilen: die erste mit der Orinoco-Erkundung; die zweite, die von Kuba über Kolumbien und Ecuador nach Peru führte; und die dritte, vorwiegend Mexiko gewidmete.
Die erste Expedition führte im Februar 1800 von Caracas zum Fluss Apure und auf diesem in das Strombett des Orinoco, das stromaufwärts so weit wie möglich in südlicher Richtung befahren, dann aber verlassen wurde, um über den Rio Atabapo weiter südlich zum Rio Negro, dem Amazonaszufluss, vorzustoßen. Man befuhr die Flüsse auf einer Piroge, einem mit Axt und Feuer ausgehöhlten Baumstamm von etwa 13 Metern Länge und knapp einem Meter Breite. Sie wurde von einem Steuermann und vier indianischen Ruderern betrieben. Im Bereich des Hecks war ein niedriges Blätterdach installiert, an dessen tragfähigen Teilen Käfige mit eingefangenen Vögeln und Affen hingen. Die mitgeführten größeren Messinstrumente schränkten die Bewegungsfreiheit zusätzlich ein.
Auf dem Rio Negro wurde die Einmündung des nordöstlich vom Orinoco direkt zufließenden Rio Casiquiare erreicht und mit dessen Befahrung in ganzer Länge flussaufwärts der Nachweis geführt, dass entgegen der verbreiteten Lehrmeinung, wonach zwischen den großen Stromgebieten der Erde nirgendwo natürliche Verbindungen existierten, eine solche zwischen Orinoco und Amazonas eben doch vorhanden ist. Am 20. Mai 1800 erreichte die Piroge wie erwartet die Bifurkation des Orinoco, an der er sich in zwei Arme gabelt, womit das wichtigste Forschungsziel dieser Expedition erreicht war; die Reisenden konnten sich für den Rückweg nun flussabwärts auf dem Orinoco fortbewegen. Sie folgten seinem Lauf bis Angostura (Ciudad Bolívar) und schlugen sich dann in der quälenden Hitze der Llanos nordwärts zur Küstenstadt Nueva Barcelona durch, die sie am 23. Juli 1800 erreichten.
Sie überstanden die 2250 Kilometer lange Flussfahrt, obwohl Bonpland zuletzt noch in Angostura dem Tod nahegekommen war, wozu außer der glücklichen Wendung mancher Gefahrensituation ihre Entschlossenheit und strapazierfähige Physis beitrugen. Der in jungen Jahren oft kränkelnde Alexander meldete nach Hause: „Die Tropenwelt ist mein Element, und ich bin nie so ununterbrochen gesund gewesen als in den letzten zwei Jahren. […] Am Atabapo, wo die Wilden stets am Faulfieber leiden, widerstand meine Gesundheit unbegreiflich gut.“
Den Gesamterfolg der amerikanischen Reise ermöglichte zudem ein unerschütterliches Durchhaltevermögen – ständig war Humboldt mit Ortsbestimmungen und Messungen aller Art oder mit der Erstellung der Orinocokarte beschäftigt, Bonpland mit dem Botanisieren, beide zusammen mit Skizzen und Aufzeichnungen – auch unter widrigsten Bedingungen:

„Vier Monate hindurch schliefen wir in Wäldern, umgeben von Krokodilen, Boas und Jaguaren […], nichts genießend als Reis, Ameisen, Manioc, Pisang, Orenocowasser und bisweilen Affen. […] In Guayana, wo man wegen der Mosquiten, die die Luft verfinstern, Kopf und Hände stets verdeckt haben muß, ist es fast unmöglich am Tageslicht zu schreiben; man kann die Feder nicht ruhig halten, so wütend schmerzt das Gift der Insekten. Alle unsere Arbeit mußte daher beim Feuer, in einer indianischen Hütte, vorgenommen werden, wo kein Sonnenstrahl eindringt, und in welcher man auf dem Bauche kriechen muß. Hier aber erstickt man wieder von Rauch, wenn man auch weniger von den Moskiten leidet.“

#### Zweite Expedition: Von Cartagena nach Lima
Die zweite Südamerika-Expedition begann nach einem Zwischenaufenthalt in Havanna, wo Humboldt das Material für seinen geographischen Essai politique sur l′île de Cuba erarbeitet hatte, am 30. März 1801 in Cartagena an der kolumbianischen Karibik-Küste. Humboldt hatte erfahren, dass er sich der französischen Weltumsegelungsexpedition unter Kapitän Nicolas Baudin an der peruanischen Küste würde anschließen können. Auf dem Wege dahin drängte sich die Umsetzung des lang erwogenen Anden-Forschungsprojekts auf.
Von Barancas Nuevas befuhren Humboldt und Bonpland den Río Magdalena flussaufwärts: „Unsere Magdalena-Reise bildete eine schreckliche Tragödie; von den zwanzig dunklen Ruderknechten ließen wir acht auf dem Wege zurück, ebensoviel langten gleich und mit stinkenden Geschwüren in Honda an.“ Nach viertägigem steilen Aufstieg erreichten sie die Anden-Hochebene und konnten in Bogotá in regen wissenschaftlichen Austausch mit dem sie aufwendig empfangenden Botaniker José Mutis treten. Für den spanischen Vizekönig erstellte Humboldt unter anderem ein Gutachten über die Silbergruben und die Goldproduktion Kolumbiens. Die Fortsetzung des Weges über die Anden gestaltete sich äußerst beschwerlich: „Dicke Wälder liegen zwischen Morästen; die Maultiere sinken bis auf den halben Leib ein; und man muß durch so tiefe und enge Schlüchte, daß man in Stollen eines Bergwerks zu kommen glaubt. Auch sind die Wege mit den Knochen der Maultiere bepflastert, die hier vor Kälte oder Mattigkeit umfielen.“
Um von Bogotá nach Quito zu gelangen, benötigten die Reisenden vom 19. September 1801 – mit einem Zwischenaufenthalt in Popayán – bis zum 6. Januar 1802. In Quito kamen sie im Hause des Herzogs Juan Pío Montúfar y Larrea unter; dessen Sohn Carlos de Montúfar (1780–1816) nahm fortan an der amerikanischen Expedition Humboldts teil.
Zum Forschungsschwerpunkt wurden nun neuerlich Vulkane in einem Gebiet Ecuadors. Den Pichincha bestieg Humboldt nach einem ersten abgebrochenen Versuch gleich zweimal, zuletzt begleitet von einem heftigen Erdbeben, dessen Stöße er sorgfältig protokollierte. Trotz der Unzulänglichkeiten von Schuhwerk, Bekleidung und Ausrüstung gelangten Humboldt, Bonpland und Montúfar am 23. Juni 1802 bei der Besteigung des Chimborazo (6263 Meter) fast bis zum Gipfel, mussten aber wegen einer unpassierbaren Felsspalte 400 bis 800 Meter unterhalb des Kraters umkehren. Gleichwohl blieb dies auf 30 Jahre ein Höhenweltrekord für Bergsteiger. Dabei litten sie unter den Symptomen der Höhenkrankheit: Schwindel und Brechreiz, Blutungen aus Lippen und Zahnfleisch.
Bald darauf erforschte die Expedition nach rasantem Abstieg nach Jaén den Oberlauf des Marañón im Quellgebiet des Amazonas und nach neuerlichem Aufstieg in die Anden die Überreste der Inkastätten in der Umgebung von Cajamarca. Wie die Messungen ergaben, überquerten sie dabei den magnetischen Äquator. Humboldt bemerkte während seiner Südamerikareise bei verschiedenen Gelegenheiten die tagesperiodische Schwankung der Schallintensität (Humboldt-Effekt), für die er 1820 eine Erklärung gab.
Als die Teilnehmer nach viermaliger Überwindung einer Andenkette am 23. Oktober 1802 in Lima ankamen, war dieses zweite Forschungsunternehmen erfolgreich beendet. Zwischen zehn Grad nördlicher und zehn Grad südlicher Breite waren die Klima- und Vegetationsstufen des tropischen Hochgebirges in mannigfaltiger Weise durchmessen und erfasst worden. Mit der Beobachtung des Durchgangs des Planeten Merkur am 9. November 1802 in Limas Hafen Callao gelang Humboldt eine genauere Bestimmung des Längengrads von Lima; dieser wurde in der Folge ein Richtwert für den ganzen südwestlichen Teil des neuen Kontinents. Dort studierte er auch die Düngeeigenschaften von Guano, der daraufhin als Dünger nach Europa eingeführt wurde.

#### Dritte Expedition: Mexiko
Bereits vor dem Aufbruch von Quito war die Information eingetroffen, dass der geplante Anschluss an die französische Weltumsegelungsexpedition von Kapitän Baudin wegen dessen Routenänderung nicht mehr möglich sei. Erneut musste also umdisponiert werden. Nach einem Zwischenaufenthalt in Guayaquil, bei dem Humboldt durch Temperaturmessungen die nach ihm benannte Meeresströmung nachwies, begann am 23. März 1803 in Acapulco ein einjähriger Aufenthalt in Mexiko als letzter Abschnitt der Reise. Auf der Basis barometrischer Höhenmessungen während des Reisewegs von Acapulco über Mexiko-Stadt (mit gut neunmonatigem Erkundungsaufenthalt) bis Veracruz an der Atlantikküste konnte ein Höhenquerschnittsprofil Zentral-Mexikos angelegt werden. In Mexiko-Stadt sammelte Humboldt Material für sein landeskundliches Werk über das Vizekönigreich Neuspanien (mit Beschreibungen der politischen, sozialen und ökonomischen Bedingungen sowie weitreichenden Bevölkerungsstatistiken), das ebenso zu einem Grundstein der modernen wissenschaftlichen Geographie wurde wie das über Kuba, für das er die Vorstudien im März und April 1804 in Havanna vornahm. Zudem trug er Beobachtungen zu epidemischen Infektionskrankheiten, insbesondere zum Gelbfieber, zusammen und beschrieb sie später als Herausforderung für Medizin und Gesellschaft.
Abgeschlossen wurde die Amerika-Expedition mit einem Besuch in den USA, wo Humboldt, auch aufgrund seiner intensiven Reisekorrespondenz, bereits höchste Anerkennung als Forscher und Wissenschaftler genoss und unter anderem drei Wochen als Gast des Präsidenten Thomas Jefferson in Washington, D.C. und Philadelphia verbrachte.
Am 3. August 1804 betraten Humboldt und Bonpland in Bordeaux wieder europäischen Boden. Dass ein Privatmann eine solche Forschungsreise gänzlich aus eigenen Mitteln bestritten hatte, war beispiellos. Humboldts Vermögen war um ein Drittel vermindert, und es sollte in den drei folgenden Jahrzehnten, in denen er sein Reisewerk in 30 Bänden verfasste und in Druck gab – das größte je erschienene private Reisewerk überhaupt – gänzlich aufgebraucht werden.

#### Verurteilung von Sklaverei und Kolonialregime
Der unter dem Schutz der spanischen Krone reisende Humboldt, der für seine Untersuchungen der sozialen Verhältnisse vor Ort auf die Unterstützung der Kolonialverwaltungen angewiesen war und im Austausch mit deren führenden Repräsentanten stand, konnte offene Systemkritik nicht äußern, ohne sein ganzes Unternehmen akut zu gefährden. In seinen Reisetagebüchern wie in späteren Schriften zeigt sich aber deutlich, dass Humboldt die herrschenden Verhältnisse für auf Dauer unhaltbar ansah. Gegen die von Monokulturen und Sklavenhaltung bestimmte „gegenwärtige Zwangslage“ setzte er auf eine Verbindung von natürlicher Ordnung und menschlicher Freiheit: Würde diese Zwangslage durch Revolutionen beseitigt, käme es zur Produktion von Seide, Wein, Öl und Tuch „in selbständiger, freier Existenz“; dann gehe auch die Handelsabhängigkeit zurück und alles komme in eine natürliche Lage. „Die Sklaven-Haciendas setzen unnatürliche Verhältnisse voraus und begründen neue, noch unnatürlichere. Was aber gegen die Natur ist, ist ungerecht, schlecht und ohne Bestand.“
Im politischen Essay über die Insel Kuba schrieb Humboldt:

„Ohne Zweifel ist die Sklaverei das größte aller Übel, welche die Menschheit gepeinigt haben, sei es, dass man den Sklaven betrachtet, wie er seiner Familie in der Heimat entrissen und in die Schiffsräume eines für den Negerhandel zugerichteten Fahrzeugs geworfen wird, oder dass man ihn als einen Teil der Herde schwarzer Menschen, die auf dem Boden der Antillen zusammengefercht wird, betrachtet;“

Eine Besserung der Lage konnte nach Humboldts Vorstellung nur durch diejenigen europäischen Regierungen bewirkt werden, „welche ein Gefühl für Menschenwert haben und wissen, dass jede Ungerechtigkeit einen Keim der Zerstörung in sich trägt“. Dazu werde es aber nicht kommen, „solange nicht die Gesamtheit der Eigentümer und die Kolonial-Versammlungen oder Legislaturen die nämliche Ansicht teilen und nach einem wohlberechneten Plan zusammenarbeiten, um die völlige Aufhebung der Sklaverei in den Antillen zu erzielen.“
In einer bei Lebzeiten unveröffentlichten Schrift hegte Humboldt jedoch wenig Hoffnung auf eine bevorstehende Veränderung der Lage zum Positiven:

„Die europäischen Regierungen haben so viel Erfolg in der Verbreitung des Hasses und der Uneinigkeit in den Kolonien erzielt, dass man in diesen die Freuden des geselligen Lebens kaum kennt; […] Aus dieser Lage entsteht eine Verwirrung von Ideen und unbegreiflichen Meinungen, eine allgemeine revolutionäre Tendenz. Aber dieser Wunsch beschränkt sich darauf, die Europäer zu vertreiben und sich danach gegenseitig zu bekriegen.“

Besonders drastisch kritisierte Alexander von Humboldt im Reisetagebuch die Willkürherrschaft der Mönche in den Missionen der spanischen Kolonien, vor allem in Venezuela. Durch von den Mönchen gesponnene Intrigen, bei denen die Indianer auch durch einseitige Belohnungen gegeneinander ausgespielt worden seien, habe sich das Unterdrückungsregime etabliert:

„Es gibt keine unbegrenztere Despotie als die der Mönche. Welche schreckliche Vorstellung, dass derselbe Mensch, der von den Sünden freispricht, der nach seinem Belieben den mildesten Trost eines zukünftigen, glücklicheren Lebens entziehen kann, auch Herr und Gebieter über euer Eigentum, die Früchte eures Ackerbaus, eure geringfügigsten Handlungen ist. […] Der Missionar versucht, sein Dorf wie ein Kloster zu behandeln. Alles geschieht nach dem Ton der Glocken; der Indio ist nicht einen einzigen Augenblick in seinen Handlungen frei […] Der Indio will nichts anbauen, weil alles, was er hervorbringt, dem Pater gehört.“

### Naturforscher in Paris und Berlin

#### Empfang in Paris
In Paris, wo er den Anschluss an die wissenschaftliche Entwicklung der vergangenen fünf Jahre suchte und fand, wurde ihm von seinen Forscherkollegen ein grandioser Empfang bereitet. Sie sagten ihm jede Unterstützung bei der Klärung fachwissenschaftlicher Probleme zu.
Dieses Wissensnetzwerk war nötig für den Bericht über seine Expedition; denn er hatte mehr vor als nur die Schilderung eigener Erlebnisse, Eindrücke und Messergebnisse. Wo er zum Beispiel auf Getreideanbau, Kakao- und Kaffeeernte im Orinoco-Gebiet einging, war dies meist verbunden mit einer Einordnung in die geographischen und wirtschaftlichen Verhältnisse der ganzen bekannten Welt, in Kenntniszusammenhänge also, die er überhaupt nur mit Hilfe anderer herstellen konnte. Dafür und für die bestmögliche verlegerische Qualität des Reisewerks war Paris der geeignetste Ort. Humboldt schrieb dazu 1852 im Rückblick: „Ich wählte Paris zum Aufenthalte, indem kein Ort des Kontinents damals einen gleich zugänglichen Schatz von wissenschaftlichen Hilfsmitteln darbot, keiner ebenso viel große und tätige Forscher einschloss als jene Hauptstadt.“

#### Aufenthalt in Berlin
Humboldt verspürte wenig Neigung, „die Türme Berlins wiederzusehen“, im Sommer 1805 unternahm er eine mehrmonatige Reise nach Italien, um dort zusammen mit Gay-Lussac den Vulkanismus zu studieren, und besuchte währenddessen in Rom seinen Bruder Wilhelm. Dessen Mahnungen und dem werbenden Druck des preußischen Königshauses ist es zuzuschreiben, dass er sich danach nach Berlin begab. Unmittelbar nach seiner Rückkehr bedachte ihn König Friedrich Wilhelm III. mit einer Pension von 2500 Talern und ernannte ihn bald darauf zum königlichen Kammerherrn, beides ohne konkrete Verpflichtungen. Von November 1805 an setzte er seine wissenschaftliche Arbeit in Berlin fort; seine Mitgliedschaft in der Berliner Akademie wurde 1806 von einer außerordentlichen in eine ordentliche umgewandelt. Humboldt beteiligte sich während der Jahre, die er in Berlin verbrachte, intensiv an der Arbeit der Akademie.
Nach dem militärischen Zusammenbruch Preußens infolge der Schlacht bei Jena und Auerstedt 1806 erlebte er die Besetzung Berlins durch die Franzosen und die Plünderung von Schloss Tegel, das im Zuge der Erbteilung dem Bruder Wilhelm zugefallen war. Alexanders Berliner Wohnung befand sich zu dieser Zeit in der Friedrichstraße 189. Gute Kontakte zur französischen Seite nutzte Alexander sowohl zur Schadensbegrenzung für eigene familiäre Besitzungen als auch zur Abmilderung mancher Härten der Besatzungspolitik im öffentlichen Raum. Angebote, ihn zum preußischen Kultusminister berufen, schlug er mehrfach aus. Er erhielt sich aber die Gunst des Königs, indem er diesem als glänzender Gesellschafter und kundiger Führer bei Auslandsaufenthalten gelegentlich zu dienen wusste, so 1814 im Zuge eines Paris-Besuchs des Monarchen nach dem Sieg der Koalition über Napoleon I. oder 1822 anlässlich eines Kongresses in Verona, verbunden mit Besichtigungen Venedigs und Roms. Humboldts bekannt weltmännisches und verbindliches Auftreten, seine Sprachmächtigkeit und fesselnde Erzählkunst ließen ihn rasch zum Mittelpunkt jeder Gesellschaft werden, in die er sich begab. Sein Wissenshorizont und die Fähigkeit, ihn zu vermitteln, faszinierten auch Goethe, der bereits 1797 bekannt hatte: „Die Gegenwart des Herrn Bergrat v. Humboldt macht mir, ich darf wohl sagen, eine ganz besondere Epoche, indem er alles in Bewegung setzt, was mich von vielen Seiten interessieren kann, ich darf ihn wohl in seiner Art einzig nennen, denn ich habe niemanden gekannt, der mit einer so bestimmt gerichteten Tätigkeit eine solche Vielseitigkeit des Geistes verbände, es ist incalculabel, was er noch für die Wissenschaft tun kann.“

#### Wechsel nach Paris
Als die französischen Forderungen nach Kriegsentschädigung Preußen in den Ruin zu treiben drohten, veranlasste der als Reformer an die Regierungsspitze berufene Freiherr vom Stein im November 1807 eine Gesandtschaft nach Paris unter Prinz Wilhelm, dem Bruder des Königs. Zum Berater wurde ihm Alexander von Humboldt beigegeben, der so Gelegenheit erhielt, die Arbeit an seinem Reisewerk am bestgeeigneten Ort wieder aufzunehmen. Für ebendiesen Zweck erhielt Humboldt nach dem Scheitern der Mission des Prinzen die Erlaubnis, in Paris zu bleiben, die er mit Konsequenz und Geschick über fast 20 Jahre verteidigte.
An der Pariser Wissenschaftsszene nahm Humboldt mitgestaltend Anteil. So wurde er bereits 1807 unter den Gründungsmitgliedern der Société d’Arcueil aufgeführt. Dieser Forschungsgemeinschaft schloss sich neben anderen 1809 der katalanische Physiker François Arago an, mit dem Humboldt fortan in enger freundschaftlicher Verbindung stand. Mit Simón Bolívar, den Humboldt hier ebenfalls traf, entwickelte sich eine briefliche Korrespondenz.
In den Jahren 1825/1827 nahm er bei dem Physiker Jean Marie Constant Duhamel Privatunterricht in Mathematik und besuchte später in Berlin auch mathematische Vorlesungen an der Universität.

#### Reisepläne nach Süd- und Zentralasien
Beständig äußerte Humboldt seine Absichten, seine naturkundlichen Forschungen auf die östliche Hemisphäre auszudehnen, um dann im Vergleichen und Differenzieren ein ganzheitliches Bild aus der Vielgestaltigkeit der Erde und ihrer Bewohner zu gewinnen. Hauptsächlich interessierten ihn Indien, der Himalaya und Tibet. Als er 1811 bereits das zweite Angebot zur Beteiligung an einer russischen Expedition bekam, antwortete er: „Es kostet mir viel, die Hoffnung aufzugeben, die Ufer des Ganges mit ihren Bananenbäumen und Palmen zu sehen; ich bin jetzt 42 Jahre alt und wünsche eine Expedition zu unternehmen, welche 7–8 Jahre dauert; aber um die Aequinoctialgegenden Asiens zu opfern, ist es nötig, daß der Plan, den man mir vorzeichnen wird, ausgedehnt und breit sei. Der Kaukasus zieht mich weniger an, als der Baikalsee und die Vulkane der Halbinsel Kamtschatka. Kann man nach Kabul, Samarkand und Kaschmir eindringen?“ Napoleons Russland-Feldzug 1812 machte solche Pläne hinfällig.
Eine neue vielversprechende Möglichkeit auf der Linie von Alexanders Primärinteressen eröffnete sich 1817/18, als sein Bruder Wilhelm preußischer Gesandter in London war. Bei mehreren England-Aufenthalten erreichte Alexander die Unterstützung des Prinzregenten und von George Canning, des Präsidenten des Board of Control der Britischen Ostindien-Kompanie, für seine Pläne, dazu eine Finanzierungszusage Friedrich Wilhelms III. in gewünschter Größenordnung. Mehr als zweijährige intensive Vorbereitungen schlossen sich an diese Zusagen an, ehe auch dieses Projekt scheiterte, vermutlich an Widerständen innerhalb der Ostindien-Kompanie, in der Humboldts kritischer Blick auf koloniale Verhältnisse gefürchtet sein mochte.

#### Aufarbeitung der Amerikareise
Bereits während der amerikanischen Forschungsreise hatte Humboldt durch briefliche Korrespondenz und Versendung von Proben der mit Bonpland angelegten Pflanzensammlungen dafür gesorgt, dass diese Expedition in Wissenschaftskreisen daheim anhaltende Beachtung fand. In Berlin empfing der Direktor des Botanischen Gartens Carl Ludwig Willdenow, der Humboldts botanische Interessen früh gefördert hatte, die Sendungen und begann diesbezüglich zu publizieren. Andere große Teile der Sammlung wurden dem Muséum national d’histoire naturelle in Paris übergeben, einer aufgrund der französischen Besitzungen in Übersee und der von Frankreich ausgehenden Forschungsexpeditionen seinerzeit einzigartigen, von Anbeginn global ausgerichteten Einrichtung für das Anlegen, Bewahren, Erschließen und Erforschen von naturkundlichen Sammlungen.
Erst ab 1813 jedoch, als Karl Sigismund Kunth sich in Paris der systematischen Erschließung und Publikation des Herbarmaterials annahm, konnte die umfassende Dokumentation der botanischen Forschungserträge von Bonpland und Humboldt Gestalt annehmen. In dem siebenbändigen Werk Nova genera et species plantarum publizierte Kunth zwischen 1815 und 1825 den botanischen Ertrag Humboldts und Bonplands in Amerika.
Unterdessen war das amerikanische Reisewerk Voyage aux régions équinoxiales du Nouveau Continent weit über die ursprüngliche Konzeption hinaus angewachsen. Die 30 Bände erschienen zwischen 1805 und 1834 – 10 Bände im Folioformat und 20 Bände im Quartoformat. Neben einer bedeutenden Anzahl Gelehrter der verschiedenen Wissenschaftsdisziplinen, die Humboldt inhaltlich zuarbeiteten, waren an die 50 Spezialisten mit bildlichen Darstellungen (davon allein 1452 Kupferstiche) beschäftigt, darunter Maler, Zeichner, Kartographen und Schriftkünstler. Was seinen Qualitätsansprüchen nicht genügte, ließ Humboldt auf eigene Kosten neu fertigen, darunter bereits vollendete Kupferplatten, fertige Textdrucke bis hin zu einem ganzen Band.

#### Rückkehr nach Berlin
1827 schließlich, da sich die Vorarbeiten für die Gesamtpublikation dem Ende neigten, entfiel aus Berliner Sicht der Grund für den Daueraufenthalt Humboldts in Paris: Der König beorderte seinen Kammerherrn nach Berlin zurück. 1829 ernannte er ihn zum Wirklichen Geheimen Rat mit dem Prädikat Exzellenz. Humboldt aber hatte es mit seiner Rückkehr alles andere als eilig und reiste zunächst nach London, um wichtige Leute zu treffen und das Gesellschaftsleben zu genießen. Dort gab er im Alter von 57 Jahren – anlässlich des ersten Tunnelbaus unter der Themse – noch eine Probe seines kein Risiko scheuenden Forscherdrangs. In einer an einem Schiffskran hängenden, zwei Tonnen schweren Taucherglocke mit zwei dicken Glasscheiben, die die Sicht auf das schlammige Flusswasser ermöglichten, ließ er sich gemeinsam mit deren Konstrukteur und dem noch betagteren Philosophen Jeremy Bentham auf 11 Meter Wassertiefe absenken, über einen Lederschlauch von oben mit Atemluft versorgt. Wenige Tage später stürzte die Baustelle ein.
Daheim wurde er sogleich zum Motor und Kristallisationskern einer aufstrebenden Wissenschaftsszene. Seine am 3. November 1827 an der Universität begonnenen Vorlesungen mit einem sehr weit gefassten thematischen Spektrum waren so stark besucht und nachgefragt, dass er sie alsbald, ab dem 6. Dezember 1827, in dem etwa eintausend Zuhörer fassenden Haus der Sing-Akademie als komprimierte und öffentlich zugängliche Vortragsreihe zusammenfasste. An der Universität hielt Humboldt letztlich 62 etwa einstündige Vorträge; an der Sing-Akademie gab er 16 Vorlesungen, die auf zwei Zeitstunden angesetzt waren. Beide Vortragszyklen wurden später zusammenfassend als „Kosmos-Vorlesungen“ bezeichnet. Unter seinen Hörern war ein breites gesellschaftliches Spektrum vertreten, Damenbeteiligung inklusive. Obwohl er dies zunächst geplant und mit seinem Verleger Cotta vereinbart hatte, ist keine von Humboldt autorisierte Publikation der Vorträge erschienen, sodass deren Inhalte allein durch mehrere Nachschriften aus dem Hörerkreis überliefert sind. Aus der Universitätsvorlesung existieren mehrere solcher Hefte, während die einzige derzeit bekannte Nachschrift der Vortragsreihe im Haus der Sing-Akademie von Henriette Kohlrausch stammt. „Der Vortragszyklus“, so Rüdiger Schaper, „schafft eine neue Form von Öffentlichkeit. […] Humboldt ist Stadtgespräch.“ Wie in seinen 20 Jahre zuvor erschienenen Ansichten der Natur gelang es ihm, sein deutsches Publikum in allgemeinverständlicher, bildreicher Sprache zu faszinieren und das Interesse für erdkundliche und naturwissenschaftliche Fragen anzufachen. Ähnliche Ausstrahlung auf anderer Ebene entwickelte Humboldt als Organisator und Präsident des hochkarätig zusammengesetzten Naturforscherkongresses 1828 in Berlin, der unter anderem mit seinem Tagungsmodus in Fachabteilungen für künftige derartige Veranstaltungen Maßstäbe setzte.

### Russlandexpedition (1829)
Nicht lange nach seiner Rückkehr aus Paris, für das er künftig pro Jahr einen viermonatigen Aufenthalt bewilligt bekam, und zur Zeit seiner glänzenden Erfolge als Kommunikator der Naturforschung in Berlin ergriff Humboldt die Chance, doch noch zu seiner östlichen Forschungsreise zu kommen – 37 Jahre nach den ersten diesbezüglichen Überlegungen. Ausgangspunkt war eine Bitte des russischen Finanzministers Georg Cancrin, Humboldt möge zur geplanten Einführung einer Platin-Währung in Russland Stellung nehmen. Diese wurde 1828 trotz Humboldts Warnung verwirklicht und scheiterte 1845. Cancrin war aber auch an dem Geognosten (frühere Bezeichnung für „Geologe“) und Bergbauexperten Humboldt interessiert und stellte ihm eine Forschungsreise zum Ural und darüber hinaus in Aussicht, um Aufschluss über ausbeutbare Minenvorkommen zu erhalten.
Humboldt zögerte nicht lange, obwohl er hier Interessen der russischen Regierung berücksichtigen musste und sich der Charakter dieser Expedition schon dadurch wesentlich von der amerikanischen unterschied, bei der er gänzlich frei hatte disponieren können. Die Beziehungen zwischen dem preußischen König Friedrich Wilhelm III. und Russlands Zar Nikolaus I. waren damals besser denn je, und Humboldts eigene Mittel hätten für eine solche Unternehmung nicht mehr ausgereicht. In diese Expedition fiel sein 60. Geburtstag; er war etwa doppelt so alt wie zu Beginn der Amerika-Reise.
Zu Begleitern, die für ihre Fachdisziplin jeweils die wissenschaftliche Auswertung der Expedition vornehmen sollten, wählte er den Mediziner, Zoologen und Botaniker Christian Gottfried Ehrenberg und den Chemiker und Mineralogen Gustav Rose. Humboldt widmete sich vorwiegend geomagnetischen und astronomischen Beobachtungen und studierte die physische Geographie im Überblick.
Am Anfang der Forschungsreise stand ein dreiwöchiger Aufenthalt bei Hofe in St. Petersburg, wo Humboldt die Zarin unter anderem mit Vorhersagen über zu erwartende – und noch während der Reise tatsächlich eingetretene – Diamantfunde im Ural fesselte. Die Fortbewegung im Gelände vom 20. Mai 1829 an fand in drei gefederten Wagen statt, die von 16 Pferden gezogen wurden. Mit von der Partie waren hier – in deutlichem Kontrast zu den drei amerikanischen Erkundungsreisen – ein Koch und Humboldts Diener Johann Seifert (* 1800; † 6. Mai 1877 in Pressburg). Seifert stand seit 1826 aufgrund königlicher Verfügung in Humboldts Diensten.
Die abgesprochene Expeditionsroute sollte über Moskau, Kasan und Perm zunächst Jekaterinburg am Ural erreichen; auf einer nördlichen Schleife sollten hier nähere Untersuchungen stattfinden, die zu einer reichhaltigen geologischen Materialsammlung führten. Tobolsk an der Einmündung des Tobol in den Irtysch hätte nach den Vorfestlegungen der östliche Umkehrpunkt der Expedition werden sollen. Humboldt wollte aber weiter zum Altai-Gebirge und zur chinesischen Grenze. Er ließ Cancrin wissen, die Expedition sei der Zeitplanung weit voraus, und stellte ihn mit einer beträchtlichen Ausweitung der Reiseroute hier – und dann später noch einmal beim Vorstoß die Wolga entlang zum Kaspischen Meer – vor vollendete Tatsachen. Humboldts inoffizieller Kommentar zu der lästigen Überwachungspraxis lautete: „Kein Schritt, ohne dass man ganz wie ein Kranker unter der Achsel geführt wird“. Seine Eigenmächtigkeiten wurde vom zaristischen Regime hingenommen.
Tatsächlicher Umkehrpunkt der Reise wurde daher nach Inspektion der Silbergruben im Altai und Kontaktaufnahme mit chinesischen Grenzposten der Ort Baty. Der Rückweg führte von Semipalatinsk über Omsk und Miask nach Orenburg am südlichen Ausgang des Ural-Gebirges und – nach dem zweiten programmwidrigen Abstecher – von Astrachan über Woronesch und Moskau zurück nach St. Petersburg, das am 13. November 1829 erreicht wurde.
Während eines knappen halben Jahres hatten die Forschungsreisenden mehr als 18.000 Kilometer zurückgelegt, gezogen von über 12.000 Pferden. Ein bestimmender Faktor der russisch-sibirischen Reise war die hohe Geschwindigkeit, die die adäquate Aufnahme und schriftliche Fixierung von Beobachtungen und Messungen erschwerte. Hatten Humboldt und Bonpland bei der amerikanischen Reise rund 8.000 Kilometer in fünf Jahren zurückgelegt, war es nun mehr als die doppelte Strecke in acht Monaten. Die damit verbundene Verdichtung der wissenschaftlichen Arbeit wirkte sich auf die Art der Reisenotizen und deren anschließende Aufarbeitung entsprechend aus.
Zar Nikolaus I. und sein Finanzminister hatten Humboldt in diskreter Kenntnis seiner unterdessen prekären Finanzsituation für die Expedition mit 20.000 Rubeln großzügig ausgestattet, ohne dass er darüber hätte Rechenschaft ablegen sollen. Gleichwohl hat Humboldt das gute Drittel dieser Mittel, das nicht verbraucht worden war, zurückgegeben. Seine Anregung, das eingesparte Geld für weitere Forschungsunternehmen zu verwenden, wurde befolgt. In die gleiche Richtung zielte der die Expeditionserfahrungen zusammenfassende Vortrag Humboldts am 28. November 1829 vor der russischen Wirtschaftselite in Gegenwart des Königs und anderer Honoratioren, in dem er unter anderem appellierte:

„Ein Land, das sich über mehr als 135 Längengrade erstreckt, von der fruchtbaren Zone der Olivenbäume bis zu den Landstrichen, wo der Boden nur noch mit flechtenartigen Pflanzen bedeckt ist, kann mehr als jedes andere das Studium der Atmosphäre, die Erkenntnisse über die durchschnittliche Jahrestemperatur und, was noch wichtiger für den Zyklus der Vegetation ist, das Studium der Verteilung der Jahreswärme auf die verschiedenen Jahreszeiten vorantreiben. […] Wenn die variierenden Isothermen oder Linien gleicher Wärme auf Grund präziser Beobachtungen aufgezeichnet werden und dies mindestens fünf Jahre lang im europäischen Russland und in Sibirien fortgeführt wird, wenn sie verlängert werden bis zu den westlichen Küsten Amerikas […], dann wird die Wissenschaft von der Verteilung der Wärme auf der Erdoberfläche und in den Schichten, die unserer Forschung zugänglich sind, auf soliden Grundlagen basieren.“

Tatsächlich ließ die russische Regierung in der Folge ein Netz von Messstationen anlegen, die unter anderem Luftdruck, Temperatur, Windrichtung und Niederschlagsmengen erfassten. Die so ermittelten Daten dienten Humboldt dann wiederum als empirische Grundlage für die einschlägigen Betrachtungen in seinem 1843 erschienenen Werk über Zentralasien.
Im Vergleich zur amerikanischen Forschungsreise zeigte sich Humboldt im Nachgang von der Russlandexpedition deutlich weniger inspiriert. Hier schwang wohl die Enttäuschung mit, dass es ihm versagt geblieben war, nach den amerikanischen auch die Tropenregionen Asiens oder Afrikas noch erkunden zu können. Flora und Fauna des Urals wirkten auf ihn nicht sonderlich reizvoll, sondern ermüdend monoton nach Art der Berliner Vegetation und des Berliner Tierlebens: „Sibirien ist die Fortsetzung der Hasenheide.“ Doch diente Humboldt diese zweite und letzte große Forschungsreise, der die Publikation Asie centrale folgte, zur Durchführung eines Vergleichs der Hemisphären auf der Basis von Analogie und Kontrast. Sie legte damit die „entscheidenden Voraussetzungen“ für sein Modell einer physischen Weltbeschreibung im Kosmos.

### Gratwanderer zwischen Hofdienst und Wissenschaftsbetrieb (1830–1859)
Zum Jahreswechsel 1829/30 zurück in Berlin, sah sich Humboldt im Wesentlichen vor drei Aufgaben gestellt: seine dienstlichen Verpflichtungen bei Hofe, seine wissenschaftspolitische Tätigkeit sowie die Fortführung und Vollendung des Reisewerks. Das Angebot, Direktor des von Karl Friedrich Schinkel erbauten Museums zu werden, wies er seinem Bruder gegenüber als für ihn unpassend empört zurück. Seinen Interessen entgegen kamen vielmehr die insgesamt acht diplomatischen Missionen, auf die er von seinen beiden Königen in dem Zeitraum bis 1848 nach Paris entsandt wurde und die er jeweils nebenbei für seine wissenschaftlichen Kontakte und Arbeiten nutzen konnte. Als ein der Reaktion verhasster Republikaner und Freigeist konnte der am preußischen Hof von der Gunst seiner Könige abhängige Humboldt politisch zwar nur wenig Einfluss nehmen. Doch in manchen Bereichen öffentlichen Handelns wie Kunstförderung, wissenschaftliche Berufungen oder Unterstützung technologischer und industrieller Innovationen hatte der international renommierte Wissenschaftler, mit dem der preußische Hof glänzen konnte, das Vertrauen seiner Monarchen. „Was Humboldt in seiner dritten Lebensphase, die ein drittes Mal knappe 30 Jahre umfassen sollte, für den wissenschaftlichen und kulturellen Aufstieg Berlins tat“, so Ottmar Ette, „kann kaum überschätzt werden.“
Seit seiner Rückkehr nach Berlin 1827 war Alexander von Humboldt regelmäßiger Gast der königlichen Tafel und war gehalten, der Hofgesellschaft abends vorzulesen und Vorträge zu halten. Als Kammerherr war er von 1835 bis zur Thronbesteigung des Kronprinzen Friedrich Wilhelm 1840 auch dessen Vorleser. In seiner Sommerresidenz Schloss Charlottenhof ließ der Kronprinz für ihn das „Zeltzimmer“ einrichten.
Humboldt machte aus seiner Lage weiterhin das Beste – unterdessen bereits für die nachfolgenden Generationen –, indem er nicht nur seine wissenschaftliche und publizistische Arbeit fortsetzte, sondern aufgrund seines enorm verzweigten Beziehungsgeflechts weit über Preußen und Deutschland hinaus zum wichtigsten Koordinator wissenschaftlichen Mäzenatentums wurde. Die Förderung von Nachwuchsforschern wurde für Humboldt zu einem wichtigen Anliegen; so unterstützte er zum Beispiel den Südamerika-Forscher Hermann Burmeister, den Mathematiker Gotthold Eisenstein und den Ägyptologen Heinrich Brugsch. Für diese Funktion war die Nähe des Königs von ausschlaggebender Bedeutung. 1827 ernannte Friedrich Wilhelm III. Alexander von Humboldt zum Präsidenten einer Kommission zur Prüfung der Unterstützungsgesuche von Gelehrten und Künstlern. Als Friedrich Wilhelm IV. 1842 den Orden „Pour le mérite“ für Wissenschaften und Künste stiftete, machte er Humboldt zu dessen Kanzler und folgte bei der Berufung der 30 deutschen und 25 ausländischen Mitglieder zumeist seinen Vorschlägen. Auf Einladung des preußischen Königs nahm Humboldt auch an der Kölner Dombaufeier im September 1842, die den Beginn der Fertigstellung des Doms als ein nationales Ereignis inszenierte, sowie auch beim Dombaufest im August 1848 teil.
Im Januar 1848 kehrte Humboldt kurz vor Ausbruch der Februarrevolution in Paris von seiner letzten diplomatischen Mission nach Berlin zurück. Hier wurde er Zeuge der Märzrevolution und in sie involviert. Nachdem Friedrich Wilhelm IV. am 21. März mit einer schwarz-rot-goldenen Armbinde durch die Stadt geritten war und er und seine Minister Ansprachen gehalten hatten, wünschte das Volk, Alexander von Humboldt auf dem Balkon des Schlosses zu sehen. Humboldt erschien, hielt aber keine Rede, sondern verbeugte sich nur stumm. Am Folgetag reihte sich der bald Achtzigjährige in den Zug ein, der die 183 zivilen Opfer vom Gendarmenmarkt am Schloss vorbei zum Friedhof der Märzgefallenen geleitete.

### Letzte Jahre, Tod, Beisetzung und Nachlass
Im März 1857 erfuhr Alexander von Humboldt die späte Genugtuung, dass der Preußische Landtag ein gegen die Sklaverei gerichtetes Gesetz beschloss, für das er sich sehr eingesetzt hatte: „Sklaven werden von dem Augenblicke an, wo sie Preußisches Gebiet betreten, frei. Das Eigentumsrecht des Herrn ist von diesem Zeitpunkte ab erloschen.“
Sein Vermögen hatte Humboldt bereits mit der kostspieligen Publikation seines Reisewerks aufgebraucht. Nach der Rückkehr als Kammerherr bei Hofe nach Berlin hatte er Darlehen bei der preußischen Seehandlungsgesellschaft und im Bankhaus Mendelssohn & Co. aufgenommen, für deren Tilgung seine Berliner Einnahmen aber nicht ausreichten. Manchmal sah sich Humboldt außerstande, seinem Hausbediensteten Johann Seifert, der ihm während drei Jahrzehnten zur Seite stand, das Salär zu zahlen. Humboldt setzte ihn schließlich zu seinem Erben ein. Nach einem Schlaganfall im Februar 1857 bat er den König darum, seine Verbindlichkeiten gegenüber dem Bankhaus Mendelssohn zu übernehmen, um seine Hinterlassenschaft für Seifert zu sichern, und erhielt dafür die nach seinem Tod eingelöste Zusage. In den beiden ihm verbliebenen Lebensjahren brauchte Humboldt seinen Dienst als Kammerherr des Königs nicht mehr zu verrichten; Friedrich Wilhelm IV. erkrankte selbst schwer und suchte in Italien Heilung, während Wilhelm I. die Regentschaft übernahm. Humboldt konzentrierte sich auf die weitere Arbeit am Kosmos.
Am 6. Mai 1859 starb Alexander von Humboldt in seiner Wohnung, umsorgt von seiner Nichte Gabriele von Bülow, nachdem er seit dem 21. April das Bett nicht mehr hatte verlassen können. Vier Tage später erlebte Berlin einen Tag wirklicher Volkstrauer. Die Menge, die dem Leichenzug von Humboldts letzter Wohnstätte in der Oranienburger Straße 67 zum Dom folgte, wo der Trauergottesdienst für den Berliner Ehrenbürger stattfand, war nach zeitgenössischen Berichten nur mit der zu vergleichen, die die Märzgefallenen begleitet hatte. In der folgenden Nacht wurde der Sarg in den Park von Schloss Tegel gebracht, wo Alexander von Humboldt am 11. Mai im Familiengrab beigesetzt wurde.
Da die preußische Regierung sich weigerte, Humboldts nachgelassene Bibliothek zu erwerben, verkaufte Seifert sie nach London, wo sie einige Jahre später zum größten Teil einem Feuer zum Opfer fiel. Humboldts wissenschaftlicher Nachlass gelangte zum großen Teil an die Preußische Akademie der Wissenschaften und die Staatsbibliothek zu Berlin. Aufgrund von kriegsbedingten Auslagerungen der Staatsbibliothek befindet sich ein Teil dieses Nachlasses heute in der Jagiellonischen Bibliothek in Krakau. An der Akademie der Wissenschaften der DDR beschäftigte sich ab den 1960er Jahren die Alexander-von-Humboldt-Forschungsstelle mit der Erschließung und Herausgabe des Nachlasses; dies wird nunmehr von der Berlin-Brandenburgischen Akademie der Wissenschaften fortgeführt.

### Nachwirkung

#### „Kosmos“ – die Lebenssumme
Die enorme Popularität, die Alexander von Humboldt über den Tod hinaus auszeichnete, lag nicht zuletzt in dem Werk begründet, dem er sich seit 1834 und in den ihm dann bleibenden zweieinhalb Jahrzehnten gewidmet hatte: Einer Gesamtschau der wissenschaftlichen Welterforschung, die von 1845 bis 1862 unter dem Titel Kosmos in fünf Bänden erschien. Damit gelang es ihm, die Vision zu verwirklichen, die ihm von Beginn seiner Naturforscher-Tätigkeit an vorschwebte und als Richtschnur seines Handelns alle wichtigen Entscheidungssituationen bestimmte. An Varnhagen von Ense, der ihn bei der sprachlichen Gestaltung beraten sollte, schrieb er 1834: „Ich habe den tollen Einfall, die ganze materielle Welt, alles was wir heute von den Erscheinungen der Himmelsräume und des Erdenlebens, von den Nebelsternen bis zur Geographie der Moose auf den Granitfelsen, wissen, alles in Einem Werke darzustellen, und in einem Werke, das zugleich in lebendiger Sprache anregt und das Gemüth ergötzt.“
Im Vorwort zu dem Gesamtwerk erläuterte Alexander von Humboldt der Leserschaft, welche Anstrengungen es ihn gekostet hatte, um eine so komplexe Materie zu entfalten:

„Ich übergebe am späten Abend eines vielbewegten Lebens dem deutschen Publikum ein Werk, dessen Bild in unbestimmten Umrissen mir fast ein halbes Jahrhundert lang vor der Seele schwebte. In manchen Stimmungen habe ich dieses Werk für unausführbar gehalten: und bin, wenn ich es aufgegeben, wieder, vielleicht unvorsichtig, zu demselben zurückgekehrt. Ich widme es meinen Zeitgenossen mit der Schüchternheit, die ein gerechtes Mißtrauen in das Maaß meiner Kräfte mir einflößen muss. Ich suche zu vergessen, daß lange erwartete Schriften gewöhnlich sich minderer Nachsicht zu erfreuen haben.“

Er hatte allerdings für dieses Projekt einen so ausgiebigen Anlauf genommen, dass zum Beispiel der ältere Bruder Wilhelm zwar bereits früh viel von seinen Fähigkeiten hielt, über lange Zeit aber nicht viel auf seinen Forschungsansatz gab: „Man kommt der Natur darum nicht näher, wenn man aus der zivilisierten Welt herausgeht.“ Er ließ sich aber durch Alexander eines Besseren belehren und war schließlich seinerseits äußerst beeindruckt von dessen Vorträgen in der Singakademie, denen Wilhelm mit seiner Familie beiwohnte. Der Titel Kosmos für Alexanders Bilanzierungsvorhaben entsprang dem gemeinsamen Nachdenken beider. In der komplementären Breite ihres Wirkens ohnehin, hier aber auch in innerer Übereinstimmung haben sie „das Jahrhundert brüderlich in den Arm genommen“ (Rübe).
Längst vor dem Bruder hatte Alexander bei Begegnungen in Jena und Weimar Johann Wolfgang von Goethe für seine Forschungsmethode gewonnen. Der schrieb ihm 1795: „Da Ihre Beobachtungen vom Element, die meinigen aber von der Gestalt ausgehen, so können wir nicht genug eilen, uns in der Mitte zu begegnen.“ Diesen Impuls hat der 20 Jahre Jüngere aufgenommen und im Kosmos schließlich glänzend zur Geltung gebracht:

„Die Natur ist für die denkende Betrachtung Einheit in der Vielheit, Verbindung des Mannigfaltigen in Form und Mischung, Inbegriff der Naturdinge und Naturkräfte, als ein lebendiges Ganze. Das wichtigste Resultat des sinnigen physischen Forschens ist daher dieses: in der Mannigfaltigkeit die Einheit zu erkennen, von dem Individuellen alles zu umfassen, was die Entdeckungen der letzteren Zeitalter uns darbieten, die Einzelheiten prüfend zu sondern und doch nicht ihrer Masse zu unterliegen, der erhabenen Bestimmung des Menschen eingedenk, den Geist der Natur zu ergreifen, welcher unter der Decke der Erscheinungen verhüllt liegt. Auf diesem Wege reicht unser Bestreben über die enge Sinnenwelt hinaus, und es kann uns gelingen, die Natur begreifend, den rohen Stoff empirischer Anschauung gleichsam durch Ideen zu beherrschen.“

Die wissenschaftliche Naturforschung wird hier zusammengeführt mit dem Denken Goethes und des Bruders Wilhelm. Zugleich wird auf die Unabdingbarkeit eines empirischen Fundaments verwiesen:

„Aus unvollständigen Beobachtungen und noch unvollständigeren Inductionen entstehen irrige Ansichten von dem Wesen der Naturkräfte, Ansichten, die, durch bedeutsame Sprachformen gleichsam verkörpert und erstarrt, sich, wie ein Gemeingut der Phantasie, durch alle Classen einer Nation verbreiten. Neben der wissenschaftlichen Physik bildet sich dann eine andere, ein System ungeprüfter, zum Theil gänzlich mißverstandener Erfahrungs-Kenntnisse. Wenige Einzelheiten umfassend, ist diese Art der Empirik um so anmaßender, als sie keine der Thatsachen kennt, von denen sie erschüttert wird. Sie ist in sich abgeschlossen, unveränderlich in ihren Axiomen, anmaßend wie alles Beschränkte; während die wissenschaftliche Naturkunde, untersuchend und darum zweifelnd, das fest Ergründete von dem bloß Wahrscheinlichen trennt, und sich täglich durch Erweiterung und Berichtigung ihrer Ansichten vervollkommnet.“

Manche der Einsichten, zu denen Alexander von Humboldt in seinem Spätwerk gelangt ist, gelten fort:

„Wissen und Erkennen sind die Freude und die Berechtigung der Menschheit; sie sind Theile des National-Reichthums, oft ein Ersatz für die Güter, welche die Natur in allzu kärglichem Maaße ausgetheilt hat. Diejenigen Völker, welche an der allgemeinen industriellen Thätigkeit, in Anwendung der Mechanik und technischen Chemie, in sorgfältiger Auswahl und Bearbeitung natürlicher Stoffe zurückstehen, bei denen die Achtung einer solchen Thätigkeit nicht alle Classen durchdringt, werden unausbleiblich von ihrem Wohlstande herabsinken. Sie werden es um so mehr, wenn benachbarte Staaten, in denen Wissenschaft und industrielle Künste in regem Wechselverkehr mit einander stehen, wie in erneuerter Jugendkraft vorwärts schreiten.“

Damit sind die methodischen Grundpfeiler des Humboldtschen Forscherlebens wie seines Spätwerkes Kosmos erfasst, das mit einer damaligen Gesamtauflage von 87.000 Exemplaren als Bestseller Epoche machte. Es wurde von Studenten, Wissenschaftlern, Künstlern und Politikern gelesen. Humboldts deutscher Verleger meldete Rekordbestellungen für den Kosmos, die sogar diejenigen für Goethes Faust übertrafen. In England wurden innerhalb von vier Jahren drei konkurrierende englische Übersetzungsausgaben der beiden ersten Kosmosbände veröffentlicht; 1849 waren rund 40.000 englische Exemplare verkauft, dazu viele Tausend in den USA.
Obwohl der Verkaufserfolg und die Rezeption des Werkes seine außerordentliche Popularität belegen, ist das Werk wegen seiner schwierigen Textgestaltung nur bedingt als populäres Werk anzusehen. „Der Text wies alle idealtypischen Merkmale der Wissenschaftsprosa auf: lange und oft fremdsprachige Zitate, Forschungsdiskussionen, Anmerkungen, etymologische Exkurse, eine große Menge von Daten und Zahlen und historische Einschübe bestimmen das Gesamtbild.“ Nachdem das Werk vorlag, erschienen ausgehend von diesem eine Vielzahl kürzerer popularisierender naturhistorischer Schriften, die oft den Begriff Kosmos im Titel trugen. Alexander von Humboldt selbst trug sich zeitweise mit dem Gedanken – vor allem aus finanziellen Gründen –, eine Kurzfassung als Microkosmos zu verfassen.

#### Weltwissenschaftler
Alexander von Humboldts Denken war in einem umfassenden Sinn auf die Welt im Ganzen gerichtet. Dabei unterscheidet der Humboldt-Forscher Ottmar Ette drei wesentliche Bedeutungsebenen, nämlich die auf das Weltall bezogene kosmische, dazu eine planetarische, die unter anderem den Welthandel einschließt, sowie eine philosophisch-abstrakte Dimension, die etwa als Weltanschauung begegnet. Humboldts Forscherinteresse und Wissenschaftskonzeption waren nicht allein auf die jeweiligen Gegenstände gerichtet, sondern wurden zur kosmopolitischen Wissenschaft aufgrund ihrer ethischen Fundierung und der an den Interessen der gesamten Menschheit ausgerichteten politischen Verantwortlichkeit. Wissenschaftliche Interessen und die des Literaten gingen bei Humboldt nach eigenem Bekunden Hand in Hand. „Ästhetik“, so Ette, „ist für Humboldt keine bloße Zierde oder schöne Dreingabe, sondern ein eigenes spezifisches Verknüpfungswissen, das alles mit allem zu verbinden vermag.“
Als Forscher setzte Humboldt auf weltweite Vernetzung und förderte sie nach Kräften durch eigene Korrespondenz und als Organisator von Begegnung und Ergebnisaustausch unter Wissenschaftlern. Seine vielfältigen Leistungen und Wirkungsbereiche trugen ihm höchste Anerkennung in aller Welt ein:

„In Frankreich, wo er jahrzehntelang an seinem Reisewerk arbeitete, erwarb er sich den Ruf, ‚der größte Gelehrte des Jahrhunderts‘ und ‚der Aristoteles der Moderne‘ zu sein; in Mexiko, wo er durch seinen Essai politique sur le Royaume de la Nouvelle-Espagne stark auf das nationale Selbstverständnis und die Unabhängigkeit von Spanien einwirkte, wurde er (als einziger Ausländer) kurz nach seinem Tod, im Juli 1859, von Staatspräsident Benito Juárez zum ‚Benemérito de la Patria‘ erklärt; und in Deutschland, wo er schon bald nach seiner Rückkehr als ‚zweiter Entdecker Amerikas‘ gefeiert wurde, verehrte man in ihm die wissenschaftliche Autorität seiner Zeit.“

##### Forschungshorizont
Zu den Wissenschaftsbereichen, zu denen Alexander von Humboldt Grundlegendes beigetragen hat, zählt Ette Anatomie, Altertumswissenschaft, Botanik, Geologie, Geschichtswissenschaft, Mathematik, Philologie, Astronomie und Zoologie. Bezeichnend für Humboldts Forschungsansatz, heißt es bei Ette, sei disziplinenübergreifendes Querdenken und auf das Ganze gerichtetes Zusammendenken, das sich keineswegs im Messen und in der Datenerhebung zu statistischen Zwecken verloren habe.

„Die Horizonte seines Denkens waren offen – so offen wie nur selten in der Geschichte des abendländischen Denkens. Wissenschaft und Bildung sollten keine Bildungsbrocken aufhäufen: Wirkliche Bildung zielte für Alexander von Humboldt vielmehr auf eine Kernkompetenz: die Fähigkeit zum Zusammendenken. Sie bildet die entscheidende Grundlage eines Zusammenlebens in wechselseitiger Achtung der Differenz. Nicht nur in der Natur ist für Humboldt alles Wechselwirkung.“

Sein die Natur- und Geisteswissenschaften sowohl in ihren jeweiligen Forschungsmethoden respektierender als auch gezielt untereinander vernetzender Ansatz dürfte wohl am ehesten geeignet sein, wissenschaftlichem Arbeiten jene Problemlösungskompetenz und jenes öffentliche Gehör zu erschließen, ohne die es oft fruchtlos bleibt. „Reisen und forschen“, resümiert Rüdiger Schaper, „kommunizieren und schreiben, die Welt als globales Geschehen am jeweiligen Ort durchdringen und immer in Bewegung sein, den Informationsfluss beschleunigen: Das ist die Humboldt-Formel.“
Humboldts Kosmos erwuchs nicht zuletzt aus dem ständigen direkten und persönlichen Austausch über die Grenzen der Disziplinen hinweg und ermöglichte ihm die Einbeziehung spezialisierter Wissensbestände auch solcher Fachrichtungen, deren Erkenntnisse ihm wichtig waren, obwohl er sie selbst nicht vertieft betreiben konnte. Bei aller Komplexität und ganzheitlichen Orientierung seines Forschens blieb Humboldt sich jedoch der Lückenhaftigkeit und Vorläufigkeit der eigenen Ergebnisse bewusst. So schreibt er im zweiten Band des Kosmos:

„Durch den Glanz neuer Entdeckungen angeregt, mit Hoffnungen genährt, deren Täuschung oft spät erst eintritt, wähnt sich jedes Zeitalter dem Culminationspunkt im Erkennen und Verstehen der Natur nahe gelangt zu sein. […] Belebender und der großen Idee von der Bestimmung unseres Geschlechtes angemessener ist die Überzeugung, daß der eroberte Besitz nur ein sehr unbeträchtlicher Theil von dem ist, was bei fortschreitender Thätigkeit und gemeinsamer Ausbildung die freie Menschheit in den kommenden Jahren erringen wird. Jedes Erforschte ist nur eine Stufe zu etwas Höherem in dem verhängnißvollen Laufe der Dinge.“

##### Vernetzungsprinzip
„Wenn unser Jetztzeitalter das Netzzeitalter ist“, schreibt Ette, „dann ist Alexander von Humboldt gewiß dessen wissenschaftlicher Vordenker.“ Während der Zwanzigjährige sich noch als „Fremdling zwischen den Wissenschaften“ gesehen hatte, wurde er nach seiner Rückkehr von der Amerikareise zum unermüdlichen Kommunikator von Wechselbezügen zwischen den Disziplinen. Mehr als 30.000 Briefe Alexander von Humboldts zeugen davon, dass er weltweit wissenschaftliche Korrespondenzen unterhielt, die einerseits Zugang zu den jeweiligen regionalen Wissensbeständen und Forschungsergebnissen verschafften und die andererseits dazu dienten, das Spezialwissen einzelner Wissenschaftsbereiche zu sammeln und zu den Fragehorizonten der vielfältigen eigenen Forschung in Beziehung zu setzen. Die persönlichen Begegnungen in Salons und im gesellschaftlichen Verkehr dienten Humboldt auch zu eigener Fortbildung. Der Austausch mit seinen Besuchern in Paris und Berlin verlief oft so intensiv, dass Humboldt die Gewohnheit angenommen hatte, seine Gesprächspartner hinterher noch stundenlang nach Hause zu begleiten, was diese umgekehrt erwiderten. Aus solchen Gesprächen und der brieflichen Korrespondenz, meint Meyer-Abich, habe Humboldt von seinen wissenschaftlichen Freunden wahrscheinlich mehr erfahren als aus der Lektüre ihrer Schriften: „Ohne das Gespräch und ohne die Salons ist Humboldts Existenz unvorstellbar.“
Humboldts Publikationen zeigen, dass dieser aus vielen Quellen gespeiste Forschungsprozess dazu beitrug, einmal entwickelte Sichtweisen zu überprüfen und ggf. zu korrigieren:

„Auf diese Weise entsteht ein offenes, neue Untersuchungsergebnisse und Einsichten möglichst rasch einbeziehendes Forschungs- und Diskussionsklima, in dem Wissen nicht als statischer Besitz eines einzelnen, sondern als dynamischer Prozess einer Gemeinschaft verstanden wird. Die Vielzahl unterschiedlicher Perspektivierungen und Ansichten der dargestellten Gegenstände wird ständig durch neue Einsichten angereichert, die durch eigene Untersuchungen oder durch die Forschungen anderer erzielt wurden.“

Zu zeitgenössischen Sichtweisen, in denen die Kulturen der amerikanischen Völker als primitiv herabgewürdigt wurden, entwickelte Alexander von Humboldt ein nuanciertes Gegenbild. Zwar diente ihm wie seinem Bruder die antike griechische Kultur neuhumanistisch-zeittypisch als maßstäbliches, unerreichbares Vorbild, doch gelang es ihm nach Ette, „das für eine bestimmte Region Spezifische herauszuarbeiten und mit Prozessen in Verbindung zu bringen, die für die ganze Menschheit von Bedeutung sind. […] Die kulturvergleichende Perspektivik Humboldts ist transareal, das Verständnis der Kulturen selbst aber interkulturell geprägt.“
Alexander von Humboldts Fähigkeit zum vernetzenden Denken und Forschen hat in seinem Schrifttum zu mancherlei überraschenden Vergleichen geführt, zu einer von Außenstehenden mitunter kritisierten „Vergleichswut“. So hat er beispielsweise Landwirtschaft und Bevölkerungsentwicklung Kubas zu den entsprechenden, aber ganz anderen Bedingungen unterliegenden Daten der Mark Brandenburg in Beziehung gesetzt, um daraus Schlussfolgerungen abzuleiten. Doch auch in so scheinbar willkürlichen Vergleichen liegt für Ette nicht ein bloßer Überschuss der Methode weltweiter Bezugnahmen, sondern ein rhetorisch-literarisches Mittel:

„Der kühne Vergleich zielt auf die Aktivierung der Leserschaft und beabsichtigt, diese selbst zum ständig vergleichenden Denken zu provozieren. Das Fremde soll durch die Kategorien des Eigenen bewusst verfremdet, das Eigene durch jenes Fremde so verändert werden, daß ein Art Außenblick auf das Eigene entsteht. Eigenes und Fremdes sind nicht klar voneinander geschieden: Alles ist vielmehr mit allem verbunden.“

##### Lebenswerk als offenes Buch
Charakteristisch für Humboldts Forschen und Schreiben ist, dass es an kein Ende gelangt. Vom Reisebericht der amerikanischen Forschungsreise, der nur etwa ein Drittel des gesamten Reiseverlaufs erfasst, über die Ansichten der Natur, deren geplanter zweiter Band nicht erschien, die Relation historique und die Asie centrale bis hin zum Kosmos hat Humboldt keines seiner Hauptwerke abgeschlossen. Mitunter hat man das nicht nur bedauert, sondern ihm angekreidet, hat aber übergeordnete Gesichtspunkte Humboldts dabei außer Acht gelassen: Das Kosmos-Projekt war früh und blieb immer das angestrebte Ziel und die ausstehende Summe aller seiner Forschungsaktivitäten und wissenschaftlichen Kontakte. Manches musste er dafür liegen lassen oder abbrechen, vieles anderen übertragen. Dass er mit dem Kosmos jenseits der beiden ersten Bände, die bereits den Umriss des Ganzen enthielten, nicht fertig wurde, hat die innere Logik für sich, dass der Autor sich der prinzipiellen Unabschließbarkeit wissenschaftlichen Erkenntniszuwachses nur zu bewusst war.

„Über mehr als sieben Jahrzehnte des Büchermachens entstand ein ebenso dichtes wie mobiles Netzwerk an wechselseitigen intratextuellen Bezügen, innerhalb dessen jedem Buch eine je eigene Position, zugleich aber auch eine jeweils spezifische ‚Machart‘, ein nicht selten experimentelles Verfertigtsein zukommt. Dieser über mehrere Generationen von Wissenschaftlern hinweg entstandene Gesamttext bildet gewiß so etwas wie eine intellektuelle Biographie Humboldts, zugleich aber – und vor allem – eine in stetiger Bewegung befindliche Gesamtheit, die nicht durch eine homogene Struktur, sondern vielmehr durch eine fraktale Strukturierung zusammengehalten wird. In jedem ‚Bruchstück‘ leuchtet die Gesamtheit auf.“

Zu stilistischen Merkmalen und Absichten seines Schreibens hat Alexander von Humboldt sich gegenüber Varnhagen von Ense selbst geäußert:

„Die Hauptgebrechen meines Stils sind eine unglückliche Neigung zu allzu dichterischen Formen, eine lange Partizipial-Konstruktion und ein zu großes Konzentriren vielfacher Ansichten, Gefühle in Einen Periodenbau. Ich glaube, daß diese meiner Individualität anhangenden Radikal-Übel durch eine daneben bestehende ernste Einfachheit und Verallgemeinerung (ein Schweben über der Beobachtung, wenn ich eitel so sagen dürfte) gemindert werden. Ein Buch von der Natur muß den Eindruck wie die Natur selbst hervorbringen. Worauf ich aber besonders in meinen Ansichten der Natur geachtet, […] ich habe gesucht, immer wahr beschreibend, bezeichnend, selbst scientifisch wahr zu sein, ohne in die dürren Regionen des Wissens zu gelangen.“

Das Fragmentarisch-Vorläufige seiner Forschung, die Nichtrealisierung weiterer Vorhaben und die Unabschließbarkeit der eigenen Schriften hat Humboldt selbst lebhaft empfunden und in einem wohl zwischen Genugtuung und Melancholie schwebenden Statement zur Sprache gebracht:

„Dies ist das Schicksal des Menschen: Man erreicht das Ende des eigenen Lebens und vergleicht, nicht ohne Traurigkeit, das Wenige, das man hervorgebracht hat, mit all jenem, was man hätte unternehmen wollen, um das Reich der Wissenschaften zu erweitern.“

##### Vordenker einer globalisierten Wissenschaft
Das aktuelle Orientierungspotential, das von Alexander von Humboldts Art zu forschen im Zeitalter eines beschleunigten Wandels der Ökonomie, der Ökosysteme und der Gesellschaften sowie einer durchgreifenden Globalisierung ausgeht, ist ebenso vielfältig wie bedeutsam. Für „auch heute noch längst nicht abgegolten“ hält Ette die alle Einzelwissenschaften querende Wissenschaftskonzeption Alexander von Humboldts. Dessen von ständigen Bewegungen zwischen den Kontinenten und Kulturen, Sprachen und Spezialisierungen geprägter Wissenschaftsansatz sei vorbildlich geeignet zu einer Überwindung unfruchtbarer Abschließungstendenzen etwa zwischen Spezial- und Grundlagenforschung.
Andrea Wulf akzentuiert einen weiteren programmatischen Ansatz Humboldts, indem sie ihn aus einem Brief an Goethe zitiert: „Die Natur muss gefühlt werden.“ Humboldt habe einerseits 42 wissenschaftliche Instrumente quer durch Lateinamerika geschleppt und alles nur Vorstellbare gemessen. Andererseits habe er jedoch betont, dass Gefühle im Umgang mit der Natur genauso wichtig seien.
Das von Humboldt weltweit vorangetriebene Netzwerk korrespondierender Wissenschaftler und die Schnelligkeit der Umsetzung eingeholter Informationen in Humboldts Schriften zeugten von der Effektivität dieses Forschungskonzepts.

„Humboldt selbst überspielt dabei die raschen Veränderungen seines (veröffentlichten) Wissenstands keineswegs, sondern unterstreicht vielmehr den Charakter seines Buches als eines ‚work in progress‘, das den jeweils aktuellsten Forschung- und Reflexionsstand wiederzugeben versucht. […] Die wiederholte Betonung, ja geradezu Inszenierung der Vorläufigkeit und Unabgeschlossenheit aller Forschungsergebnisse ist bei Humboldt zweifellos ein Zeichen intellektueller Redlichkeit. Darüber hinaus aber ist sie nicht zufälliger, sondern programmatischer Natur. Humboldt gibt seiner Leserschaft Einblicke in die Entstehung von Wissensbeständen, liefert gleichsam Momentaufnahmen wissenschaftlicher Erkenntnisprozesse […].“

Popularisierung bzw. Demokratisierung wissenschaftlicher Erkenntnisweisen gehörten demnach gleichfalls zu den von Humboldt in seinen Schriften verfolgten Zielen. Neben vielfältiger Differenzierung bei der Untersuchung von Multiparametersystemen wie Klima oder Gebirgsbildung war Humboldt auf der Darstellungsebene stets bemüht, „komplexe Zusammenhänge möglichst einfach und in ihren Grundzügen überschaubar und nachvollziehbar zu machen“. Zwar ist Humboldts Name nicht mit einer bestimmten epochalen Entdeckung oder Theorie verbunden; doch ist es für Rüdiger Schaper Alexander von Humboldt, der sich als „flexible Projektionsfigur“ anbietet, wenn es um die Reflexion wichtiger Zukunftsfragen wie Klimawandel, Globalisierung, Menschenrechte oder eine humane Wissenschaft geht: „Der Humboldt-Code ist ein Universalschlüssel.“

##### Arbeiten zum Magnetismus
Alexander von Humboldt unternahm um 1795 erste magnetische Beobachtungen an Basaltkuppen; 1796 entdeckte er den Magnetismus des Haidbergs im Fichtelgebirge. Bei der Vorbereitung seiner Amerika-Expedition übergab ihm Jean-Charles de Borda Geräte zur Bestimmung von Inklination, Deklination und der Intensität des Erdmagnetfelds. Borda regte ihn dazu an, die Lage des magnetischen Äquators möglichst genau zu bestimmen. Nach seiner Rückkehr wertete er die magnetischen Ergebnisse in Zusammenarbeit mit Jean-Baptiste Biot in Paris aus. Seine Resultate betrafen die regionalen, säkularen und tagesperiodischen Veränderungen des Erdmagnetfelds. Humboldt wies nach, dass die Intensität des Erdmagnetfelds vom Äquator zu den Polen hin wächst und nicht abnimmt, wie bis dato behauptet worden war.
Humboldt setzte seine magnetischen Beobachtungen in Berlin in den Jahren 1806/1807 fort und entdeckte in dieser Zeit plötzliche starke Magnetnadelausschläge, für die er den Begriff „Magnetsturm“ prägte. Kurz nach seiner Rückkehr nahm er ab 1828 seine Messungen in einem eisenfreien Gartenhäuschen in Berlin wieder auf. Im Jahre 1826 traf er mit Carl Friedrich Gauß in dessen Göttinger Sternwarte zusammen; einen Gegenbesuch stattete Gauß 1828 anlässlich der Versammlung der Gesellschaft Deutscher Naturforscher und Ärzte in Berlin ab. In dieser Zeit begann eine langjährige Zusammenarbeit beider Forscher auf dem Gebiet des Magnetismus. Ihre Ansichten über die Art der zu benutzenden Geräte gingen aber teilweise auseinander. Während Gauß in Göttingen nur mit ortsfesten Geräten arbeitete, die er zum Teil in Zusammenarbeit mit Wilhelm Weber selbst entwickelt hatte, bevorzugte Humboldt transportable Geräte wie zum Beispiel die Gambey’sche Bussole, die er auf seinen Reisen benutzte.
1826 unterbreitete Humboldt dem Herzog von Sussex, damaliger Präsident der Royal Society, in einem Brief den Vorschlag zur Errichtung eines weltumspannenden Netzes geomagnetischer Stationen im britischen Weltreich, die den Magnetismus unter standardisierten Bedingungen messen sollten; dieser Vorschlag wurde in der Folgezeit umgesetzt. Während seiner Russland-Expedition im Jahre 1829 führte Humboldt an 27 Orten magnetische Messungen durch. Ein wichtiger Mitarbeiter auf diesem Gebiet war in Russland Adolph Theodor Kupffer, der 1830 im Kaukasus Humboldts Vermutung einer Abnahme der magnetischen Kraft mit der Höhe nachweisen konnte. Humboldt regte in den 1820er Jahren von Paris aus synchrone korrespondierende Messungen in Kasan und St. Petersburg an, die dort von Kupffer vorgenommen wurden. Während seiner Russlandreise setzte er sich 1829 für die Gründung eines Physikalischen Zentralinstituts in Russland zur Forschung auf den Gebieten des Magnetismus und der Meteorologie ein, das später unter der Leitung von Kupffer errichtet wurde.

##### Leistungen für die Astronomie
Alexander von Humboldt begegnete der Astronomie zunächst auf dem Gebiet der astronomisch-geodätischen Ortsbestimmung, deren Methoden er sich aneignete, um auf seinen Reisen die geographischen Koordinaten von Orten in Regionen zu bestimmen, die nicht oder nur unzureichend kartographiert waren. Nach Beendigung seiner Expedition wertete er die Daten in Zusammenarbeit mit Jabbo Oltmanns aus; von Zeitgenossen wurden sie wegen ihrer Genauigkeit gewürdigt.
Während seiner Amerika-Reise beobachtete er in der Nacht vom 11. zum 12. November in Cumaná intensive Sternschnuppenfälle, die aus dem Meteorschwarm der Leoniden stammen. Humboldt gehörte zu den ersten, die die Periodizität der Sternschnuppenfälle erkannten. Seine These, dass diese das Erdmagnetfeld beeinflussen könnten, versuchte er 1837 durch ein Forschungsprogramm vergeblich zu verifizieren. Am südlichen Sternenhimmel bestimmte er die Helligkeit und Farbe von Sternen, womit er sich unter die Pioniere dieser astronomischen Methode einreihte.
Die Darstellung des damaligen astronomischen Wissens bildete einen der Schwerpunkte in seinem Kosmos. Zur Datensammlung stand er im Briefwechsel mit zahlreichen Astronomen, besonders Friedrich Wilhelm Bessel, Johann Franz Encke und Heinrich Christian Schumacher, die ihm das gewünschte Material beschafften. Seine Verbindungen zum König und zur Preußischen Regierung nutzte Humboldt zur Förderung astronomischer Projekte und Einrichtungen. An erster Stelle stand dabei die Neuerrichtung der Berliner Sternwarte, die unter der Regie der Königlich Preußischen Akademie der Wissenschaften stand.

##### Fortschritte in der Geologie und Mineralogie
Bereits vor Beginn seines Studiums an der Bergakademie Freiberg gab der 20-jährige Humboldt im Jahr 1790 sein erstes Buch heraus mit dem Titel Mineralogische Beobachtungen über einige Basalte am Rhein. Mit vorangeschickten, zerstreuten Bemerkungen über den Basalt der ältern und neuern Schriftsteller. Darin beschäftigt er sich am Beispiel der Unkeler Basalte, die er im Vorjahr besichtigt hatte, mit der Frage der Entstehung dieses Gesteins. Er behandelte das Thema vor dem Hintergrund der seinerzeitigen Kontroverse zwischen Neptunisten und Plutonisten. Die Neptunisten waren Geowissenschaftler, die die Bildung sämtlicher Gesteine, auch der heute als magmatisch bekannten, durch Sedimentation aus dem Meer zu erklären versuchten. Den Vulkanismus fassten sie als lokal begrenzte Erscheinungen auf und deuteten die Entstehung vulkanischer Gesteine zum Beispiel als Umwandlung von Sedimenten unter dem Einfluss oberflächennaher Kohlebrände. Die Plutonisten gingen hingegen von einer soliden Erdoberfläche über einer wenigstens teilweise flüssigen Basis aus. Humboldt diskutierte das Problem auf Grundlage einer breiten Literaturkenntnis und neigte im Resultat der zu dieser Zeit in Deutschland dominierenden neptunistischen Auffassung zu. Ihr einflussreichster und radikalster Vertreter war Abraham Gottlob Werner, Humboldts Lehrer an der Bergakademie Freiberg in den Jahren 1791/1792.
Die Erforschung der Vulkane bildete den geologischen Schwerpunkt von Humboldts lateinamerikanischer Reise, während der er zahlreiche Vulkane bestieg (wobei er nicht immer den Gipfel bzw. den Kraterrand erreichte) und Gesteinsproben sammelte. Er sah in Gestalt von direkt auf dem Urgestein (zum Beispiel Granit) aufsitzenden Vulkanen Geotope, die ihm aus Deutschland unbekannt waren. Morphologisch unterschied er drei Typen von Vulkanen. Besonders auffällig war sowohl in Mexiko wie in den südamerikanischen Anden der räumliche Zusammenhang der Vulkane, deren Aufreihung zu regelrechten Ketten. Zudem erkannte er einen Zusammenhang zwischen aktivem Vulkanismus und Erdbeben. Bei der Aufarbeitung des Materials wurde Humboldt die Unhaltbarkeit einer neptunistischen Deutung klar. Er erkannte, dass Vulkane keine lokal begrenzten Strukturformen sind, sondern „große, tiefbegründete Erscheinungen“, deren Ursachen im hochtemperierten Inneren der Erde liegen müssen. Wichtige Unterstützung fand Humboldt mit diesem Paradigmenwechsel bei dem Geologen Leopold von Buch, während Goethe trotz der neuen Forschungsergebnisse zeitlebens dem Neptunismus verhaftet blieb.
Italien galt damals als „obligatorischer Ort der empirischen Vulkanstudien“. Humboldt und Gay-Lussac inspizierten dort 1805 unter anderem verschiedene Mineralsammlungen und bestiegen zusammen mit von Buch dreimal den Vesuv; am 12. August 1805 wurden sie Augenzeugen eines Vesuvausbruchs.
Im Rahmen der von ihm selbst angeregten Reform der Berliner Akademie, bei der die Mitglieder bestimmten Fächern zugeordnet wurden, wählte er für sich die Kategorie „Mineralogie und Geognosie“.

##### Beiträge zur Geographie
Alexander von Humboldts Bedeutung für die Geographie kommt vor allem in seinen monumentalen Reisewerken, dem Kosmos und anderen zusammenfassenden Darstellungen zum Ausdruck, er lieferte aber auch zahlreiche Einzelstudien. Methodisch kann seine Arbeitsweise bezeichnet werden als empirisch und „physikalisch-vergleichend“ mit dem Streben nach theoretischer Verallgemeinerung. Er gilt als Anreger der heutigen Klimatologie und Geophysik sowie als Begründer der Geomorphometrie als Wissenschaft von der quantitativen Erfassung des Erdreliefs; erste Arbeiten publizierte er dazu 1816 und 1825.
Die dreidimensionale Verbreitung der Geofaktoren bestimmte seinen Forschungsansatz wie seine Darstellungsmethode. Schon 1817 verwendete er die Isothermen zur Veranschaulichung des globalen Temperaturverlaufs, deren Abweichungen von der Breitenkreisparallelität wurde Ausgangspunkt eines umfangreichen Deutungsversuchs. Außerdem beschrieb Humboldt den globalen Verlauf der biogeographischen Höhengrenzen und der Schneegrenze. Er ermittelte die mittlere Wärmeabnahme mit der Höhe und stellte in den Anden ein Minimum des vertikalen Temperaturgradienten in der Höhenstufe von 1000 bis 2500 m fest, wofür er die Freisetzung der Kondensationsenthalpie durch die Wolkenbildungen in dieser Höhenstufe als ursächlich erkannte.
Der Forschungsreisende konnte den äquatorialen Tiefdruckgürtel zwischen den subtropischen Hochdruckgebieten auf beiden Hemisphären durch Messungen belegen. Die Beobachtung des zeitlichen Zusammenhangs zwischen der Passatabschwächung und dem Einsetzen der tropischen Regenzeit führte Humboldt auf die jahreszeitliche Verlagerung der Windgürtel zurück. Zudem stellte er Überlegungen zur marinen Zirkulation an, erkannte die polare Herkunft der an die Oberfläche dringenden kalten Tiefenwasser der tropischen Ozeane und sah den Zusammenhang zwischen der niedrigen Wasser- und Lufttemperatur an der peruanischen Küste. Er erkannte das Ursachengefüge der Meeresströmungen in der Driftwirkung des Windes, der Dichteunterschiede infolge der Varianz von Temperatur- und Salzgehalt und in der ablenkenden Kraft der Erdrotation.
Schon 1831 formulierte Alexander von Humboldt einen Klima-Begriff, der gegenwärtig noch weitgehend akzeptiert wird. Er forderte eine „mathematische Betrachtung der Klimate“, worunter er die Auswertung systematisch gesammelter Messdaten verstand. In diesem Sinne setzte er sich für den Aufbau großräumiger Netze beobachtender meteorologischer Stationen ein, zum Beispiel für die Gründung des Preußischen Meteorologischen Instituts (1847). Alexander von Humboldt beschrieb bereits die elementaren Funktionen des Waldes für das Klima. Auf seinen Reisen war er negativen Beispielen für schädliche Eingriffe des Menschen in funktionierende Ökosysteme begegnet – zuerst am Valenciasee in Venezuela. Er begriff, dass sich insbesondere die übermäßige Entwaldung oder die Umleitung von Gewässern dort nachteilig auf den Wasserhaushalt und das Klima ausgewirkt hatten. Er maß diesen Erscheinungen jedoch nur lokale oder regionale Bedeutung bei, ebenso wie dem Effekt der „Entstehung großer Dampf- und Gasmassen an den Mittelpunkten der Industrie“. Humboldts Feststellung einer anthropogenen Klima- und Landschaftszerstörung wurde in Frankreich durch Jean-Baptiste Boussingault aufgegriffen, in Deutschland durch Carl Fraas und in den USA durch George Perkins Marsh und Henry David Thoreau. Danach verebbte das wissenschaftliche Interesse an dieser Frage und lebte erst ein Jahrhundert später in den 1980er Jahren wieder auf.
Mit dem Gedanken, der sich ab den 1830er Jahren verbreitete, dass geologische Erscheinungen wie die Findlinge, die Gletscherschrammen oder die Moränen mit einer großräumigen Eisbedeckung in Nordeuropa und den Alpen erklärbar seien, konnte Humboldt sich nicht anfreunden. Im Gegensatz zu Leopold von Buch vermied er es aber, die Vertreter dieser Verknüpfung von Geologie und Klimawandel zu bekämpfen.
Die Breite des Humboldtschen Forschungsansatzes hatte für das Fach Geographie Konsequenzen: nach Humboldt wurde – besonders im 20. Jahrhundert – die Geographie in Deutschland ein „interdisziplinäres Fach unter gleichberechtigtem Anteil von historischen und sozialwissenschaftlichen Komponenten neben den rein naturwissenschaftlichen Teilen“. Der Biograph Hanno Beck urteilt: „Humboldt war erweisbar der größte Geograph der Neuzeit, der anregendste thematische Kartograph und der maßgebende Forschungsreisende seiner Zeit.“

##### Einstellung zur Naturphilosophie
Alexander von Humboldts Wirken wurde mit der zeitgenössischen Denkrichtung der Naturphilosophie in Verbindung gebracht, zumal er mit einigen ihrer Vertreter in brieflichem und persönlichem Kontakt stand. Mit Friedrich Wilhelm Joseph Schelling, einem der Begründer der idealistischen Naturphilosophie, führte Humboldt ab 1805 einen jahrzehntelangen Briefwechsel. Zunächst zeigte er sich von Schellings Versuch der Grundlegung einer Naturphilosophie sehr angetan, er ermutigte ihn zur Ausarbeitung auch gegen kritische Stimmen, zumal sich Schelling ausdrücklich zu den Erfahrungswissenschaften bekannte. Humboldt erhoffte sich von der Naturphilosophie Hilfe bei der theoretischen Durchdringung des empirischen Materials, beim Aufsuchen von Naturgesetzen.
Einen Berührungspunkt zur Naturphilosophie bildete die Idee von der „Lebenskraft“. Bei seinen experimentellen physiologischen Studien teilte Humboldt die im seinerzeitigen wissenschaftlichen Mainstream liegende Überzeugung von einer allen Organismen innewohnenden, nur spekulativ greifbaren Lebenskraft, jedoch gelangte er allmählich zu der Auffassung, dass alle Lebensäußerungen mit den bekannten Naturgesetzen zu erklären seien. Dieser Wandel ist in Humboldts einziger literarischer Erzählung Die Lebenskraft oder der Rhodische Genius, die er für die von Friedrich Schiller herausgegebene Zeitschrift Die Horen 1795 verfasste, festgehalten.
Im Laufe der Zeit änderte sich Humboldts Auffassung, er räumte der Naturphilosophie keine „inspirierende Wirkung“ mehr ein. Im Kosmos wiederholte er Formulierungen über die Naturphilosophie, die er 1827 schon in seinen „Kosmos-Vorlesungen“ geäußert hatte. Humboldt rechnete sie zu den „Disziplinen, die sich […] in Dunkelheit hüllen“, prangerte ihre „abenteuerlich-symbolische Sprache“ und einen Schematismus an, „der enger sei als ihn jemals das Mittelalter der Menschheit aufgezwungen hat“. Zudem kritisierte er nun Schellings Vermischung von Natur, Philosophie und Christentum und zitierte im Kosmos nur wenige Naturphilosophen. Dennoch blieb Humboldt in Kontakt mit einigen Anhängern der Naturphilosophie, die teilweise bedeutende Stellungen in der Wissenschaft mit guten Beziehungen zu den Regierenden innehatten, wie zum Beispiel Carl Gustav Carus, und damit Teil des humboldtschen Netzwerks waren. Mehr noch als gegen Schelling richtete sich Humboldts Kritik – ohne namentliche Nennung – gegen Hegel.

##### Außen- und Eigenwahrnehmung
Der Betätigungs- und Schaffensdrang Alexander von Humboldts wurde von vielen seiner Zeitgenossen wie auch von ihm selbst als sehr ungewöhnlich, aber kennzeichnend angesehen. „Solche Tätigkeit, Schnelligkeit und Festigkeit ist noch nie gesehen worden“, bekannte der Dichter Adelbert von Chamisso 1810 nach einem Besuch Humboldts in Paris. In Gesellschaften, wie zum Beispiel im literarischen Salon Rahel Varnhagens, ging von seinem plötzlichen Auftauchen, seinen vielseitig charmierenden Plaudereien und seinem ebenso plötzlichen Verschwinden „eine faszinierende Unruhe“ aus. Noch als Bayard Taylor Humboldt ein knappes halbes Jahr vor dessen Tod in der Oranienburger Straße besuchte, beschrieb er das Auftreten seines Gastgebers als „tätig bis zur Rastlosigkeit“. Humboldt habe rasch und mit großer Leichtigkeit gesprochen, „ohne je um ein Wort im Deutschen oder Englischen verlegen zu sein, und schien in der Tat nicht zu bemerken, dass er im Laufe der Unterhaltung fünf- bis sechsmal die Sprache wechselte. Er blieb auf seinem Stuhl nicht länger als zehn Minuten sitzen, sondern stand öfters auf und spazierte durch das Zimmer, indem er dann und wann ein Bild zeigte oder ein Buch öffnete, um seine Bemerkungen zu erklären.“
Rastlosigkeit und Getriebensein von dem, was ihn beschäftigte, bescheinigte Humboldt sich auch selbst: „Voller Unruhe und Erregung, freue ich mich nie über das Erreichte, und bin nur glücklich, wenn ich etwas Neues unternehme, und zwar drei Sachen mit einem Mal.“ Noch nicht 30 Jahre alt, schrieb er: „Ich weiß wohl, dass ich meinem großen Werke über die Natur nicht gewachsen bin, aber dieses ewige Treiben in mir (als wären es 10 000 Säue) wird nur durch die stete Richtung nach etwas Großem und Bleibendem erhalten.“ Dem Astronomen Jean-Baptiste Joseph Delambre, zu dem er in enger Beziehung stand, bekannte Humboldt am 29. Juli 1803 brieflich: „Jeder Mann hat die Pflicht, in seinem Leben den Platz zu suchen, von dem aus er seiner Generation am besten dienen kann […]“. Vier Stunden Schlaf genügten ihm. „Meine Gesundheit erlaubt die nächtliche Arbeitsamkeit. […] Die Notwendigkeit des periodischen Schlafs ist ein Vorurteil, sage ich oft scherzhaft.“ Seinem Forscherkollegen Joseph Louis Gay-Lussac bekundete er 1842: „Ich habe mir niemals Illusionen gemacht über mein wissenschaftliches Verdienst. Ich bin weit unter dem geblieben, was ich hätte sein können, weil ich meine Kräfte nicht zu konzentrieren vermochte. Meine Lebensumstände, die Verbindung mit zwei Kontinenten, mit berühmten Männern, während mehr als eines halben Jahrhunderts, haben mich weit mehr geformt als meine Arbeiten, die sehr unvollständig geblieben sind.“ Sechs Wochen vor seinem Tod schaltete Alexander von Humboldt eine Zeitungsanzeige, in der er darum bat, die vielerlei Zusendungen einzustellen (darunter „Modelle, Maschinen und Naturalien, Anfragen über Luft-Schiffahrt“ sowie „Anerbietungen mich häuslich zu pflegen, zu zerstreuen und zu erheitern usw.“), damit er „bei ohnedies abnehmenden physischen und geistigen Kräften“ noch Ruhe und Muße zu eigener Arbeit finden könne.

## Rezeptionsaspekte

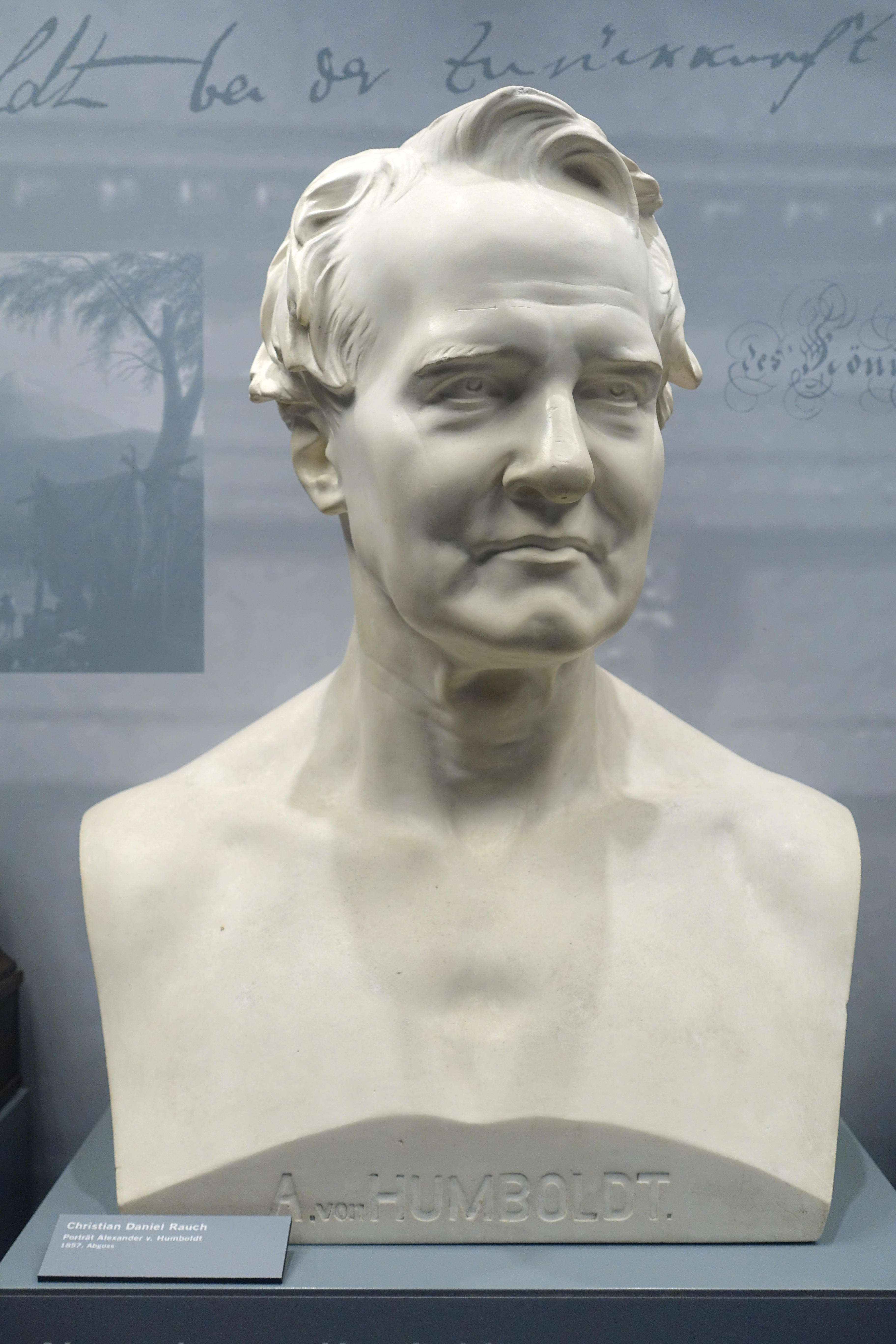
Alexander von Humboldt (Büste von Christian Daniel Rauch, 1857)

Alexander von Humboldt ist im 21. Jahrhundert in den unterschiedlichsten „Wissensbereichen und Wissenschaftsfeldern“ wie auch bei einem breiten Publikum zu „einer höchst bedeutenden Figur im öffentlichen Diskurs“ geworden, so Ottmar Ette. Dabei habe es in vielen anderen Ländern „eine kontinuierliche Präsenz“ Humboldts im allgemeinen Bewusstsein gegeben, im deutschsprachigen Raum hingegen vielfältiger Bemühungen bedurft, „um die verschütteten Traditionslinien seiner Forschungen wie seiner Entwürfe für Wissenschaft und Wirtschaft, Kultur und Konvivenz wieder zur Kenntnis zu nehmen.“ Die in der amerikanischen Forschung seit Jahrzehnten gebrauchte Formel der "Humboldtian Science" hat Andreas Daum jüngst einer kritischen Revision unterzogen und sie deutlicher von "Humboldt's science" getrennt.

### Unter Zeitgenossen
Wilhelm von Humboldt ließ seiner Frau Caroline gegenüber den Bruder Alexander in dessen Ausrichtung „nach außen“ als Gegenpol seiner selbst erscheinen. Alexander zeige zu gern, was er könne und wisse. „Nur um sich einen großen Wirkungskreis zu verschaffen, tut er vieles, was anderen notwendig Eitelkeit erscheinen muss, kramt seine Kenntnisse aus, sucht die Menschen dadurch bald zu blenden, bald zu gewinnen. Wenn ich selbst so viele Kenntnisse hätte, ich würde sie nie so zeigen, mir würde immer mehr daran liegen, sie mich selbst ausbilden zu lassen, als sie unmittelbar auf andere anzuwenden.“
Unter den Weimarer Klassikern war es ursprünglich Friedrich Schiller, von dem Alexander von Humboldt sich menschlich stärker angezogen fühlte als von Goethe. Doch Schiller hatte wenig Verständnis für die Ambitionen des jüngeren der Humboldt-Brüder: „Über Alexandern habe ich noch kein rechtes Urtheil; ich fürchte aber, trotz aller seiner Talente und seiner rastlosen Thätigkeit wird er in seiner Wissenschaft nie etwas Großes leisten. […] Es ist der nackte, schneidende Verstand, der die Natur, die immer unfaßlich und in allen ihren Punkten ehrwürdig und unergründlich ist, schamlos ausgemessen haben will und mit einer Frechheit die ich nicht begreife, seine Formeln, die oft nur leere Formeln und immer nur enge Begriffe sind, zu ihrem Maßstab macht. Kurz, mir scheint er für seinen Gegenstand ein viel zu grobes Organ, und dabei ein viel zu beschränkter Verstandesmensch zu sein.“
Über dreieinhalb Jahrzehnte erstreckten sich in loser Folge und wechselnder Intensität die Kontakte zwischen Alexander von Humboldt und Johann Wolfgang von Goethe in einer von höchstem wechselseitigen Respekt bestimmten Beziehung. Im Austausch mit Alexander von Humboldt entstand in gemeinsamer Arbeit 1795 Goethes Erster Entwurf einer allgemeinen Einleitung in die vergleichende Anatomie, ausgehend von der Osteologie. Goethes Fragen nach Urbild und Ganzheit übten auf Humboldt den stärksten Einfluss aus; doch in ihren methodischen Herangehensweisen stellte Goethe einen markanten Unterschied fest: Während er selbst von der Gestalt und vom Ganzen ausgehe, seien es bei Humboldt das Element bzw. das Teil. Auffassungsunterschiede zwischen beiden ergaben sich nicht nur beim Vulkanismus – für Goethe die „vermaledeite Rumpelkammer der neuen Weltschöpfung“ –, sondern auch hinsichtlich Goethes Farbenlehre, die Humboldt ablehnte. Unbeschadet solcher Differenzen, die nicht öffentlich ausgetragen wurden, bezeichnete Goethe Alexander von Humboldt gegenüber Eckermann als einen „Brunnen mit vielen Röhren, wo man überall nur Gefäße unterzuhalten braucht und wo es uns immer erquicklich und unerschöpflich entgegen strömt.“
Zu den von Humboldt beeinflussten Persönlichkeiten gehörte Charles Darwin, der sich zur Vorbereitung seiner Beagle-Expedition auch in Humboldts Reisebericht aus den Tropen einarbeitete. An Darwins Reise-Tagebüchern wurde eine große Ähnlichkeit sowohl der Art der Naturbetrachtung als auch der schriftstellerischen Ausführung bemerkt. Eine persönliche Begegnung zwischen Darwin und Humboldt am 29. Januar 1842 in London verlief jedoch für Darwin enttäuschend wegen Humboldts sehr monologisierender Art der Kommunikation ihm gegenüber. Nach seiner eigenen Forschungsreise aber zeigte sich Darwin erneut als Humboldt-Verehrer: Er habe ihn immer bewundert, nun aber „bete ich ihn an“. Kurz vor dem eigenen Tod, so Herbert Scurla, habe Darwin Humboldt als den größten wissenschaftlichen Reisenden überhaupt gerühmt. Der Sicht Humboldts von Emil du Bois-Reymond als ein „vordarwinischer Darwinianer“ wird in neuerer Zeit widersprochen, denn Aussagen zum Problem der Entstehung und Wandlung von Arten, das auch vor Darwin schon häufig diskutiert wurde, hielt der an empirischen Methoden der Naturforschung orientierte Humboldt für spekulativ-unzulässig und versagte sie sich.
Am 1. Juli 1859 gedachte die Akademie der Wissenschaften zu Berlin Alexander von Humboldts – der sich verbeten hatte, dass seine Büste bereits bei Lebzeiten neben der von Gottfried Wilhelm Leibniz in der Akademie aufgestellt wurde. Die Gedenkrede hielt der Philologe und Historiker August Boeckh, der unter anderem ausführte: „Es ist ein glänzendes Gestirn im Reich des Geistes für diese Welt erloschen. […] unbestritten bleibt er in allgemeiner Anerkennung die erste wissenschaftliche Größe seines Zeitalters. […] Indem wir nun sein Brustbild in der Nähe des Leibnizschen aufstellen, ehren wir mehr uns als ihn, der nicht eine Büste in diesem düster überwölbten Saal, sondern ein Standbild unter freiem Himmelsgewölbe des göttlichen Kosmos neben den Wohltätern des Vaterlandes verdient.“ Der Naturforschers Christian Gottfried Ehrenberg betonte zudem, „eine neue Epoche der Erd- und Weltanschauung“ habe mit Humboldts Schriften begonnen. Zehn Jahre später engagierte sich Rudolf Virchow mit anderen Prominenten für die Errichtung eines Nationaldenkmals für Alexander von Humboldt. Erst 1874 gestattete Wilhelm I. einen Denkmalsbau für die Humboldt-Brüder am Eingang zum Universitätsgelände, allerdings mit der Auflage, dass die Figuren keinesfalls so hoch sein durften wie die nahegelegenen Standbilder der Generäle Bülow und Scharnhorst. Die Einweihung der beiden Humboldt-Denkmäler fand am 28. Mai 1883 statt.
Auch im Ausland wurde Humboldts Lebensleistung vielerorts außergewöhnlich gewürdigt. In Paris, Humboldts langjähriger Wirkungsstätte, galt er seinem Forscherkollegen Claude-Louis Berthollet, mit dem er in der Société d’Arcueil zusammenkam, als Mann, der „eine ganze Akademie“ in sich vereine. Die Pariser Akademie der Wissenschaften ließ nach Humboldts Ableben eine Gedenkmünze für ihn prägen, „den größten Gelehrten seines Jahrhunderts“ mit dem Beinamen „Der neue Aristoteles“. Simón Bolívar bezeichnete ihn als den wirklichen „Entdecker der Neuen Welt“, der Amerika Besseres gegeben habe „als alle Conquistadoren“. In Mexiko erklärte Präsident Benito Juárez in einem Dekret vom 28. Juni 1859 Humboldt zum „Wohltäter des Vaterlandes“ und regte die Errichtung eines marmornen Denkmals für ihn an.
Der hundertste Geburtstag Alexander von Humboldts – gut zehn Jahre nach seinem Ableben – wurde international mit Begeisterung und großem Aufwand begangen. Von Melbourne und Adelaide, über Moskau und Alexandria bis Buenos Aires und Mexiko-Stadt erstreckten sich die Feierlichkeiten – mit den größten Veranstaltungen in den USA. „Von San Francisco bis Philadelphia und von Chicago bis Charleston gab es Straßenumzüge, Festessen und Konzerte.“ In New York folgten Tausende den Musikkapellen zur Ehrung eines Mannes, von dem The New York Times schrieb, dass keine Nation seinen Ruhm für sich beanspruchen könne. Zur größten deutschen Feier kam es in Humboldts Heimatstadt Berlin, wo „trotz sintflutartiger Regengüsse achtzigtausend Menschen zusammenkamen. Alle Büros und Behörden blieben an diesem Tag geschlossen.“
Allerdings waren Wertschätzung und Rezeption Alexander von Humboldts in Deutschland schon zu Lebzeiten und so bis heute teils eingeschränkt, teils verzerrt. Neben der langzeitigen „Erbfeindschaft“ zwischen Deutschen und Franzosen haben dazu Volksausgaben der Schriften Humboldts beigetragen, die von den jeweiligen Kompilatoren sehr frei und mitunter sinnwidrig bearbeitet worden waren. Die verschiedenen neueren Editionen der Originalschriften Alexander von Humboldts können aber neben anderem dazu dienen, einer fehlgeleiteten Rezeption entgegenzuwirken.

### Neueres und Gegenwärtiges

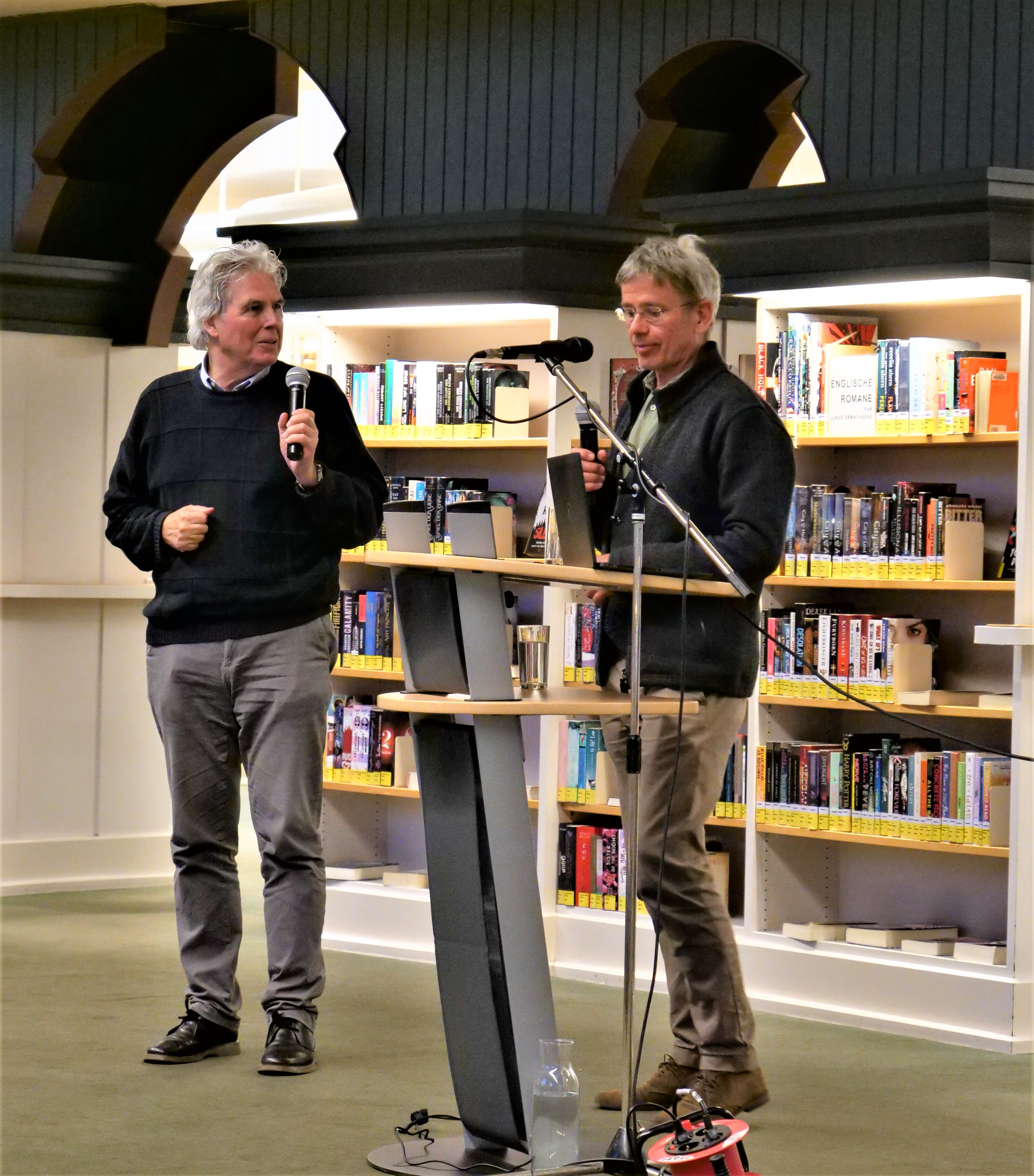
Frank Holl (li.) und Stefan Rahmstorf über „Alexander von Humboldt und der Klimawandel – Mythen und Fakten“ am 9. Mai 2023 in der Humboldt-Bibliothek

Als „erster Ökologe“ wurde Humboldt erstmals 1985 von Pierre Bertaux bezeichnet. Gegen eine unkritische Glorifizierung Alexander von Humboldts wendet sich Matthias Glaubrecht. Humboldt habe zum Beispiel Jean-Louis Giraud-Soulavie als wichtigen Vorläufer seiner eigenen pflanzengeographischen Forschung nicht angemessen gewürdigt und den tiergeographischen Ansatz von Eberhard August Wilhelm von Zimmermann eher marginalisiert und in Teilen unbeachtet gelassen, weshalb er zu Darwins Evolutionstheorie keinen Zugang gefunden habe. Für Glaubrecht war der „kosmische Ansatz“ von Humboldts Naturverständnis schon nicht zukunftsfähig und dessen Weltbild „längst veraltet“.
Benedikt Vallendar, der sich mit der Rezeption von Humboldts amerikanischer Forschungsreise in Deutschland vor dem Hintergrund der jeweiligen geistigen Strömungen und politischen Rahmenbedingungen im 19. und 20. Jahrhundert unter sozialpsychologischen Gesichtspunkten auseinandergesetzt hat, resümierte, dass nicht „Erkenntnisgewinnung“, sondern Deutungsdrang und Instrumentalisierung die Antriebskräfte der Rezeptionsgeschichte gewesen seien: „Die Kombination aus naturwissenschaftlicher Dokumentation und narrativem Stil war für viele Autoren ein geeignetes Pflaster, um Humboldt für ihre eigenen Zwecke zu vereinnahmen.“ Während des 19. Jahrhunderts war die Rezeption von Humboldts Reiseberichten in Deutschland laut Vallendar überwiegend von einer ablehnenden bis feindseligen Stimmung gegenüber Frankreich bestimmt. In der Ära des Kaiserreichs gab es Stimmen, die Humboldt trotz seiner langen Auslandsaufenthalte als „stolzen Deutschen“ vereinnahmten. Zu Beginn der Weimarer Republik hingegen sei der kosmopolitisch orientierte Humboldt wegen seines Eintretens für Humanität und Fortschritt und wegen seiner kritischen Distanz zu diktatorischen Regimen „zu einem Vorbild für die durch den verlorenen Krieg gedemütigte Öffentlichkeit“ geworden, „die die Lasten der Vergangenheit zu verarbeiten suchte.“ In der Zeit des Nationalsozialismus inszenierte man Humboldt unter anderem als einen sich im Dschungel-Überlebenskampf behauptenden „Kämpfer“ und als „Bahnbrecher ins Weltganze“.
Die beiden Weltkriege des 20. Jahrhunderts haben den Humboldt-Enthusiasmus vor allem bei den Kriegsgegnern Deutschlands stark gedämpft, beginnend mit dem Kriegseintritt der USA 1917. In Cincinnati wurden beispielsweise alle deutschen Publikationen aus den Regalen öffentlicher Bibliotheken entfernt und die „Humboldt-Street“ in „Taft-Street“ umbenannt. In der Zeit der deutschen Zweistaatlichkeit von 1949 bis 1989 gab es beiderseits unterschiedliche Deutungsinteressen und Inanspruchnahmen.

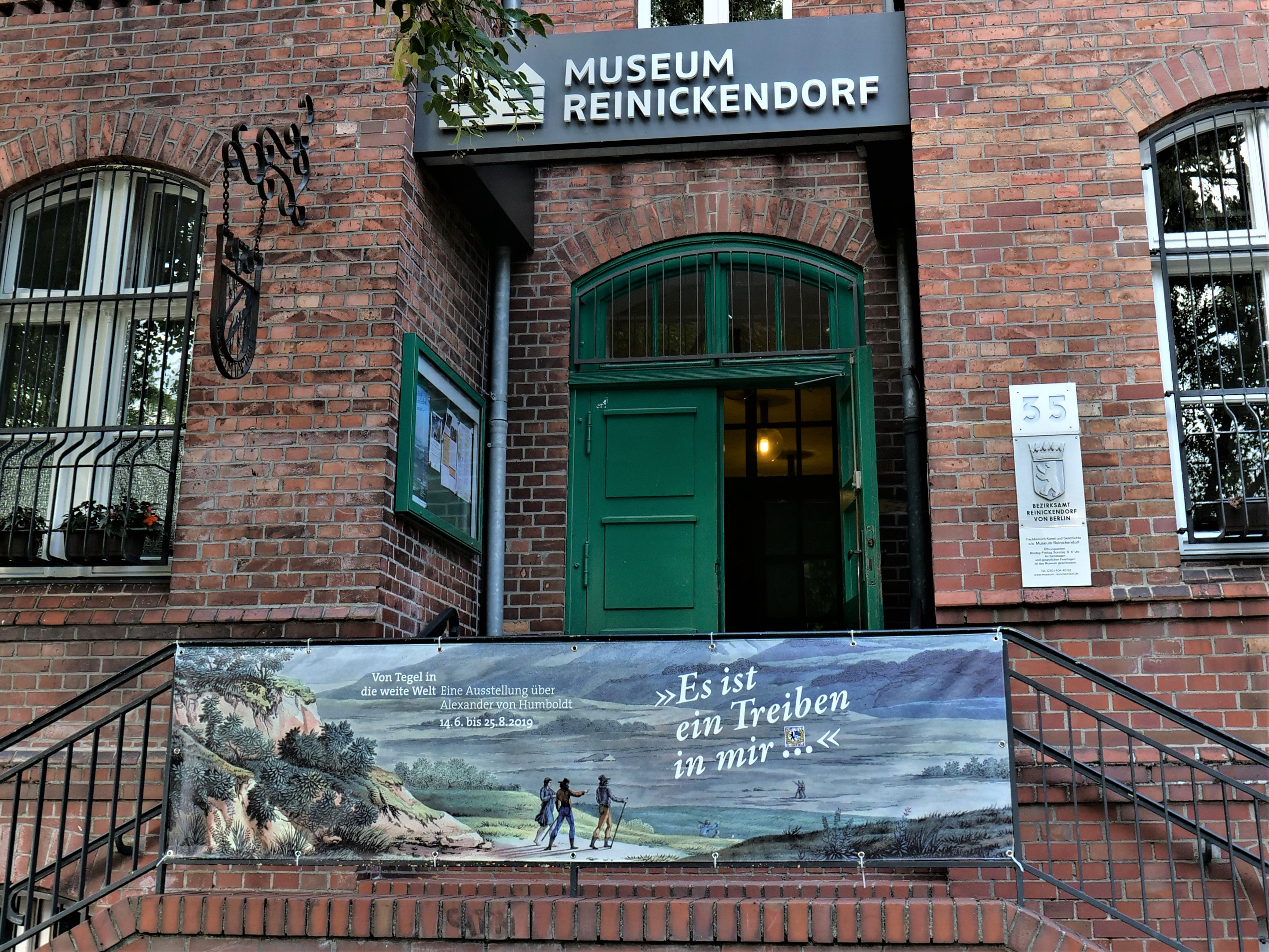
Jubiläumsausstellung im Museum Reinickendorf anlässlich des 250. Geburtstags Alexander von Humboldts

Zum 250. Geburtstag Alexander von Humboldts 2019 fanden im Berliner Bezirk Reinickendorf zahlreiche thematische Veranstaltungen statt. Ausrichtungsorte waren unter anderen die Schloss Tegel benachbarte Humboldt-Bibliothek und das Museum Reinickendorf. Eine an die Ideen Alexander von Humboldts anknüpfende Kultureinrichtung ist das 2021 eröffnete Humboldt Forum im musealen Zentrum der Hauptstadt des wiedervereinigten Deutschlands. Bereits 1807 hatte Alexander von Humboldt laut Rüdiger Schaper an ein Universalmuseum für die Berliner Sammlungen gedacht – unter Einbeziehung der Kunstkammer jenes Schlosses, dessen wiedererrichtete Teile nun den Rahmen für das Humboldt Forum schaffen –, zu dem es dann jedoch nicht kam. „Dieser Verbindung von Natur und Kultur will das Humboldt Forum nun mit über zweihundert Jahren Verspätung nachgehen.“ „Der Anspruch im Geiste Humboldts das Weltwissen darzustellen, hierbei die Trennung zwischen Natur und Kultur aufzuheben und anhand der reichen Berliner Sammlungen die Welt als Ganzes zu verstehen, ist ein weit gefasstes Ziel und lässt viel Spielraum für unterschiedliche Interpretationen.“

## Ehrungen

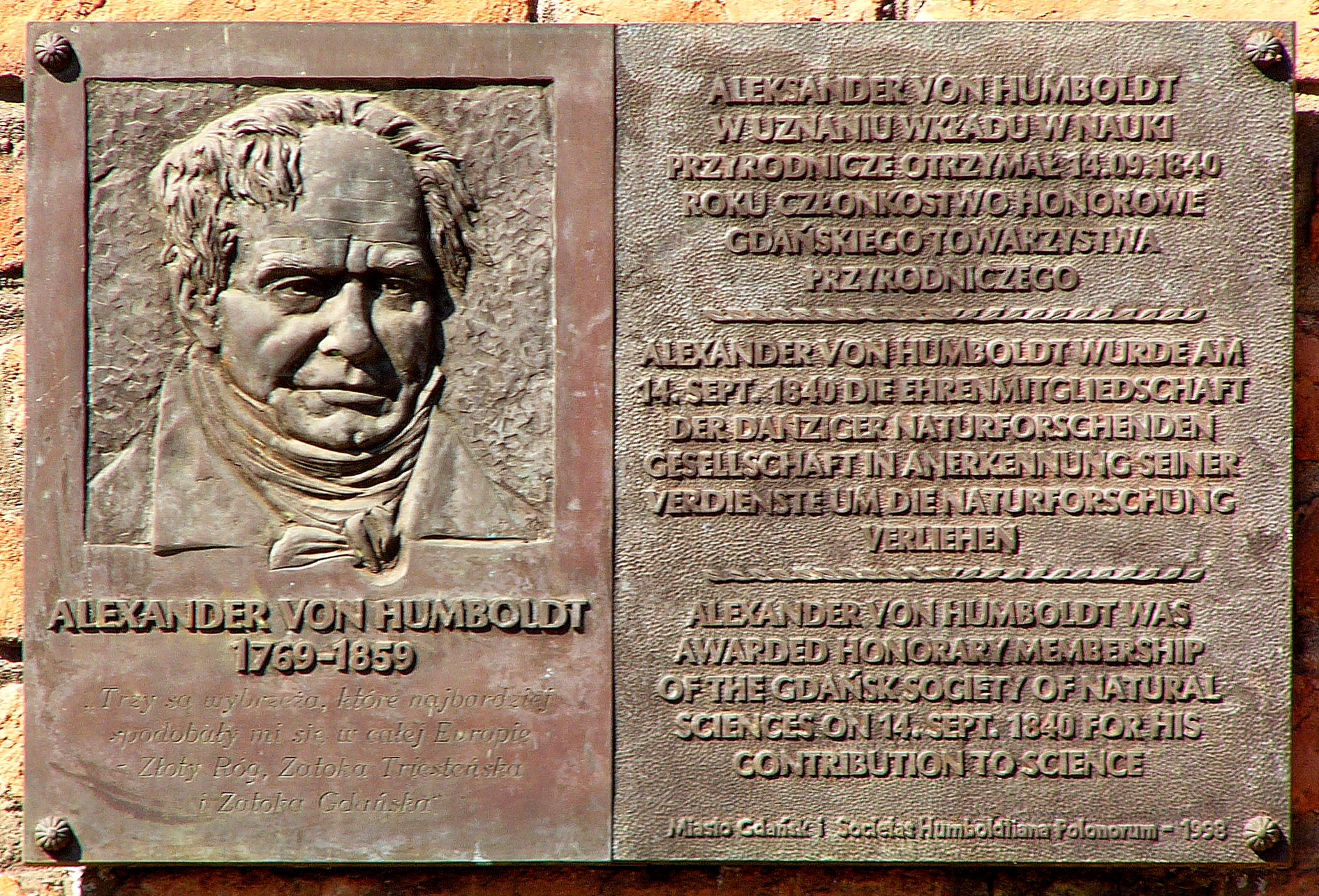
Erinnerungstafel an Humboldts Ehrenmitgliedschaft bei der Danziger Naturforschenden Gesellschaft in der Nähe des Mottlau-Ufers in Danzig

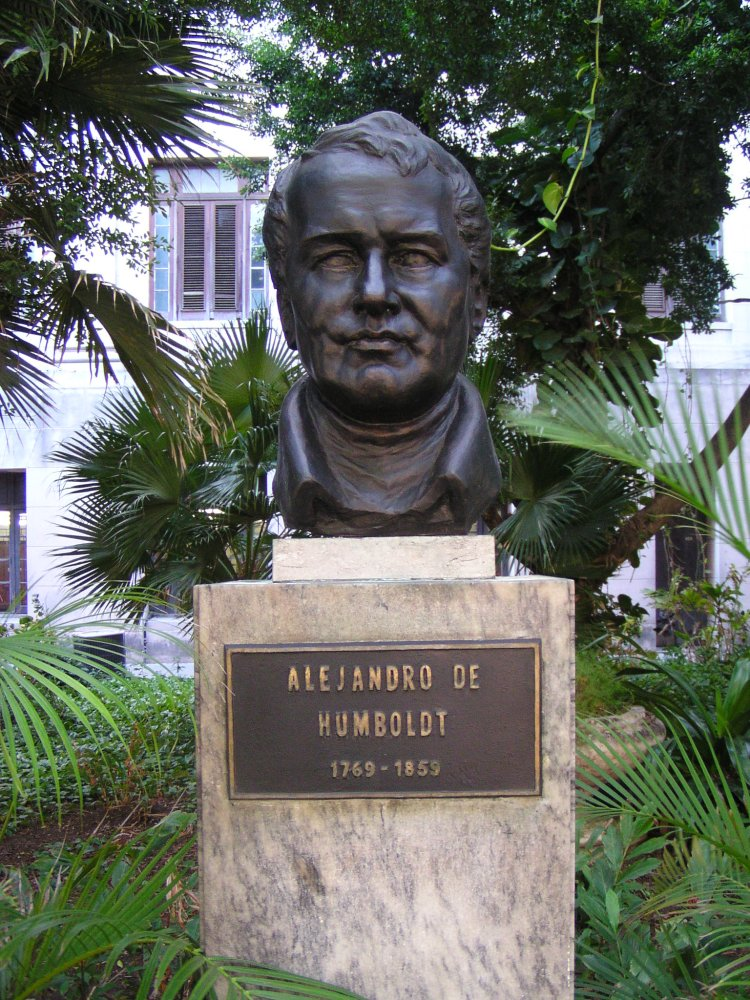
Bronzebüste von Alexander von Humboldt auf dem Campus der Universität von Havanna. Das Original schuf der Erfurter Theaterbildhauer Christian Paschold. Eine Kopie dieser Büste schenkte er dem Bergbaumuseum vom Schaubergwerk „Morassina“ in Schmiedefeld (Landkreis Saalfeld-Rudolstadt).

### Mitgliedschaft in Gelehrtenvereinigungen
Alexander von Humboldt war Mitglied zahlreicher in- und ausländischer Akademien, unter anderem der Akademie gemeinnütziger Wissenschaften zu Erfurt (1791), der Leopoldinisch-Karolinischen Akademie der Naturforscher (1793 mit dem akademischen Beinamen Timaeus Locrensis unter der Matrikel-Nr. 970), der Preußischen Akademie der Wissenschaften (1800), der Bayerischen Akademie der Wissenschaften (1808), der Royal Society of Edinburgh, der Akademie der Künste (Berlin) (1829), der Russischen Akademie der Wissenschaften (1829), der Académie des sciences (1804), der American Academy of Arts and Sciences (1822), der American Philosophical Society (1804), der Société Cuvierienne (1838) und der Académie royale des Sciences, des Lettres et des Beaux-Arts de Belgique (1830 korrespondierendes und 1845 assoziiertes Mitglied).

### Ehrendoktor
Alexander von Humboldt war Ehrendoktor der Universitäten von Frankfurt (Oder) (1805), Dorpat (1827), Bonn (1828), Tübingen (1845), Prag (1848) und St. Andrews (1853).

### Ehrenbürgerwürden
Alexander von Humboldt war Ehrenbürger von Potsdam (1849) und Berlin (1856).

### Auszeichnungen zu Lebzeiten
Alexander von Humboldt war mit diesen Orden und Ehrenzeichen ausgezeichnet:
- Roter Adlerorden (Preußen, in verschiedenen Graden)
- Schwarzer Adlerorden (Preußen)
- Großkreuz des Verdienstordens der Bayerischen Krone
- Großkreuz des Brasilianischen Rosen-Ordens
- Großkreuz vom Dänischen Dannebrogorden
- Großkreuz der französischen Ehrenlegion
- Großkreuz des Mexikanischen Ordens von Guadeloupe
- Großkreuz des Portugiesischen Christusordens
- Russischer Alexander-Newski-Orden und Orden des Heiligen Wladimir
- Großkreuz des Sächsischen Ordens für Zivilverdienste
- Großkreuz des Weimarschen Hausordens vom Weißen Falken
- Großkreuz des Sardinischen Ritterordens der hl. Mauritius und Lazarus
- Großkreuz des Spanischen Ordens Karls III.

### Statuen und Denkmäler
- Denkmal zu Ehren von Alexander von Humboldt nach Entwurf Gustav Blaeser, 1869 für den Central Park in New York von Georg Ferdinand Howaldt ausgeführt[245]
- Denkmal zu Ehren von Alexander von Humboldt in Philadelphia, nach Entwurf von Friedrich Drake, 1876
- Denkmal zu Ehren von Alexander von Humboldt in St. Louis, nach Entwurf von Ferdinand Miller, 1878
- Sitzbild vor dem Hauptgebäude der Humboldt-Universität zu Berlin, 1882 bis 1883 von Reinhold Begas ausgeführt
- Denkmal im Humboldt Park in Chicago, 1892 von Felix Göring geschaffen
- Nebenbüste zum zentralen Standbild Friedrich Wilhelms IV. in der Denkmalgruppe 31 der Siegesallee, 1900 von Karl Begas ausgeführt

### Briefmarken, Banknoten, Münzen, Medaillen und Siegel

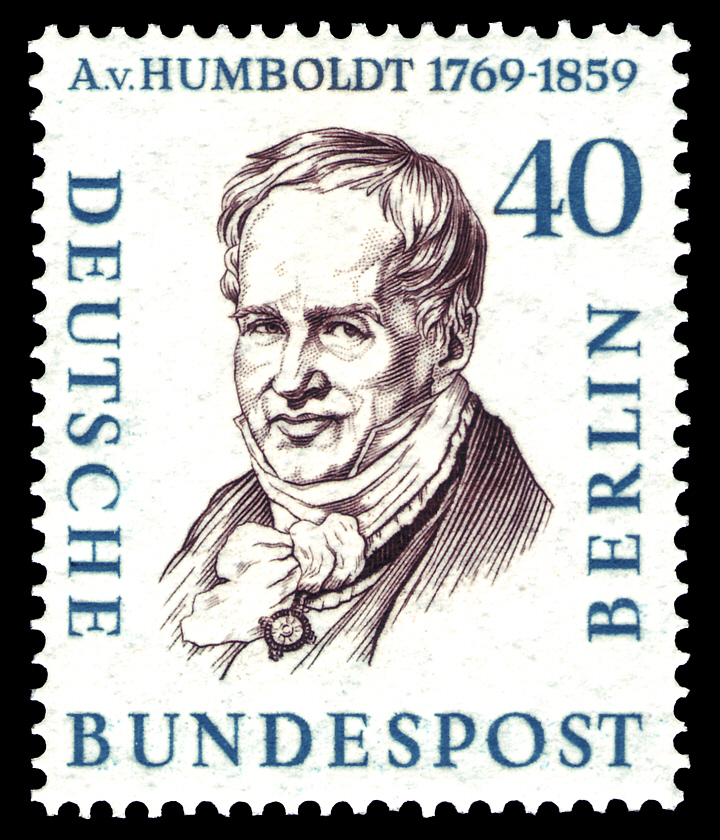
40-Pf-Sondermarke der Deutschen Bundespost Berlin (1957) aus der Serie Männer aus der Geschichte Berlins
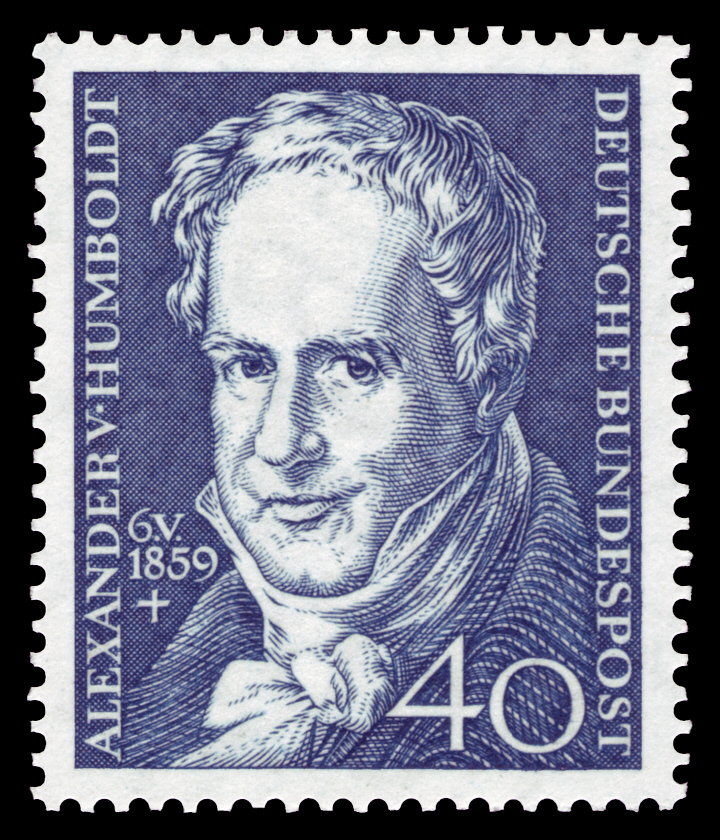
40-Pf-Sondermarke der Deutschen Bundespost (1959) zum 100. Todestag
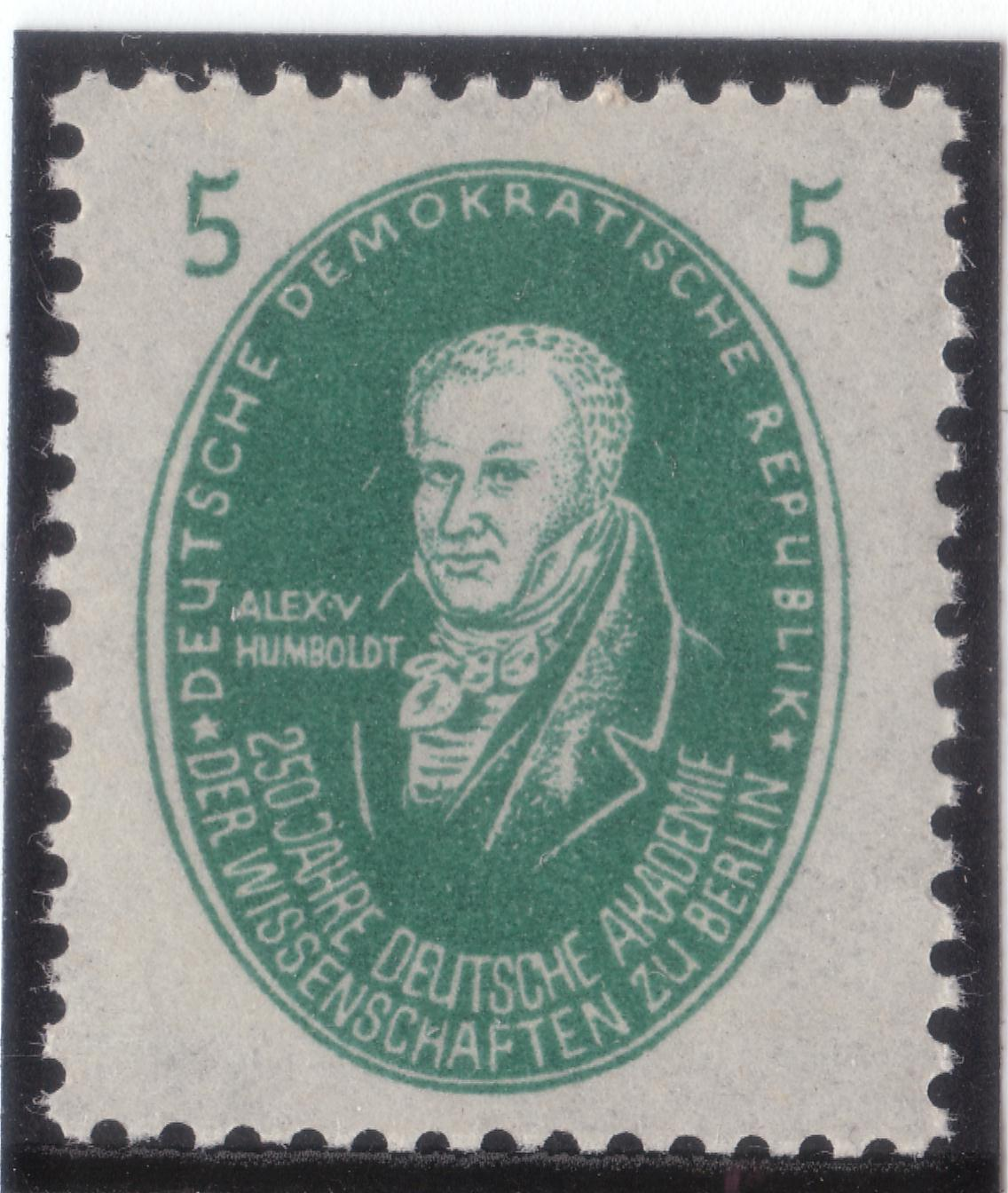
5-Pf-Sondermarke der Deutschen Demokratischen Republik (1950)
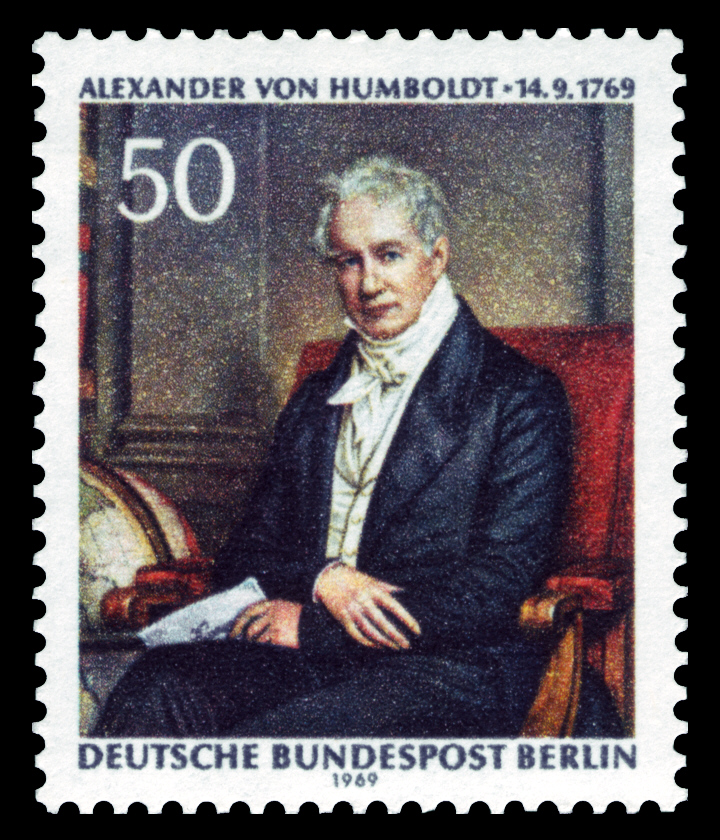
50-Pf-Sondermarke der Deutschen Bundespost Berlin (1969) zum 200. Geburtstag

Mit dem Ersttag 5. September 2019 gab die Deutsche Post AG im Auftrag des Bundesministeriums der Finanzen anlässlich des 250. Geburtstags von Alexander von Humboldt ein Sonderpostwertzeichen im Nennwert von 80 Eurocent heraus. Der Entwurf stammt von den Grafikern Horst F. und Gerda M. Neumann aus Wuppertal. Am gleichen Tage erschien eine 20-Euro-Gedenkmünze; der Münzrand trägt die geprägte Inschrift „ALLES IST WECHSELWIRKUNG“.

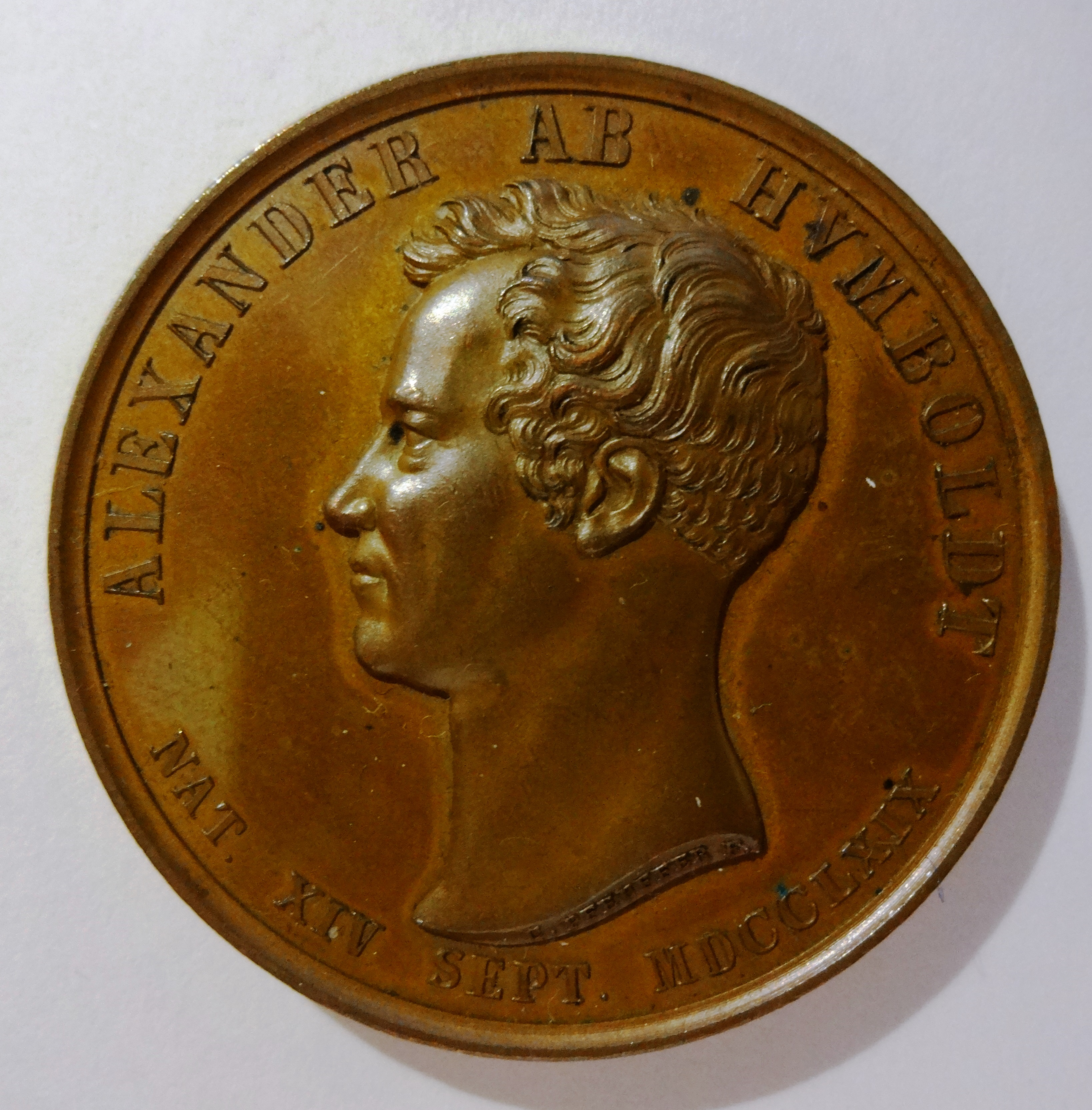
Medaille Alexander v. Humboldt (Loos 1829), 41 mm, ca. 46 g
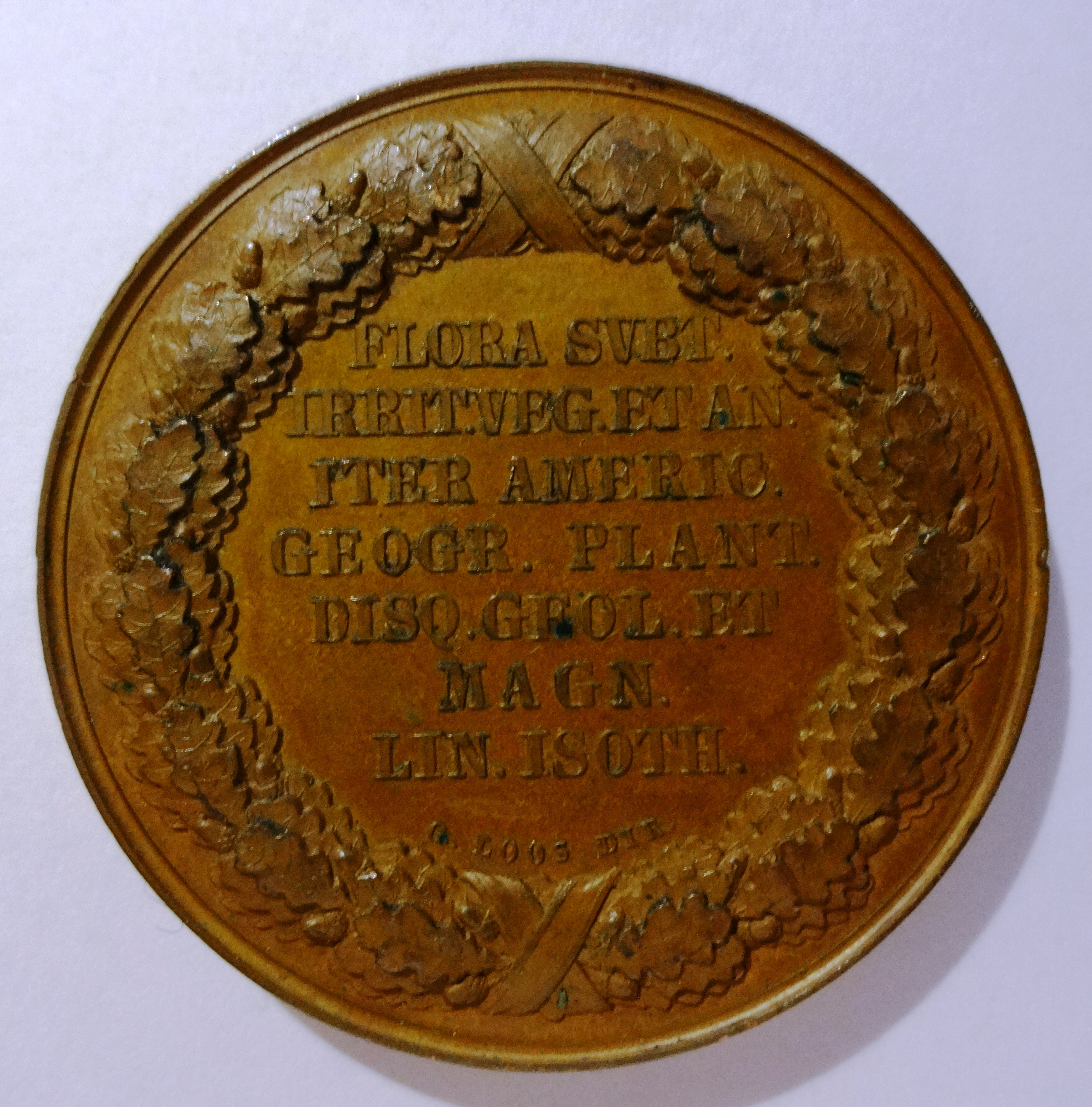
Medaille (Loos 1829), Rückseite
Universitätssiegel der Humboldt-Universität zu Berlin

### Humboldt als Namensstifter
Nach Alexander von Humboldt wurden zahlreiche biologische Taxa benannt, außerdem geografische Objekte, Orte, Schulen und Institutionen, wissenschaftliche Auszeichnungen und anderes. 1969 wurde ermittelt, dass nach keinem anderen Menschen mehr Orte benannt wurden. Die Zahl der Namensgebungen ist mittlerweile vierstellig.

## Schriften (Auswahl)

### Einzelausgaben

#### Reisewerke
„Vues des Cordillères et Monuments des Peuples Indigènes de l’Amérique.“ 1810–1813. online
- Deutsche Übersetzungen:
  - Pittoreske Ansichten der Cordilleren und Monumente americanischer Völker. Cotta, Tübingen 1810. Text- und Bildband. Anonyme Übersetzung der ersten 22 Kapitel. Im Internet: Textband, Heft 1, Textband, Heft 2, Bildband bei der Universität Potsdam
  - Ansichten der Kordilleren und Monumente der eingeborenen Völker Amerikas. Übersetzt von Claudia Kalscheuer. (= Die Andere Bibliothek, Sonderband). Eichborn, Frankfurt am Main 2004, ISBN 3-8218-4538-4.

„Voyage aux régions équinoxiales du Nouveau Continentfait en 1799, 1800, 1801, 1803 et 1804.“ (Zusammen mit Aimé Bonpland) online
- Deutsche Übersetzungen:
  - Beobachtungen aus der Zoologie und vergleichenden Anatomie auf der Reise nach den Tropenländern des neuen Kontinents. Tübingen 1806 urn:nbn:de:gbv:9-g-3376826.
  - Reise in die Aequinoctial-Gegenden des neuen Continents. (Übers. Hermann Hauff). Die einzige von Humboldt autorisierte Übersetzung; bei J. G. Cotta, Stuttgart 1859–1860. Google Books: Erster Band, Zweiter Band, Dritter Band, Vierter Band; Deutsches Textarchiv (Volltext):Erster Band, Zweiter Band, Dritter Band, Vierter Band
  - Reise in die Äquinoktial-Gegenden des Neuen Kontinents. Hrsg. von Ottmar Ette. 2 Bände. Insel, Frankfurt am Main und Leipzig 1991, ISBN 3-458-16947-4.
  - Fahrt auf dem Orinoko. Reisebericht in Auszügen. Hörbuch, gelesen von Frank Arnold. Audiobuch Verlag, Freiburg im Breisgau 2007, ISBN 978-3-89964-233-9.
  - Ideen zu einer Geographie der Pflanzen nebst einem Naturgemälde der Tropenländer. Cotta, Tübingen 1807 online, (Digitalisat) Historical Science, Band 13, Bremen 2010, ISBN 978-3-86741-174-5.

„Examen critique de l’histoire de la géographie du Nouveau continent.“ „1. ptie., 4. section“ der Voyage de Humboldt et Bonpland.
- Deutsche Übersetzung:
  - Kritische Untersuchungen über die historische Entwickelung der geographischen Kenntnisse von der Neuen Welt und die Fortschritte der nautischen Astronomie in dem 15ten und 16ten Jahrhundert. Aus dem Franz. übers. von Julius Ludwig Ideler. Berlin, Nicolai, 1836 und 1852. Google
  - Neuausgabe unter dem Titel: Die Entdeckung der Neuen Welt – Kritische Untersuchung zur historischen Entwicklung der geographischen Kenntnisse von der Neuen Welt und den Fortschritten der nautischen Astronomie im 15. und 16. Jahrhundert. Nach der Übersetzung aus dem Französischen von Julius Ludwig Ideler ediert und mit einem Nachwort versehen von Ottmar Ette. Insel, Frankfurt am Main 2009, ISBN 978-3-458-17435-6.

„Central-Asien“ (zusammen mit Wilhelm Mahlmann). 2 Bände. Klemann, Berlin 1844 online
- Neuausgabe: Zentral-Asien. Untersuchungen zu den Gebirgsketten und zur vergleichenden Klimatologie. Mit einer Auswahl aus Alexander von Humboldts Reisebriefen und Gustav Roses Reisebericht. Nach der Übers. Wilhelm Mahlmanns aus dem Jahr 1844. Neu bearb. und hrsg. von Oliver Lubrich. S. Fischer, Frankfurt am Main 2009, ISBN 978-3-10-029004-5.

#### Schriften zur Natur mit genereller Thematik
„Ansichten der Natur.“ Cotta’sche Verlagsbuchhandlung, Tübingen 1808 (BSB, Google-Books)
- Ansichten der Natur (= Die Andere Bibliothek. 17). Eichborn, Frankfurt am Main 2004, ISBN 3-8218-4741-7 (Reprint).

„Kosmos“ – Entwurf einer physischen Weltbeschreibung. 1845–1862
- Deutsches Textarchiv (Volltext): Erster Band, Zweiter Band, Dritter Band, Vierter Band, Fünfter Band; Posner Memorial Collection. Abgerufen am 10. November 2012.; Französische Nationalbibliothek; Humboldt Digital Library and Network; biolib.de: Band 1, Band 2, Band 3, Band 4
- Kosmos – Entwurf einer physischen Weltbeschreibung. Mit Berghaus-Atlas. Hrsg. von Ottmar Ette und Oliver Lubrich. (= Die Andere Bibliothek). Eichborn Verlag, Frankfurt am Main 2004, ISBN 3-8218-4549-X (Reprint).
- Thomas Nehrlich und Michael Strobl (Hrsg.): Alexander von Humboldt. Schriften zum Klima. Wehrhahn Verlag, Hannover 2023, ISBN 978-3-86525-990-5.

#### Schriften mit spezieller Thematik (Auswahl)
- Mineralogische Beobachtungen über einige Basalte am Rhein. Braunschweig 1790 (online).
- Florae Fribergensis specimen plantas cryptogramicus praesertim subterraneas exhibens. 1793 (online).
- Aphorismen aus der chemischen Physiologie der Pflanzen. Leipzig 1794 (archive.org)
- Versuche über die gereizte Muskel- und Nervenfaser nebst Vermuthungen über den chemischen Process des Lebens in der Thier- und Pflanzenwelt. 2 Bände. Posen, Berlin 1797. (Band 1 – Internet Archive, Band 2 – Internet Archive).
- Ueber die unterirdischen Gasarten und die Mittel ihren Nachtheil zu vermindern. Ein Beytrag zur Physik der praktischen Bergbaukunde. Friedrich Vieweg, Braunschweig 1799 (GDZ, MDZ).
- Versuche über die chemische Zerlegung des Luftkreises und über einige andere Gegenstände der Naturlehre. Vieweg, Braunschweig 1799 (MDZ).
- Beobachtungen über den elektrischen Aal des neuen Welttheils. Tübingen 1808.
- Ueber den Bau und die Wirkungsart der Vulkane in den verschiedenen Erdstrichen. In: Ansichten der Natur mit wissenschaftlichen Erläuterungen. Band 2, J. G. Cotta’sche Buchhandlung, Stuttgart/Tübingen 1826, S. 125–186 (online).
- Essai politique sur l’île de Cuba. Paris 1826 (online).

#### „Kosmos“-Vorlesungen/Vortragszyklen (1827/1828)
- Anonym: Alexander von Humboldts Vorlesungen über phÿsikalische Geographie nebst Prolegomenen über die Stellung der Gestirne. Berlin im Winter von 1827 bis 1828. [Berlin], [1827/28]. Staatsbibliothek zu Berlin – Preußischer Kulturbesitz, Signatur: Ms. germ. qu. 2345. Digitalisat und Volltext im Deutschen Textarchiv
  - Gedruckte (von den Herausgebern stark veränderte) Ausgabe dieser Nachschrift: Alexander von Humboldts Vorlesungen über physikalische Geographie nebst Prolegomenen über die Stellung der Gestirne. Berlin im Winter von 1827 bis 1828. Erstmalige (unveränderte) Veröffentlichung einer im Besitze des Verlages befindlichen Kollegnachschrift. Miron Goldstein, Berlin 1934.
- Gustav Parthey: Alexander von Humboldt[:] Vorlesungen über physikalische Geographie. Novmbr. 1827 bis April,[!] 1828. Nachgeschrieben von G. Partheÿ. [Berlin], [1827/28]. Staatsbibliothek zu Berlin – Preußischer Kulturbesitz, Signatur: Ms. germ. qu. 1711. Digitalisat und Volltext im Deutschen Textarchiv
- Anonym: Die physikalische Geographie von Herrn Alexander v. Humboldt, vorgetragen im Semestre 1827/28. [Berlin], [1827/28]. Staatsbibliothek zu Berlin – Preußischer Kulturbesitz, Kartenabteilung, Bestand »Gesellschaft für Erdkunde«, Signatur: 8° GfE O 79. Digitalisat und Volltext im Deutschen Textarchiv
- Karol Libelt: [Nachschrift der ‚Kosmos-Vorträge‘ Alexander von Humboldts in der Berliner Universität, 3.11.1827–26.4.1828.] Biblioteka Jagiellońska Kraków, Signatur: Handschrift 6623 II. Digitalisat und Volltext im Deutschen Textarchiv [Fragment, Titelblatt und Textteil bis zum Ende der 23. bzw. Beginn der 24. Vortragsstunde verloren]. [s. l.], [1827/28].
- Ludwig Lohde: Physikalische Geographie. Eine Vorlesung des Herrn A. v. Humboldt[,] gehalten im [Winter] 1827. Staatsbibliothek zu Berlin – Preußischer Kulturbesitz, Signatur: Ms. germ. qu. 2400. online.
- Friedrich Adolf von Willisen: Humbolds [sic!] Vorlesungen. [Fragment] [Berlin], [1827/28]. Digitalisat und Volltext im Deutschen Textarchiv
- Henriette Kohlrausch: Physikalische Geographie. Vorgetragen von Alexander von Humboldt. [Berlin], [1827/28]. Staatsbibliothek zu Berlin – Preußischer Kulturbesitz, Signatur: Ms germ. qu. 2124. Digitalisat und Volltext im Deutschen Textarchiv; gedruckte Ausgaben:
  - Alexander von Humboldt: Über das Universum. Die Kosmosvorträge 1827/28 in der Singakademie. Herausgegeben von Jürgen Hamel und Klaus-Harro Tiemann. Insel Verlag, Frankfurt am Main und Leipzig 1993, ISBN 3-458-33240-5.
  - Alexander von Humboldt/Henriette Kohlrausch: Die Kosmos-Vorlesung an der Berliner Sing-Akademie. Hrsg.: Christian Kassung, Christian Thomas. 1. Auflage. Insel, Berlin 2019, ISBN 978-3-458-36419-1.
  - Anonyme Abschrift: Phÿsikalische Geographie[.] Vorgetragen von Alexander von Humboldt. Angefangen d[en] 6ten Xbre 1827. Abschrift des Heftes der Frau Geheimräthin Kohlrausch. [Berlin], [ca. 1828/29]. Privatbesitz Geir Stenmark, Norwegen. Bilddigitalisate online: digilib-Server der Berlin-Brandenburgischen Akademie der Wissenschaften, URN: urn:nbn:de:kobv:b4-2019011104.
  - Otto Hufeland: Vorlesungen über physicalische Geographie von A. v. Humboldt. [G]eschrieben im Sommer 1829 durch Otto Hufeland. [Berlin], [ca. 1829]. Privatbesitz Celâl Şengör, Istanbul, Türkei. Digitalisat und Volltext im Deutschen Textarchiv (= Abschrift von Anonym: Phÿsikalische Geographie […] [Berlin], [ca. 1828/29])

### Gesammelte Schriften
- Gesammelte Werke. 12 Bände. J. G. Cotta, Stuttgart 1889 (doi:10.5962/bhl.title.33954).
- Hanno Beck (Hrsg.): Studienausgabe. 7 Bände (erschienen in 10 Bänden). Wissenschaftliche Buchgesellschaft, Darmstadt 1987–1997, ISBN 3-534-03100-8 (mit ausführlichen Anmerkungen und Angaben zur Entstehungs- und Editionsgeschichte der einzelnen Werke im Sinne einer historisch-kritischen Ausgabe); enthält:
  - Band 1: Schriften zur Geographie der Pflanzen. 1989, ISBN 3-534-03101-6.
  - Band 2: Die Forschungsreise in die Tropen Amerikas. 3 Bände, 1997, ISBN 3-534-03102-4.
  - Band 3: Cuba-Werk. 1992, ISBN 3-534-03103-2.
  - Band 4: Mexico-Werk. 1991, ISBN 3-534-03104-0.
  - Band 5: Ansichten der Natur. 1987, ISBN 3-534-03105-9.
  - Band 6: Schriften zur Physischen Geographie. 1989, ISBN 3-534-03106-7.
  - Band 7: Kosmos. 2 Bände, 1993, ISBN 3-534-03107-5.
- Oliver Lubrich und Thomas Nehrlich (Hrsg.): Sämtliche Schriften – Berner Ausgabe (Studienausgabe). dtv, München 2019, ISBN 978-3-423-59088-4 (enthält als Archivausgabe das publizistische Werk Humboldts, d. h. alle zu Lebzeiten erschienenen Beiträge und Auszüge Humboldts in Zeitungen, Zeitschriften und Büchern anderer Autoren):
  - Band 1: Sämtliche Schriften 1789–1799. Hrsg. von Yvonne Wübben und Sarah Bärtschi.
  - Band 2: Sämtliche Schriften 1800–1809. Hrsg. von Rex Clark und Sarah Bärtschi.
  - Band 3: Sämtliche Schriften 1810–1809. Hrsg. von Jobst Welge und Michael Strobl.
  - Band 4: Sämtliche Schriften 1820–1829. Hrsg. von Norbert D. Wernicke und Michael Strobl.
  - Band 5: Sämtliche Schriften 1830–1839. Hrsg. von Bernhard Metz und Thomas Nehrlich.
  - Band 6: Sämtliche Schriften 1840–1849. Hrsg. von Jutta Müller-Tamm und Michael Strobl.
  - Band 7: Sämtliche Schriften 1850–1859. Hrsg. von Joachim Eibach und Thomas Nehrlich.
  - Band 8: Werkzeuge – Apparat.
  - Band 9: Übertragungen – Übersetzungen.
  - Band 10: Durchquerungen – Forschung.

### Briefeditionen (Auswahl)

#### Beiträge zur Alexander-von-Humboldt-Forschung
- Ilse Jahn, Fritz G. Lange (Hrsg.): Die Jugendbriefe Alexander von Humboldts (= Beiträge zur Alexander-von-Humboldt-Forschung. 2). Berlin 1973
- Kurt-Reinhard Biermann (Hrsg.): Briefwechsel zwischen Alexander von Humboldt und Carl Friedrich Gauß (= Beiträge zur Alexander-von-Humboldt-Forschung. 4). Berlin 1977
- Kurt-Reinhard Biermann (Hrsg.): Briefwechsel zwischen Alexander von Humboldt und Heinrich Christian Schumacher (= Beiträge zur Alexander-von-Humboldt-Forschung. 6). Berlin 1979
- Kurt-Reinhard Biermann (Hrsg.): Briefwechsel zwischen Alexander von Humboldt und Peter Gustav Lejeune Dirichlet (= Beiträge zur Alexander-von-Humboldt-Forschung. 7). Akademie-Verlag, Berlin 1982, DNB 830695303.
- Kurt-Reinhard Biermann (Hrsg.): Alexander von Humboldt. Vier Jahrzehnte Wissenschaftsförderung. Briefe an das preußische Kultusministerium 1818–1859 (= Beiträge zur Alexander-von-Humboldt-Forschung. 14). Berlin 1985, DNB 850880513.
- Herbert Pieper (Hrsg.): Briefwechsel zwischen Alexander von Humboldt und C. G. Jacob Jacobi (= Beiträge zur Alexander-von-Humboldt-Forschung. 11). Berlin 1987
- Ulrike Moheit (Hrsg.): Alexander von Humboldt. Briefe aus Amerika, 1799–1804 (= Beiträge zur Alexander-von-Humboldt-Forschung. 16). Berlin 1993
- Hans-Joachim Felber (Hrsg.): Briefwechsel zwischen Alexander von Humboldt und Friedrich Wilhelm Bessel (= Beiträge zur Alexander-von-Humboldt-Forschung. 10). Akademie-Verlag, Berlin 1994, ISBN 3-05-001915-8.
- Ingo Schwarz, Klaus Wenig (Hrsg.): Briefwechsel zwischen Alexander von Humboldt und Emil du Bois-Reymond (= Beiträge zur Alexander-von-Humboldt-Forschung. 22). Akademie-Verlag, Berlin 1997, ISBN 3-05-003037-2.
- Ingo Schwarz (Hrsg.): Alexander von Humboldt und die Vereinigten Staaten von Amerika. Briefwechsel (= Beiträge zur Alexander-von-Humboldt-Forschung. 19). Berlin 2004
- Ingo Schwarz unter Mitarb. v. Eberhard Knobloch (Hrsg.): Alexander von Humboldt – Samuel Heinrich Spiker. Briefwechsel (= Beiträge zur Alexander-von-Humboldt-Forschung. 27). Akademie-Verlag, Berlin 2007, ISBN 978-3-05-004283-1.
- Ulrike Leitner unter Mitarb. v. Eberhard Knobloch (Hrsg.): Alexander von Humboldt und Cotta. Briefwechsel (= Beiträge zur Alexander-von-Humboldt-Forschung. 29). Akademie-Verlag, Berlin 2009, ISBN 978-3-05-004598-6.
- Eberhard Knobloch, Ingo Schwarz, Christian Suckow (Hrsg.): Alexander von Humboldt – Briefe aus Russland 1829 (= Beiträge zur Alexander-von-Humboldt-Forschung. 30). Akademie-Verlag, Berlin 2009, ISBN 978-3-05-004596-2.
- Ulrich Päßler unter Mitarb. v. Eberhard Knobloch (Hrsg.): Alexander von Humboldt – Carl Ritter. Briefwechsel (= Beiträge zur Alexander-von-Humboldt-Forschung. 32). Akademie-Verlag, Berlin 2010, ISBN 978-3-05-004676-1.
- Oliver Schwarz, Ingo Schwarz (Hrsg.): Alexander von Humboldt – Johann Franz Encke. Briefwechsel (= Beiträge zur Alexander-von-Humboldt-Forschung. 37). Akademie-Verlag, Berlin 2013, ISBN 978-3-05-006083-5.
- Kerstin Aranda, Andreas Förster, Christian Suckow (Hrsg.): Alexander von Humboldt und Russland: eine Spurensuche (= Beiträge zur Alexander-von-Humboldt-Forschung. 31). De Gruyter, Berlin/Boston 2014, ISBN 978-3-05-004634-1.
- Ulrich Päßler, Thomas Schmuck (Hrsg.): Alexander von Humboldt – Jean-Baptiste Boussingault. Briefwechsel (= Beiträge zur Alexander-von-Humboldt-Forschung. Band 41). De Gruyter, Berlin 2015, ISBN 978-3-11-035193-4.
- Ingo Schwarz, Oliver Schwarz unter Mitarbeit von Eberhard Knobloch (Hrsg.): Alexander von Humboldt und Friedrich Argelander: Briefwechsel (= Beiträge zur Alexander-von-Humboldt-Forschung. Band 46). De Gruyter, Berlin 2019, ISBN 978-3-11-064470-8.

#### Edition humboldt digital
- Petra Werner unter Mitarbeit von Ingo Schwarz und Tobias Kraft (Hrsg.): Briefwechsel Alexander von Humboldt mit Ferdinand Julius Meyen. In: edition humboldt digital. Berlin-Brandenburgische Akademie der Wissenschaften, Berlin 2017ff.
- Ulrich Päßler unter Mitarbeit von Klaus Gerlach und Ingo Schwarz (Hrsg.): Briefwechsel Alexander von Humboldt mit Samuel Thomas Soemmerring. In: edition humboldt digital. Berlin-Brandenburgische Akademie der Wissenschaften, Berlin 2017ff.
- Ulrich Päßler unter Mitarbeit von Klaus Gerlach und Ingo Schwarz (Hrsg.): Briefwechsel Alexander von Humboldt mit Karl Ludwig Willdenow. In: edition humboldt digital. Berlin-Brandenburgische Akademie der Wissenschaften, Berlin 2017ff.
- Ulrich Päßler unter Mitarbeit von Klaus Gerlach und Ingo Schwarz (Hrsg.): Briefwechsel Alexander von Humboldt mit Carl Sigismund Kunth. In: edition humboldt digital. hg. v. Ottmar Ette. Berlin-Brandenburgische Akademie der Wissenschaften, Berlin 2017ff.
- Anne Wendt (Hrsg.): Briefwechsel Alexander von Humboldt mit Christian Gottfried Ehrenberg. In: edition humboldt digital. hg. v. Ottmar Ette. Berlin-Brandenburgische Akademie der Wissenschaften, Berlin 2017ff.

#### Andere
- Ludmilla Assing (Hrsg.): Briefe von Alexander von Humboldt an Varnhagen von Ense aus den Jahren 1827 bis 1858. Leipzig 1860 (Digitalisat)
- Alexander von Humboldt: Im Ural und Altai. Briefwechsel zwischen Alexander von Humboldt und Graf Georg von Cancrin aus den Jahren 1827–1832. Brockhaus, Leipzig 1869. Reprint: Bremen 2009, ISBN 978-3-86195-084-4.
- Ernst Werner Maria von Olfers (Hrsg.): Briefe Alexander v. Humboldt’s an Ignaz v. Olfers, Generaldirektor der Kgl. Museen in Berlin. Nürnberg/Leipzig [1913]
- Conrad Müller (Hrsg.): Alexander von Humboldt und das Preußische Königshaus. Leipzig 1928
- Ingo Schwarz (Hrsg.): Briefe von Alexander von Humboldt an Christian Carl Josias Bunsen. Neue Edition. Rohrwall, Berlin 2006, ISBN 3-9806685-6-8.

### Tagebucheditionen
- Margot Faak (Hrsg.): Alexander von Humboldt. Reise durch Venezuela. Auswahl aus den amerikanischen Reisetagebüchern (= Beiträge zur Alexander-von-Humboldt-Forschung. 12). Akademie-Verlag, Berlin 2000, ISBN 3-05-002777-0.
- Margot Faak (Hrsg.): Alexander von Humboldt. Reise auf dem Río Magdalena, durch die Anden und Mexico. Aus seinen Reisetagebüchern. 2 Teile. (= Beiträge zur Alexander-von-Humboldt-Forschung. 8, 9). 2. Auflage Akademie-Verlag, Berlin 2003, Teil 1: Texte. ISBN 978-3-05-003885-8; Teil 2: Übersetzung, Anmerkungen und Register. ISBN 978-3-05-003886-5.
- Ulrike Leitner (Hrsg.): Alexander von Humboldt. Von Mexiko-Stadt nach Veracruz. Tagebuch (= Beiträge zur Alexander-von-Humboldt-Forschung. 25). Akademie-Verlag, Berlin 2005, ISBN 3-05-004136-6.
- Bernd Kölbel und Lucie Terken (Hrsg.): Steven Jan van Geuns. Tagebuch einer Reise mit Alexander von Humboldt durch Hessen, die Pfalz, längs des Rheins und durch Westfalen im Herbst 1789 (= Beiträge zur Alexander-von-Humboldt-Forschung. 26). Akademie-Verlag, Berlin 2007, ISBN 978-3-05-004321-0.
- Ulrike Leitner, Piotr Tylus und Michael Zeuske (Hrsg.) unter Mitarbeit von Tobias Kraft: Isle de Cube. Antilles en général. In: edition humboldt digital. Berlin-Brandenburgische Akademie der Wissenschaften, Berlin. Version 5 vom 11. September 2019.
- Ulrike Leitner, Carmen Götz (Hrsg.) unter Mitarbeit von Sandra Balck, Ulrich Päßler, Linda Kirsten, Eberhard Knobloch, Oliver Schwarz, Laurence Barbasetti und Regina Mikosch: Voyage d’Espagne aux Canaries et à Cumaná Obs. astron. de Juin à Oct. 1799 [= Tagebücher der Amerikanischen Reise I]. In: edition humboldt digital. Berlin-Brandenburgische Akademie der Wissenschaften, Berlin. Version 5 vom 11. September 2019.
- Dominik Erdmann, Christian Thomas (Hrsg.) unter Mitarbeit von Florian Schnee: Reise. 1790. England [= Alexander von Humboldts Englisches Reisejournal]. [ca. 1790]. In: edition humboldt digital. Berlin-Brandenburgische Akademie der Wissenschaften, Berlin. Version 5 vom 11. September 2019.

### Sonstige
- Adressbuch Alexander von Humboldts. 1835, abgerufen am 22. Juni 2025. (Digitalisat)

### Bibliografien
- Markus Breuning: Generalbibliographie zu Alexander von Humboldt. 4. Auflage. Bern 2020. (PDF-Ausgabe online)
- Horst Fiedler, Ulrike Leitner: Alexander von Humboldts Schriften. Bibliographie der selbständig erschienenen Werke (= Beiträge zur Alexander-von-Humboldt-Forschung. 20). Akademie-Verlag, Berlin 2000, ISBN 3-05-002792-4.
- The Humboldt Library. A catalogue of the Library of Alexander von Humboldt. With a bibliographical and biographical memoir by Henry Stevens. London 1863 (online).
- Tobias Kraft, Katharina Einert: Humboldt Digital – Bibliographie der online verfügbaren Humboldt-Digitalisate. Direktverweise auf selbständig erschienene Schriften Alexander von Humboldts (geordnet nach der dekadischen Nummerierung von Fiedler/Leitner 2000)
- Ulrike Leitner, Ingo Schwarz (Begr.): Alexander von Humboldts unselbstständige Schriften – Verzeichnis. (online; Stand ca. 2015, wird nicht mehr gepflegt/ergänzt)

### Biografische Literatur
- Hanno Beck (Hrsg.): Gespräche Alexander von Humboldts. Akademie-Verlag, Berlin 1959.
- Hanno Beck: Alexander von Humboldt. 2 Bände. Wiesbaden 1959–1961.
- Hanno Beck (Hrsg.): Die Dioskuren. Probleme in Leben und Werk der Brüder Humboldt. Verlag Humboldt-Gesellschaft für Wissenschaft, Kunst und Bildung, Mannheim 1986, DNB 880124652.
- Kurt-Reinhard Biermann: Alexander von Humboldt. 4. Auflage. Teubner, Leipzig 1990, ISBN 3-322-00567-4.
- Richard Bitterling: Alexander von Humboldt – Lebenswege in Bildern. Deutscher Kunstverlag, München/Berlin 1959.
- Karl Bruhns (Hrsg.): Alexander von Humboldt. Eine wissenschaftliche Biographie. (Mit Beiträgen von Robert Christian Avé-Lallemant, Julius Victor Carus, Alfred Dove, Heinrich Wilhelm Dove, Julius Ewald, August Grisebach, Julius Löwenberg, Oscar Peschel, Gustav Heinrich Wiedemann und Wilhelm Wundt)
  - Erster Band, F. A. Brockhaus, Leipzig 1872, Archive.org
  - Zweiter Band, F. A. Brockhaus, Leipzig 1872, Archive.org
  - Dritter Band, F. A. Brockhaus, Leipzig 1872, Archive.org
- Andreas W. Daum: Alexander von Humboldt. C. H. Beck, München 2019, ISBN 978-3-406-73435-9; 2., durchges. u. aktual. Auflage 2024, ISBN 978-3-406-82418-0.
- Hans-Otto Dill: Alexander von Humboldts Metaphysik der Erde. Seine Welt-, Denk- und Diskursstrukturen. Peter Lang Internationaler Verlag der Wissenschaften, PL Academic Research, Frankfurt am Main 2013, ISBN 978-3-631-63170-6.
- Alfred Dove: Humboldt, Alexander von. In: Allgemeine Deutsche Biographie (ADB). Band 13, Duncker & Humblot, Leipzig 1881, S. 358–383.
- Ottmar Ette: Weltbewußtsein. Alexander von Humboldt und das unvollendete Projekt einer anderen Moderne. Velbrück Wissenschaft, Weilerswist 2002, ISBN 3-934730-48-5.
- Ottmar Ette: Alexander von Humboldt und die Globalisierung: Das Mobile des Wissens. Insel-Verlag, Frankfurt am Main 2009, ISBN 978-3-458-17434-9.
- Manfred Geier: Die Brüder Humboldt. Eine Biographie. Rowohlt, Reinbek 2009, ISBN 978-3-498-02511-3.
- Detlef Haberland, Wolfgang Hinrichs, Clemens Menze, Bolesław Andrzejewski (Hrsg.): Die Dioskuren II. Annäherungen an Leben und Werk der Brüder Humboldt im Jahr der 200. Wiederkehr des Beginns der amerikanischen Forschungsreise Alexander von Humboldts. Verlag Humboldt-Gesellschaft für Wissenschaft, Kunst und Bildung, Mannheim 2000, ISBN 3-927030-16-3.
- Jürgen Hamel, Eberhard Knobloch, Herbert Pieper (Hrsg.): Alexander von Humboldt in Berlin. Sein Einfluß auf die Entwicklung der Wissenschaften (= Algorismus. Studien zur Geschichte der Mathematik und der Naturwissenschaften. Heft 41). Beiträge zu einem Symposium. Rauner, Augsburg 2003, ISBN 3-9807122-8-1.
- Wolfgang-Hagen Hein (Hrsg.): Alexander von Humboldt. Leben und Werk. Weisbecker, Frankfurt am Main 1985, ISBN 3-921037-55-7, Inhaltsverzeichnis.
- Frank Holl: Alexander von Humboldt – Mein vielbewegtes Leben. Ein biographisches Portrait. Die Andere Bibliothek, Berlin 2017, ISBN 978-3-8477-0019-7.
- Frank Holl (Konzeption): Alexander von Humboldt. Netzwerke des Wissens. Katalog zur Ausstellung im Haus der Kulturen der Welt Berlin und in der Kunst- und Ausstellungshalle der Bundesrepublik Deutschland Bonn. Berlin/Bonn 1999. (Onlinedokumentation)
- Otto Krätz: Alexander von Humboldt – Wissenschaftler Weltbürger Revolutionär. Callwey, München 1997, ISBN 3-7667-1282-9.
- Adolf Meyer-Abich: Alexander von Humboldt mit Selbstzeugnissen und Bilddokumenten. Rowohlt, Reinbek bei Hamburg 2008 (1. Auflage 1967), ISBN 978-3-499-50131-9.
- Heinrich Pfeiffer (Hrsg.): Alexander von Humboldt. Werk und Weltgeltung. Piper, München 1969, DNB 454556268.
- Ernst Plewe: Humboldt, Alexander. In: Neue Deutsche Biographie (NDB). Band 10, Duncker & Humblot, Berlin 1974, ISBN 3-428-00191-5, S. 33–43 (Digitalisat).
- Thomas Richter: Alexander von Humboldt. Rowohlt, Reinbek 2009, ISBN 978-3-499-50712-0.
- Werner Rübe: Alexander von Humboldt. Anatomie eines Ruhms. Deutscher Kunstverlag, München 1988, ISBN 3-422-06023-5.
- Nicolaas Adrianus Rupke: Alexander von Humboldt. A Metabiography. Lang, Frankfurt am Main 2005, ISBN 3-631-53932-0. überarbeitete Ausgabe: University of Chicago Press, Chicago/London 2008, ISBN 978-0-226-73149-0.
- Rüdiger Schaper: Alexander von Humboldt: Der Preuße und die neuen Welten. Siedler Verlag, München 2018, ISBN 978-3-8275-0074-8.
- Ingo Schwarz (Hrsg.): Alexander von Humboldt-Chronologie. In: edition humboldt digital. Hg. Ottmar Ette. Berlin-Brandenburgische Akademie der Wissenschaften, Berlin 2017.
- Herbert Scurla: Alexander von Humboldt. Sein Leben und Wirken. 11. Auflage. Verlag der Nation, Berlin 1985, DNB 850561388.
- Andrea Wulf: Alexander von Humboldt und die Erfindung der Natur. Bertelsmann, München 2016, ISBN 978-3-570-10206-0.

### Weitere Literatur
- Horst Albach, Erwin Neher (Hrsg.) (im Auftrag des Ordens Pour le mérite für Wissenschaften und Künste): Alexander von Humboldt und Charles Darwin: zwei Revolutionäre wider Willen. Mit einem Vorwort Horst Köhler. Wallstein, Göttingen 2011, ISBN 978-3-8353-0966-1.
- Kurt-Reinhard Biermann: Beglückende Ermunterung durch die akademische Gemeinschaft. Alexander von Humboldt als Mitglied der Berliner Akademie der Wissenschaften (= Beiträge zur Alexander-von-Humboldt-Forschung. Band 17). Berlin 1991, ISBN 3-05-001957-3.
- Werner Biermann: „Der Traum meines ganzen Lebens“. Humboldts amerikanische Reise. 4. Auflage. Rowohlt, Berlin 2017, ISBN 978-3-87134-601-9. Inhaltsverzeichnis.
- Andreas W. Daum: Humboldtian Science and Humboldt’s Science. In History of Science 63 (2024). 29–51. doi:10.1177/00732753241252478.
- Andreas W. Daum: A ‘Temple of Liberty’? Alexander von Humboldt and the French Revolution. In: Annals of Science 82 (2025). doi.org/10.1080/00033790.2024.2433232.
- Andreas W. Daum: Nation, Naturforschung und Monument: Humboldt-Denkmäler in Deutschland und den USA. In: Martin Baumeister (Hrsg.): Die Kunst der Geschichte. Historiographie, Ästhetik, Erzählung. Göttingen 2009, ISBN 978-3-525-36384-3, S. 99–124.
- Andreas W. Daum: Die Ironie des Unzeitgemäßen. Anmerkungen zu Alexander von Humboldt. In: Zeitschrift für Ideengeschichte. 4, 2010, S. 5–23, (online).
- Andreas W. Daum: Social Relations, Shared Practices, and Emotions. Alexander von Humboldt’s Excursion into Literary Classicism and the Challenges to Science around 1800. In: Journal of Modern History. Band 91, März 2019, S. 1–37.
- Andreas W. Daum: Wie Humboldt die Seuche jagte. Alexander von Humboldt spürte in Südamerika und Europa Infektionskrankheiten nach. In: Süddeutsche Zeitung, 20. Mai 2020 (online). (Druckfassung unter dem Titel: Vermessung der Seuche. Bereits Alexander von Humboldt spürte Infektionskrankheiten nach. In: Süddeutsche Zeitung, Nr. 113, 16.–17. Mai 2020, S. 33).
- Andreas W. Daum, Alexander von Humboldt am Rhein. Zur regionalen Grundlage von Humboldts Wissenschaft, Reisen und Politikverständnis 1789–1848. In: Rheinische Vierteljahresblätter 85 (2021), S. 148–184.
- Herrmann Dietmar: Vor 200 Jahren im Fichtelgebirge: Befahrung der Bergwerke durch Alexander von Humboldt. In: Der Siebenstern. Jahrgang 61, 1992, S. 221–224.
- Ottmar Ette, Ute Hermanns, Bernd M. Scherer, Christian Suckow (Hrsg.): Alexander von Humboldt – Aufbruch in die Moderne (= Beiträge zur Alexander-von-Humboldt-Forschung. Band 21). Akademie-Verlag, Berlin 2001, ISBN 3-05-003602-8.
- Ottmar Ette, Walther L. Bernecker (Hrsg.): Ansichten Amerikas. Neuere Studien zu Alexander von Humboldt (= Lateinamerika-Studien. Band 43). Vervuert, Frankfurt am Main 2001.
- Ottmar Ette (Hrsg.): Alexander von Humboldt-Handbuch. Leben – Werk – Wirkung. J. B. Metzler, 2018, ISBN 978-3-476-04521-8 (doi:10.1007/978-3-476-04522-5).
- Nikolaus Gatter: „Gift, geradezu Gift für das unwissende Publicum“. Der diaristische Nachlaß von Karl August Varnhagen von Ense und die Polemik gegen Ludmilla Assings Editionen (1860–1880). Aisthesis, Bielefeld 1996, ISBN 3-89528-149-2; 2., vom Verfasser durchgesehene Auflage, Varnhagen Gesellschaft e. V., Köln 2020 (Web-Ressource).
- Alfred Gebauer: Alexander von Humboldt: seine Woche auf Teneriffa 1799. Beginn der Südamerika-Reise. Sein Leben – sein Wirken. Aktualisiert und ergänzt von Verena Zech. Zech, Santa Ursula 2009, ISBN 978-84-934857-6-4.
- Wolfgang-Hagen Hein: Alexander von Humboldt und die Pharmazie (= Veröffentlichungen der Internationalen Gesellschaft für Geschichte der Pharmazie e. V.; Neue Folge. Band 56). Wissenschaftliche Verlags-Gesellschaft, Stuttgart 1988, ISBN 3-8047-0984-2. Inhaltsverzeichnis.
- Frank Holl (Hrsg.): Alexander von Humboldt – Es ist ein Treiben in mir. Entdeckungen und Einsichten. dtv, München 2009, ISBN 978-3-423-13739-3 (Zitatesammlung, deren Fundstellen im Anhang nachgewiesen werden).
- Frank Holl: Vergesst Aimé Bonpland nicht! Eine Würdigung. 2022 (PDF; 778 kB im Goethezeitportal)
- Frank Holl, Eberhard Schulz-Lüpertz: „Ich habe so große Pläne dort geschmiedet…“ Alexander von Humboldt in Franken (= Fränkische Geschichte. Band 18). Schrenk, Gunzenhausen 2012, ISBN 978-3-924270-74-2.
- Ilse Jahn: Dem Leben auf der Spur. Die biologischen Forschungen Alexander von Humboldts. Urania Verlag, Leipzig 1969.
- Hans Walter Lack: Alexander von Humboldt und die botanische Erforschung Amerikas. München/London/New York 2009; 2., aktualis. Auflage ebenda 2018, ISBN 978-3-7913-8414-6.
- Oliver Lubrich (Hrsg.): Alexander von Humboldt. Das graphische Gesamtwerk. 3. Auflage. Lambert Schneider, Darmstadt 2016, ISBN 978-3-650-40132-8.
- Volker Mehnert (Text), Claudia Lieb (Illustrationen): Alexander von Humboldt oder Die Sehnsucht nach der Ferne. Gerstenberg Verlag, Hildesheim 2018, ISBN 978-3-8369-5999-5.
- Dorothee Nolte: Alexander von Humboldt. Ein Lebensbild in Anekdoten. Eulenspiegel Verlag, Berlin 2018, ISBN 978-3-359-01374-7.
- Werner Richter, Manfred Engshuber: Alexander von Humboldts Messtechnik – Instrumente, Methoden, Ergebnisse. epubli Verlag, Berlin 2014, ISBN 978-3-8442-8969-5.
- Werner Stams: Zeitlicher Verlauf von Alexander von Humboldts Amerikareise (1799 bis 1804) und die dabei entstandenen Karten und Ansichten. (Zus. m. Marianne Stams; posthum). In: Kartogr. Nachrichten, Vol. 73, Nr. 2, Cham 2023, S. A4-A15.
- Robert Steudtner: Alexander von Humboldt. Bis ans Ende der Welt. Feature mit Original-Interview, Musik und Geräuschen. Headroom sound production, Köln 2011.
- Benedikt Vallendar: Die Rezeption der südamerikanischen Reise Alexander von Humboldts in Deutschland im 19. und 20. Jahrhundert. Dissertation, FU Berlin 2005.
- Rudolf Vierhaus: Die Brüder Humboldt. In: Étienne François, Hagen Schulze (Hrsg.): Deutsche Erinnerungsorte. Band 3. C. H. Beck, München 2001, ISBN 978-3-406-47224-4
- Petra Werner: Himmel und Erde. Alexander von Humboldt und sein Kosmos (= Beiträge zur Alexander-von-Humboldt-Forschung. Band 24), Akademie-Verlag, Berlin 2004, ISBN 3-05-004025-4.
- Michael Zeuske: Vater der Unabhängigkeit? Humboldt und die Transformation zur Moderne im spanischen Amerika. In: Ottmar Ette et al. (Hrsg.): Alexander von Humboldt – Aufbruch in die Moderne (= Beiträge zur Alexander-von-Humboldt-Forschung. Band 21). Akademie-Verlag, Berlin 2001, S. 179–224.
- Michael Zeuske: „Real time“: Humboldt und Kuba 1801 und 1804. In: Michael Zeuske: Schwarze Karibik. Sklaven, Sklavereikulturen und Emanzipation. Rotpunktverlag, Zürich 2004, ISBN 3-85869-272-7.
- Krzysztof Zielnica: Polonica bei Alexander von Humboldt (= Beiträge zur Alexander-von-Humboldt-Forschung. Band 23), Berlin 2004, ISBN 3-05-003867-5.

## Filme
- Kosmos – Erinnerungen an Alexander von Humboldt. Dokumentarfilm, DDR, 1960, 41 Min., Buch und Regie: Karl Gass, Sprecher: Wolfgang Langhoff, Hilmar Thate, Produktion: DEFA, Filmdaten von Progress Film.
- Humboldt-Ehrungen in der DDR. Dokumentarfilm, DDR, 1969, 18 Min., Buch und Regie: Siegfried Schönfelder, Sprecher: Hans Hildebrandt, Produktion: DEFA, Filmdaten von der DEFA-Stiftung.
- Alexander von Humboldt – aus seinem Leben – aus seinem Werk. Dokumentation, BR Deutschland, 1969, 59 Min., Buch: Werner Feist, Regie: Martin Schliessler[250]
- Die Besteigung des Chimborazo. Spielfilm, DDR, BRD, 1988/89, 110 Min., Buch: Rainer Simon, Paul Kanut Schäfer, Regie: Rainer Simon, Produktion: DEFA.
- Humboldt – Ruf der grünen Hölle. Der wahre Entdecker. Größter Forschungsreisender der Neuzeit. Dokudrama, Deutschland, 2007, 60 Min., Buch und Regie: Gero von Boehm, Produktion: interscience, ZDF, Reihe: Giganten, Erstsendung: 8. April 2007 im ZDF, Inhaltsangabe von ZDF, mit Matthias Habich als Humboldt, (archiviert).
- Tropenfieber – Vorstoß am Orinoco. Humboldts Entdeckungen in Südamerika. Dokumentarfilm mit Spielszenen, Deutschland, 43, 2007, S. 48 Min., Buch und Regie: Petra Höfer, Freddie Röckenhaus, Produktion: colourField, ZDF, Reihe: Terra X, Erstsendung: 16. September 2007 bei ZDF, Inhaltsangabe von ARD, unter anderem mit Benjamin Völz als Humboldt, Frank Holl, Hans-Walter Lack (Direktor Botanisches Museum Berlin-Dahlem).
- Expedition Humboldt  1. Ein deutsches Genie in Lateinamerika. Dokumentarfilm, Deutschland, 43, 2009, S. 25 Min., Buch und Regie: Thomas Aders und Stefan Schaaf, Produktion: SR, SWR, Erstsendung: 1. Januar 2010 im SWR Fernsehen, Inhaltsangabe von 3sat, unter anderem mit Ottmar Ette, Klaus Jaffe (Biologe).
- Expedition Humboldt  2. Ein deutsches Genie in Lateinamerika. Dokumentarfilm, Deutschland, 58, 2009, S. 17 Min., Buch und Regie: Thomas Aders und Stefan Schaaf, Produktion: SR, SWR, Erstsendung: 1. Januar 2010 im SWR Fernsehen, Inhaltsangabe von ARD.
- Die Vermessung der Welt. Spielfilm, Deutschland, Österreich, 2012, 119 Min., Buch: Daniel Kehlmann, Detlev Buck, Daniel Nocke, Regie: Detlev Buck, Verfilmung des gleichnamigen Romans von Daniel Kehlmann.
- Die andere Heimat – Chronik einer Sehnsucht. Spielfilm, Deutschland, 2013, 230 Min., Buch: Edgar Reitz und Gert Heidenreich, Regie: Edgar Reitz, Kinostart: 3. Oktober 2013, mit Werner Herzog als Alexander von Humboldt.
- ZDF, Terra X: Humboldt und die Neuentdeckung der Natur, Dokumentation, 2019, 43 Min., Buch: Tilman Remme